# Екатерина II
Екатери́на II Алексе́евна, Екатери́на Вели́кая, урождённая Софи́я Авгу́ста Фредери́ка А́нгальт-Це́рбстская (нем. Sophie Auguste Friederike von Anhalt-Zerbst-Dornburg; 21 апреля [2 мая] 1729, Штеттин, Пруссия — 6 [17] ноября 1796, Зимний дворец, Санкт-Петербург, Российская империя) — Императрица и Самодержица Всероссийская (1762—1796). Племянница шведского короля Адольфа Фридриха, двоюродная племянница прусского короля Фридриха Великого.
Будучи дочерью князя Ангальт-Цербстского, Екатерина взошла на престол в результате дворцового переворота против своего мужа — Петра III, вскоре погибшего при невыясненных обстоятельствах (возможно, он был убит). Она взошла на престол, следуя прецеденту, созданному Екатериной I, сменившей своего умершего мужа Петра Великого в 1725 году.
Екатерининская эпоха ознаменовалась максимальным закрепощением крестьян и всесторонним расширением привилегий дворянства.
При Екатерине Великой границы Российской империи были значительно сдвинуты на запад (разделы Речи Посполитой) и юг (присоединение Новороссии, Крыма, отчасти Кавказа). Были созданы условия для свободной деятельности всех конфессий; положение староверов (раскольников) было облегчено.
Система государственного управления при Екатерине Второй впервые со времени Петра I была реформирована. Сенат был разделён на шесть департаментов, возглавляемых обер-прокурорами. Возглавил Сенат генерал-прокурор. Общие полномочия Сената были сокращены: в частности, он лишился законодательной инициативы. Была проведена губернская реформа, в ходе которой преобразовано провинциальное управление в наместничествах. Расходы на содержание чиновничьего аппарата резко возросли.
Характерной особенностью правления Екатерины II стал фаворитизм — государственные расходы на фаворитов исчислялись десятками миллионов рублей. Повсеместными были коррупция и злоупотребления чиновников.
На фоне промышленной революции, происходившей в ряде других стран, в России использовался в основном ручной труд без развития механизации и применения новых технологий, поскольку Екатерина II считала, что машины наносят вред государству, сокращая численность работающих. В структуре экспорта совсем не было готовых изделий, только сырьё и полуфабрикаты, а 80—90 % импорта составляли зарубежные промышленные изделия.
К концу правления Екатерины II Россия находилась в тяжёлом экономическом кризисе при полном крушении финансовой системы, общая сумма долгов правительства составляла 205 млн рублей. Внешние займы Екатерины II и начисленные на них проценты были полностью погашены только в 1891 году.
У Екатерины II на всём протяжении её правления были десятки любовников, некоторые из которых оказывали большое влияние на внутреннюю и внешнюю политику. Распутство императрицы проявлялось в откровенно вызывающей форме и способствовало падению нравов дворянства.
Екатерина II увлекалась литературной деятельностью, собирала шедевры живописи, состояла в переписке с французскими просветителями. Императрица предприняла ряд попыток преобразований в духе просвещённого абсолютизма, но они имели ограниченный характер.

## Биография

### Происхождение

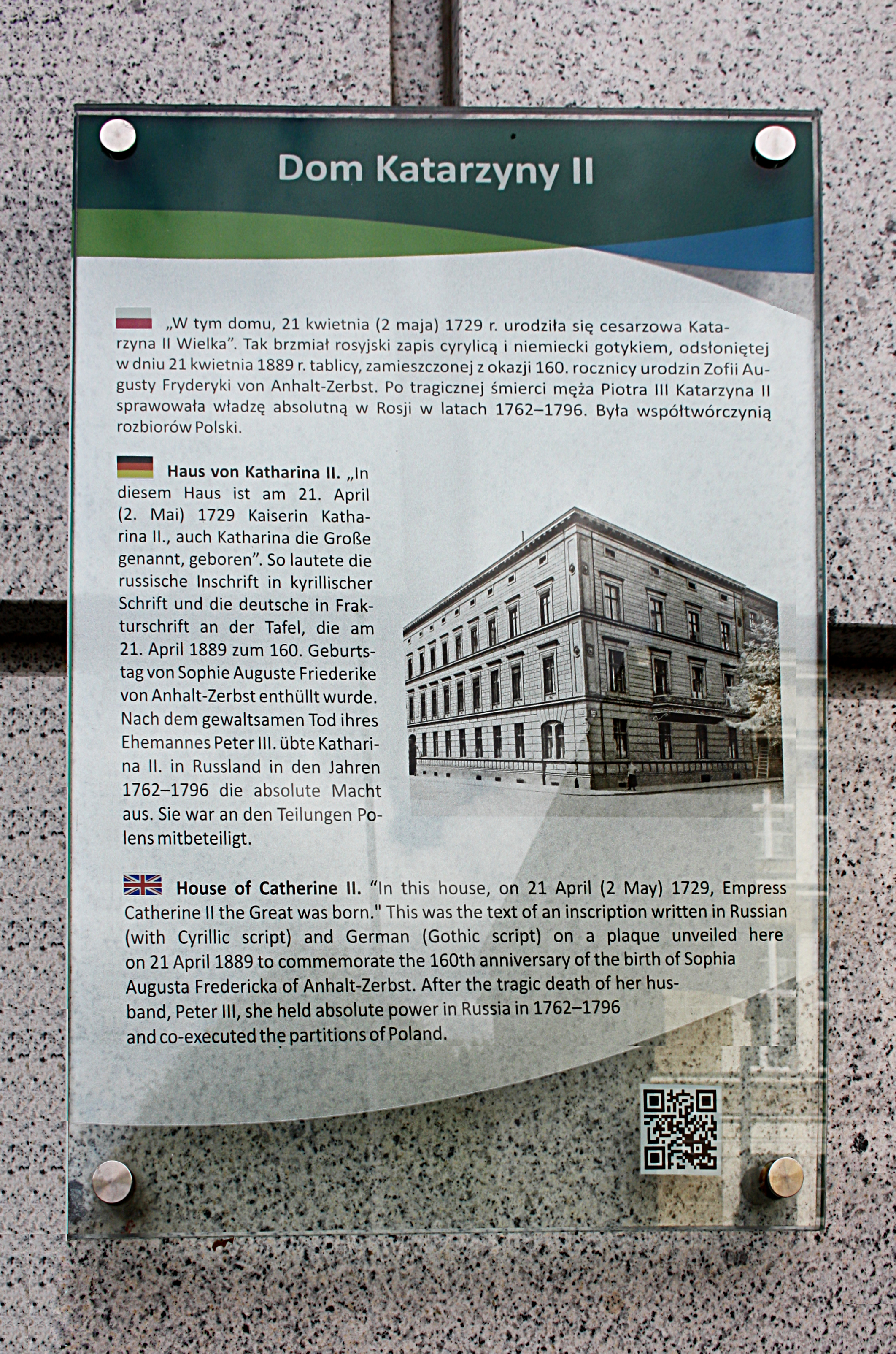
Дом, где появилась на свет будущая императрица

София Фредерика Августа Ангальт-Цербстская родилась 21 апреля (2 мая) 1729 года в немецком городе Штеттине — столице Померании (ныне — Щецин, Польша), в доме № 791 на Домштрассе (нем. Domstraße).
Отец Кристиан Август Ангальт-Цербстский происходил из цербст-дорнбургской линии Ангальтского дома и состоял на службе у прусского короля, был полковым командиром, комендантом, затем губернатором города Штеттина, где будущая императрица и появилась на свет, баллотировался в курляндские герцоги, но неудачно, службу закончил прусским фельдмаршалом. Мать — Иоганна Елизавета, из Готторпского владетельного дома, четвёртая дочь князя Гольштейн-Готторпского, после смерти отца воспитывалась при дворе своего дяди, владетельного князя Брауншвейга. Родословная Иоганны Елизаветы восходит к Кристиану I, королю Дании, Норвегии и Швеции, первому герцогу Шлезвиг-Гольштейнскому и основателю династии Ольденбургов.
Дядя по материнской линии Адольф-Фридрих был в 1743 году избран в наследники шведского престола, на который он вступил в 1751 году под именем Адольфа-Фредрика. Другой дядя, Карл Эйтинский, по замыслу Екатерины I, должен был стать мужем её дочери Елизаветы, однако умер от оспы в преддверии свадебных торжеств в Санкт-Петербурге.

### Детство, образование, воспитание

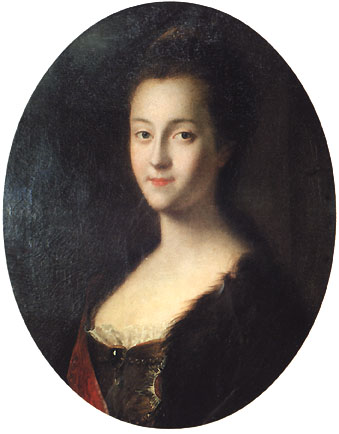
Екатерина после приезда в Россию, портрет кисти Луи Каравака

В семье герцога Цербстского Екатерина получила домашнее образование. Обучалась английскому, французскому и итальянскому языкам, танцам, музыке, основам истории, географии, богословия. Она росла резвой, любознательной, шаловливой девчонкой, любила щегольнуть своей отвагой перед мальчишками, с которыми запросто играла на штеттинских улицах. Родители были недовольны «мальчишеским» поведением дочери, но их устраивало, что Фредерика заботилась о младшей сестре Августе. Мать называла её в детстве Фике или Фигхен (нем. Figchen — происходит от имени Frederica и суффикса -chen, то есть «маленькая Фредерика»).
В 1743 году российская императрица Елизавета Петровна, подбирая невесту для своего наследника — великого князя Петра Фёдоровича (будущего русского императора Петра III), вспомнила о том, что на смертном одре мать завещала ей стать женой голштинского принца, родного брата Иоганны Елизаветы. Елизавета Петровна так пояснила свой выбор: «За лучшее я сочла взять принцессу протестантской веры, и при том из дома, хоть и знатного, но небольшого… Поэтому всех пригоднее принцесса Цербская, тем более, что она уже в родстве с Голштинским домом». Ранее Елизавета энергично поддержала избрание на шведский престол её дяди, любекского епископа Адольфа Фридриха Голштинского, и обменялась портретами с её матерью.
До границы Иоганна Елизавета с дочерью Софией путешествовали инкогнито как графиня Рейнбуш с дочерью. Из Берлина они выехали 31 декабря 1743 года и в конце января 1744 года пересекли русскую границу, где их встретили оружейным салютом и одарили собольими шубами. Пятнадцатилетняя принцесса с матерью проследовала в Россию через Ригу, где возле дома, в котором они остановились, нёс почётный караул поручик барон фон Мюнхгаузен. В Москву Иоганна Елизавета и София приехали 9 февраля и успели ко дню рождения великого князя (10 февраля). Впервые София увидела своего будущего мужа, Петра Фёдоровича, в Эйтинском замке в 1739 году.

Сразу после приезда в Россию она стала изучать русский язык, историю, православие, русские традиции, так как стремилась наиболее полно ознакомиться с Россией, которую воспринимала как новую родину. Среди её учителей выделяют известного проповедника Симона Тодорского (учитель православия), автора первой русской грамматики Василия Ададурова (учитель русского языка) и балетмейстера Ланге (учитель танцев). 

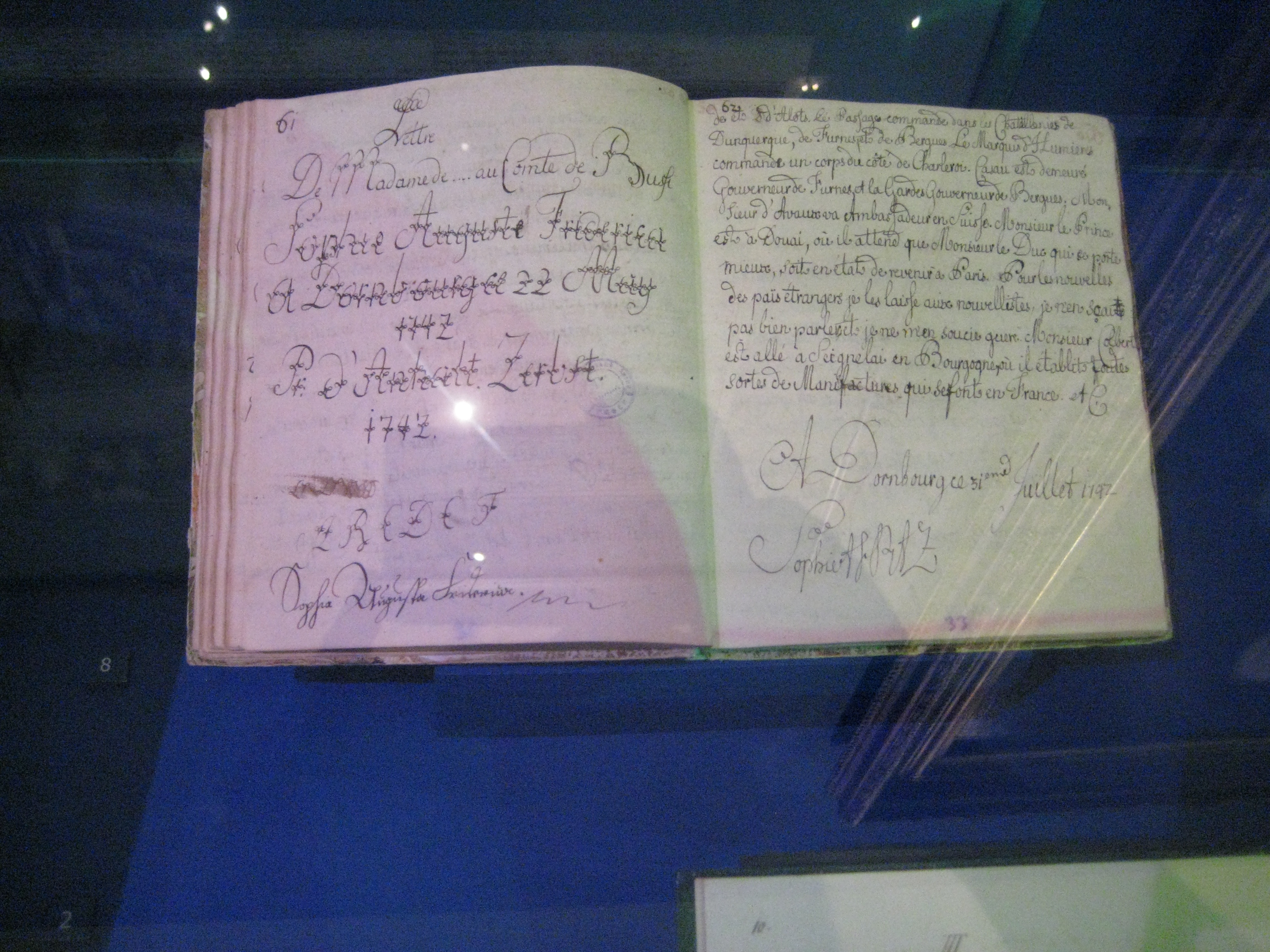
Письменные упражнения в каллиграфии и французском языке принцессы Софии Ангальт-Цербской

Стремясь как можно быстрее выучить русский язык, будущая императрица занималась по ночам, сидя у открытого окна на морозном воздухе. Вскоре она заболела воспалением лёгких, и состояние её было столь тяжёлым, что её мать предложила привести лютеранского пастора. Однако София отказалась и послала за Симоном Тодорским. Это обстоятельство прибавило ей популярности при русском дворе. 28 июня (9 июля) 1744 года София Фредерика Августа перешла из лютеранства в православие и получила имя Екатерины Алексеевны (то же имя и отчество, что и у матери Елизаветы — Екатерины I), а на следующий день была обручена с будущим императором.
Появление Софии с матерью в Санкт-Петербурге сопровождалось политической интригой, в которой была замешана её мать, княгиня Цербстская. Она была поклонницей короля Пруссии Фридриха II, и последний решил использовать её пребывание при русском императорском дворе для установления своего влияния на внешнюю политику России. Для этого планировалось, посредством интриг и влияния на императрицу Елизавету Петровну, удалить от дел канцлера Бестужева, проводившего антипрусскую политику, и заменить его другим вельможей, симпатизировавшим Пруссии. Однако Бестужеву удалось перехватить письма княгини Цербстской Фридриху II и предъявить их Елизавете Петровне. После того, как последняя узнала о «некрасивой роли прусского шпиона», которую играла при её дворе мать, то немедленно изменила к ней своё отношение и подвергла опале. Однако внешне это не повлияло на положение самой Софии, официально не принимавшей участия в этой интриге.

### Брак с наследником российского престола
21 августа (1 сентября) 1745 года в шестнадцатилетнем возрасте Екатерина была обвенчана с Петром Фёдоровичем, которому исполнилось 17 лет. Первые годы совместной жизни Пётр совершенно не интересовался женой, и супружеских отношений между ними не существовало. Об этом Екатерина позже напишет:

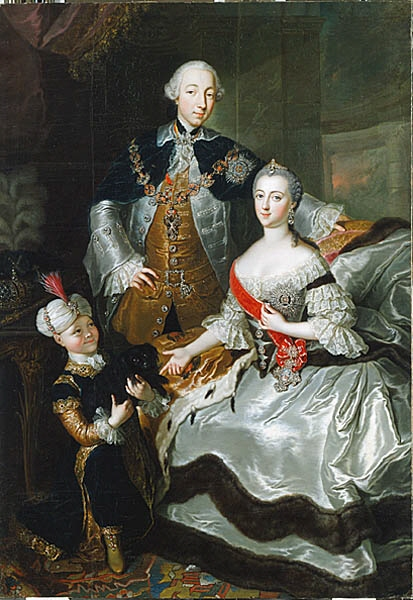
Великая княгиня Екатерина Алексеевна с супругом Петром III Фёдоровичем. Работа Анны Розины де Гаск, 1756, Национальный музей Швеции

Я прекрасно видела, что великий князь нисколько меня не любит. Через две недели после свадьбы он доверительно сообщил мне, что влюбился в девицу Карр, фрейлину императрицы, вышедшую потом замуж за одного из князей Голицыных, шталмейстера императрицы. Своему камергеру, графу Девиеру, он сказал, что меня даже сравнивать нельзя с этой девицей. Девиер стал возражать; и великий князь на него рассердился; ссора произошла у меня на глазах и я видела их перепалку. почти в моём присутствии, и я видела эту ссору. Признаюсь честно, говорила я сама себе, с этим человеком я наверняка стану очень несчастной, особенно если поддамся нежным чувствам к нему, кои столь плохо оплачиваются, и мне придется умирать от ревности без малейшей пользы для кого бы то ни было.

Итак, из самолюбия я старалась не ревновать к человеку, не любившему меня; но, чтобы не питать ревности, я не знала иного средства, кроме как не любить его. Если бы он хотел быть любимым, для меня это не составило бы труда: я от природы обладала склонностью и привычкой к выполнению своих обязанностей, но для этого нужен был муж, наделенный здравым смыслом, а у великого князя оный отсутствовал.

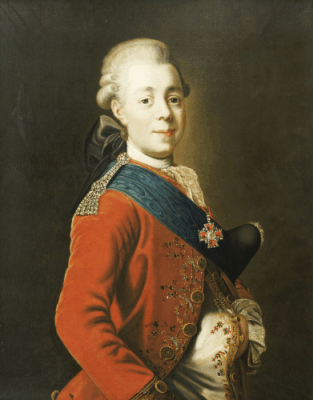
Павел I Петрович, сын Екатерины, портрет кисти Александра Рослина, 1777

Екатерина продолжает заниматься самообразованием. Она читает книги по истории, философии, юриспруденции, сочинения Вольтера, Монтескьё, Тацита, Бейля, большое количество другой литературы. Основными развлечениями для неё стали охота, верховая езда, танцы и маскарады. Отсутствие супружеских отношений с великим князем способствовало появлению у Екатерины любовников. Между тем, императрица Елизавета высказывала недовольство отсутствием детей у супругов.
Наконец, после двух неудачных беременностей, 20 сентября (1 октября) 1754 года Екатерина родила сына Павла. Роды были тяжёлыми, младенца сразу же отобрали у матери по воле царствовавшей императрицы Елизаветы Петровны, и лишили Екатерину возможности воспитывать сына, позволяя только изредка видеть его. Великая княгиня впервые увидела своего сына лишь через 40 дней после родов. Ряд источников утверждает, что истинным отцом Павла был любовник Екатерины С. В. Салтыков (прямого утверждения об этом в «Записках» Екатерины II нет, но они нередко так интерпретируются). Другие — что такие слухи лишены оснований и что Петру была сделана операция, устранившая дефект, делавший невозможным зачатие. Вопрос об отцовстве вызывал интерес и у общества.

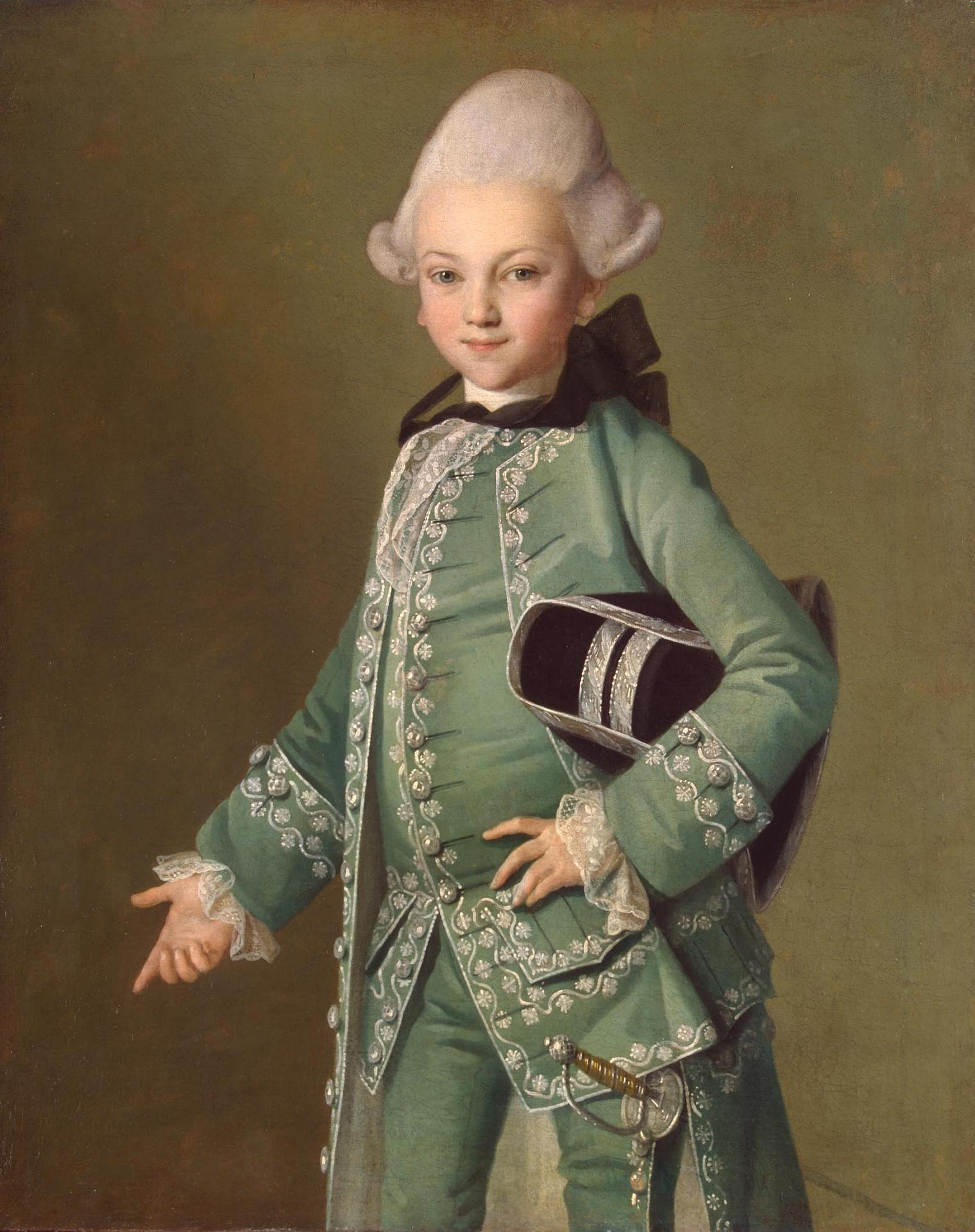
Алексей Григорьевич Бобринский — внебрачный сын императрицы, портрет кисти Карла Людвига Христинека, 1769, Государственный Эрмитаж

После рождения Павла отношения с Петром и Елизаветой Петровной окончательно испортились. Пётр звал свою супругу «запасной мадам» и открыто заводил любовниц, впрочем, не препятствуя делать это и Екатерине, у которой в этот период, благодаря стараниям английского посла сэра Чарльза Ханбери Уильямса, возникла связь со Станиславом Понятовским — будущим королём Польши. 9 (20) декабря 1757 года Екатерина родила дочь Анну, что вызвало сильное недовольство Петра, произнёсшего при известии о новой беременности: «Бог знает, почему моя жена опять забеременела! Я совсем не уверен, от меня ли этот ребёнок и должен ли я его принимать на свой счёт».
Английский посол Чарльз Ханбери Уильямс в этот период был близким другом и доверенным лицом Екатерины. Он неоднократно предоставлял ей значительные суммы в виде займов или субсидий: только в 1750 году ей было передано 50 000 рублей, о чём имеются две её расписки; а в ноябре 1756 года ей было передано 44 000 руб. Взамен он получал от неё различную конфиденциальную информацию — в устной форме и посредством писем, которые она довольно регулярно писала ему как бы от имени мужчины (в целях конспирации). В частности, в конце 1756 года, после начала Семилетней войны с Пруссией (союзницей которой являлась Англия), Уильямс, как следует из его собственных депеш, получил от Екатерины важную информацию о состоянии воюющей русской армии и о плане русского наступления, которая была им передана в Лондон, а также в Берлин прусскому королю Фридриху II. После отъезда Уильямса она получала деньги и от его преемника Кейта. Частое обращение Екатерины за деньгами к англичанам историки объясняют её расточительностью, из-за которой её расходы намного превышали те суммы, которые были отпущены на её содержание из казны. В одном из своих писем Уильямсу она обещала в знак благодарности «…привести Россию к дружественному союзу с Англией, оказывать ей всюду содействие и предпочтение, необходимое для блага всей Европы и особенно России, перед их общим врагом, Францией, величие которой составляет позор для России. Я научусь практиковать эти чувства, на них обосную свою славу и докажу королю, вашему государю, прочность этих моих чувств».
Уже начиная с 1756 года, и особенно в период болезни Елизаветы Петровны, Екатерина вынашивала план устранения с престола будущего императора (своего супруга) путём заговора, о чём неоднократно писала Уильямсу. Для этого Екатерина, по словам историка В. О. Ключевского, «выпросила взаймы на подарки и подкупы 10 тысяч фунтов стерлингов у английского короля, обязавшись честным словом действовать в общих англо-русских интересах, стала помышлять о привлечении гвардии к делу в случае смерти Елизаветы, вступила в тайное соглашение об этом с гетманом К. Разумовским, командиром одного из гвардейских полков». В этот план дворцового переворота был посвящён и канцлер Бестужев, который обещал Екатерине содействие.
В начале 1758 года императрица Елизавета Петровна заподозрила в измене главнокомандующего русской армией Апраксина, с которым Екатерина находилась в дружеских отношениях, а также самого канцлера Бестужева. Они оба были арестованы, подверглись дознанию и наказанию; однако Бестужев успел до ареста уничтожить всю свою переписку с Екатериной, что спасло её от преследования и опалы. В это же время был отозван в Англию Уильямс. Таким образом, её прежние фавориты были удалены, но начал формироваться круг новых: Григорий Орлов и Екатерина Да́шкова.
Смерть Елизаветы Петровны (25 декабря 1761 (5 января 1762) и восшествие на престол Петра Фёдоровича под именем Петра III ещё больше отдалили супругов. Пётр III стал открыто жить с любовницей Елизаветой Воронцовой, поселив жену в другом конце Зимнего дворца. Когда Екатерина забеременела от Орлова, это уже нельзя было объяснить случайным зачатием от мужа, так как общение супругов прекратилось к тому времени совершенно. Беременность свою Екатерина скрывала, а когда пришло время рожать, её преданный камердинер Василий Григорьевич Шкурин поджёг свой дом. Любитель подобных зрелищ Пётр с двором ушли из дворца посмотреть на пожар; в это время Екатерина благополучно родила. Так появился на свет Алексей Бобринский, которому его брат Павел I впоследствии присвоил графский титул.

### Приход к власти

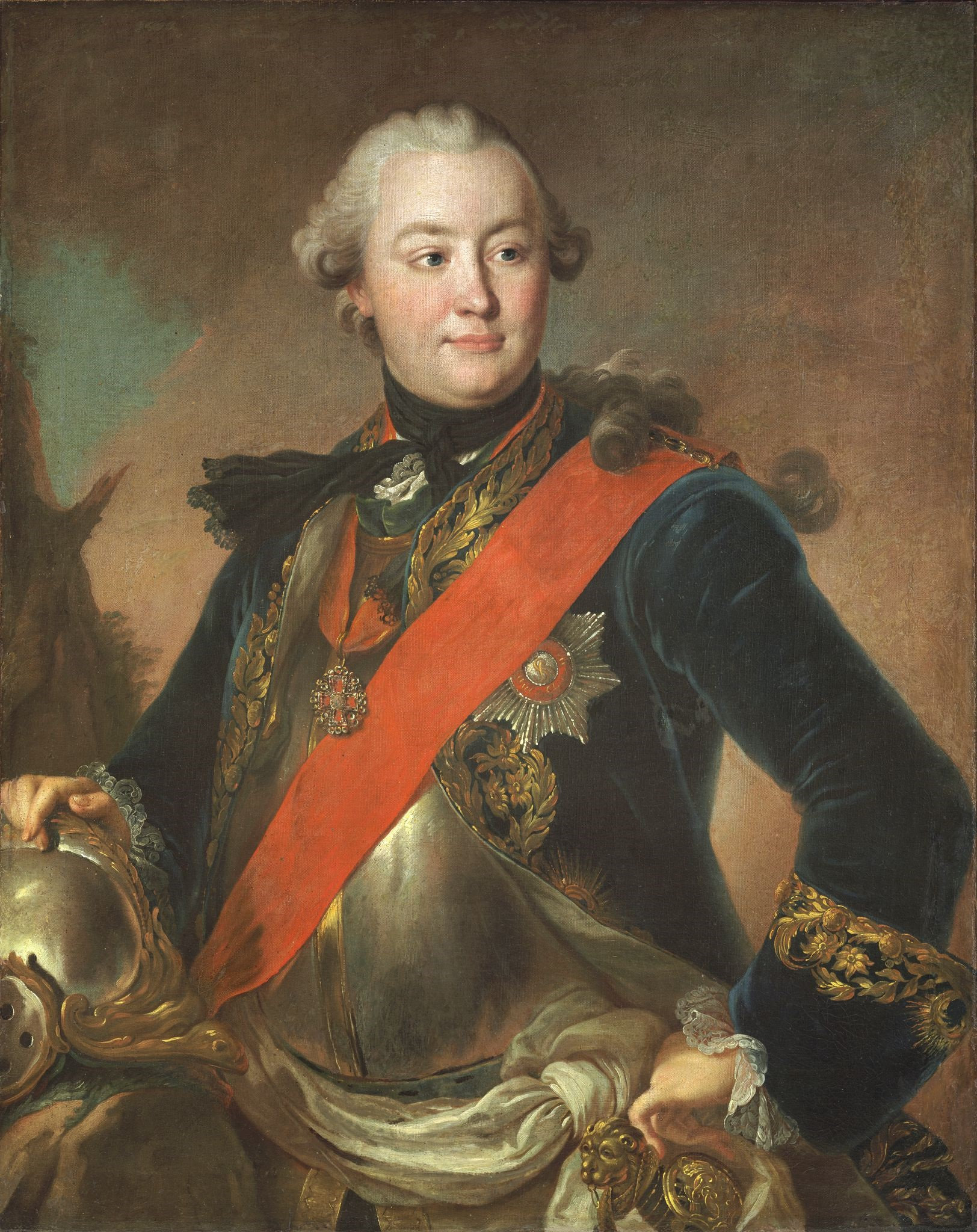
Григорий Орлов, один из руководителей переворота. Портрет кисти Фёдора Рокотова, 1762—1763, Третьяковская галерея

Вступив на трон, Пётр III осуществил ряд действий, вызвавших отрицательное отношение к нему офицерского корпуса. Так, он заключил невыгодный для России договор с Пруссией, в то время как Россия одержала ряд побед над ней в ходе Семилетней войны, и вернул ей захваченные русскими земли. Одновременно он намерился в союзе с Пруссией выступить против Дании (союзницы России) с целью вернуть отнятый ею у Гольштейна Шлезвиг, причём сам намеревался выступить в поход во главе гвардии. Пётр объявил о секвестре имущества Русской церкви, отмене монастырского землевладения и делился с окружающими планами о реформе церковных обрядов. Сторонники переворота обвиняли Петра III также в невежестве, слабоумии, нелюбви к России, полной неспособности к правлению. На его фоне выгодно смотрелась 33-летняя Екатерина — умная, начитанная и доброжелательная супруга, подвергающаяся преследованиям мужа.
После того, как отношения с мужем окончательно испортились и усилилось недовольство императором со стороны гвардии, Екатерина решилась участвовать в перевороте. Её соратники, основными из которых были братья Орловы, вахмистр Потёмкин и адъютант Фёдор Хитрово, занялись агитацией в гвардейских частях и склонили их на свою сторону. Непосредственной причиной начала переворота стали слухи о подготовке ареста Екатерины и раскрытие одного из участников заговора — поручика Пассека.
Судя по всему, и здесь не обошлось без иностранной поддержки. Как пишут Анри Труайя и Казимир Валишевский, планируя свержение Петра III, Екатерина обратилась за деньгами к французам и англичанам, намекнув им на то, что́ собиралась осуществить. Французы с недоверием отнеслись к её просьбе одолжить 60 тысяч рублей, не поверив в серьёзность её плана, но от англичан Екатерина получила 100 тысяч рублей, что в последующем, возможно, повлияло на её отношение к Англии и Франции.
Ранним утром 28 июня (9 июля) 1762 года, пока Пётр III находился в Ораниенбауме, Екатерина в сопровождении Алексея и Григория Орловых приехала из Петергофа в Санкт-Петербург, где ей присягнули на верность гвардейские части. Пётр III, осознав безнадёжность сопротивления, на следующий день отрёкся от престола, после чего был взят под стражу и погиб при невыясненных обстоятельствах. В своём письме однажды Екатерина указала, что перед смертью Пётр мучился геморроидальной коликой. После же смерти (хотя факты свидетельствуют, что ещё до смерти — см. далее) Екатерина приказала сделать вскрытие, дабы рассеять подозрения об отравлении. Вскрытие показало (со слов Екатерины), что желудок Петра III был абсолютно чист, и это исключало присутствие яда в нём.
Вместе с тем, как пишет историк Н. И. Павленко, «Насильственная смерть императора неопровержимо подтверждается абсолютно надёжными источниками» — письмами Орлова Екатерине и рядом других фактов. Есть и факты, указывающие на то, что она знала о готовящемся убийстве Петра III. Так, уже 4 июля, за 2 дня до смерти императора во дворце в Ропше, Екатерина отправила к нему врача Паульсена, и, как пишет Павленко, «показателен факт, что Паульсен был отправлен в Ропшу не с лекарствами, а с хирургическими инструментами для вскрытия тела».
После отречения мужа Екатерина Алексеевна вступила на престол как царствующая императрица с именем Екатерины II, издав манифест, в котором основанием для смещения Петра указывалась попытка изменить государственную религию и мир с Пруссией. Для обоснования собственных прав на престол (а не наследника — семилетнего Павла) Екатерина ссылалась на «желание всех Наших верноподданных явное и нелицемерное». 22 сентября (3 октября) 1762 года она была коронована в Москве. Как охарактеризовал её воцарение В. О. Ключевский, «Екатерина совершила двойной захват: отняла власть у мужа и не передала её сыну, естественному наследнику отца».
По мнению доктора исторических наук В. С. Измозика, Екатерина II взошла на престол в результате предательства военных.

### Правление Екатерины II: общие сведения

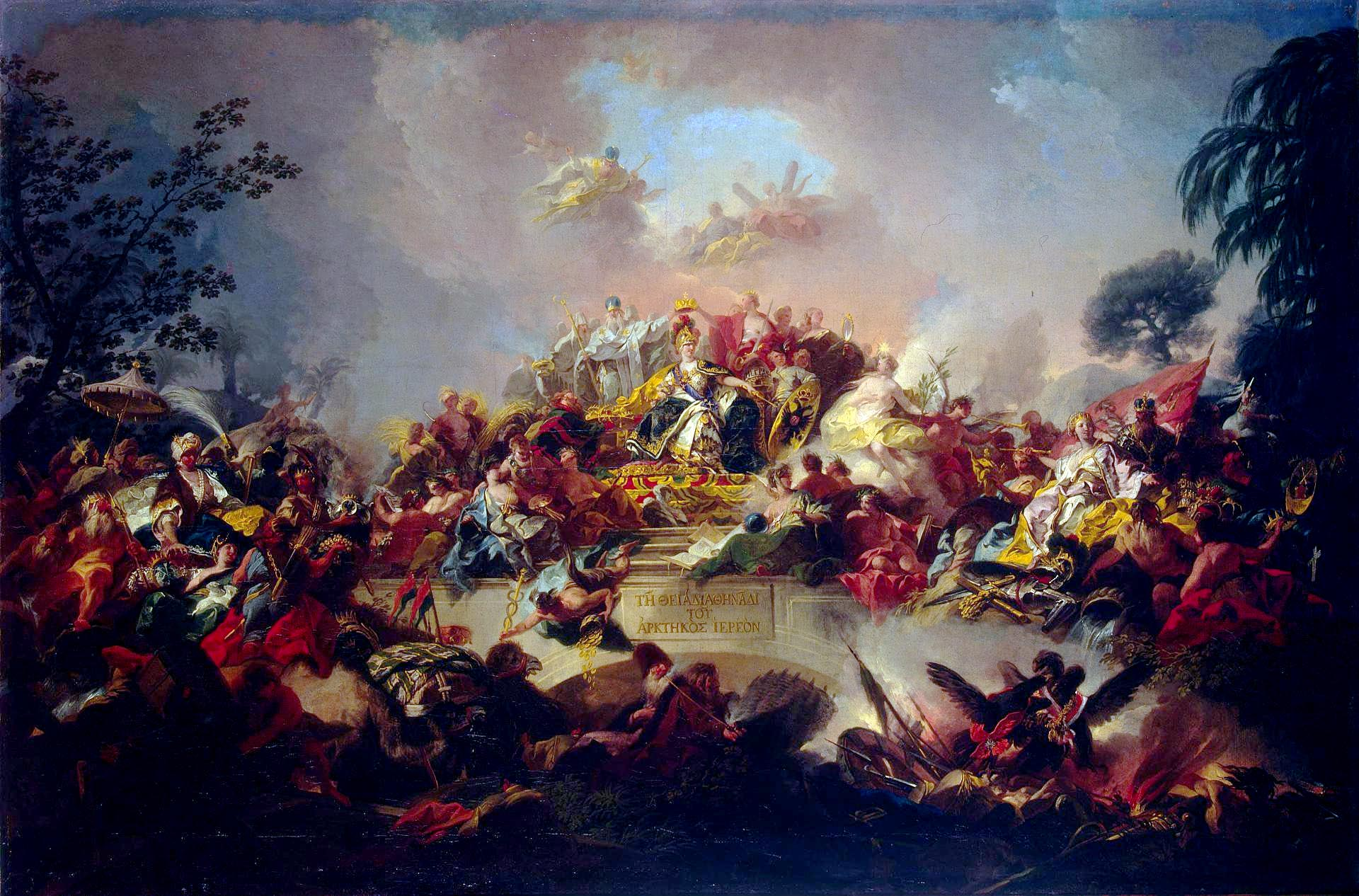
«Апофеоз царствования Екатерины II». Худ. Г. Гульельми, 1767, Государственный Эрмитаж

В своих мемуарах Екатерина так характеризовала состояние России в начале своего царствования:

Финансы были истощены. Армия не получала жалованья за 3 месяца. Торговля находилась в упадке, ибо многие её отрасли были отданы в монополию. Не было правильной системы в государственном хозяйстве. Военное ведомство было погружено в долги; морское едва держалось, находясь в крайнем пренебрежении. Духовенство было недовольно отнятием у него земель. Правосудие продавалось с торгу, и законами руководствовались только в тех случаях, когда они благоприятствовали лицу сильному.
Как утверждают историки, эта характеристика не вполне соответствовала действительности. Финансы российского государства, даже после Семилетней войны, отнюдь не были истощены или расстроены: так, в целом за 1762 год дефицит бюджета составил лишь чуть более 1 млн руб., или 8 % от суммы доходов. Причём Екатерина сама способствовала возникновению этого дефицита, так как только за первые полгода царствования, до конца 1762 года, раздала в виде подарков фаворитам и участникам переворота 28 июня наличными деньгами, не считая имущества, земель и крестьян, 800 тыс. руб. (что, естественно, не было предусмотрено бюджетом). Крайнее расстройство и истощение финансов произошло как раз во время правления Екатерины II, тогда же впервые возник и внешний долг России, а сумма невыплаченных жалований и обязательств правительства в конце её царствования намного превышала ту, что оставили после себя её предшественники. Земли фактически были отняты у церкви не до Екатерины, а как раз в её царствование, в 1764 году, что породило недовольство духовенства. Да и, по мнению историков, какой-либо системы в государственном управлении, правосудии и управлении госфинансами, которая была бы, безусловно, лучше прежней, при ней не было создано.
В собственноручной черновой записке императрица так сформулировала задачи, стоявшие перед российским монархом:
1. Нужно просвещать нацию, которой до́лжно управлять.
2. Нужно ввести добрый порядок в государстве, поддерживать общество и заставить его соблюдать законы.
3. Нужно учредить в государстве хорошую и точную полицию.
4. Нужно способствовать расцвету государства и сделать его изобильным.
5. Нужно сделать государство грозным в самом себе и внушающим уважение соседям.

Политика Екатерины II характеризовалась в основном сохранением и развитием тенденций, заложенных её предшественниками. В середине царствования была проведена административная (губернская) реформа, определившая территориальное устройство страны вплоть до административной реформы 1929 года, а также судебная реформа. Территория Российского государства существенно возросла за счёт присоединения плодородных южных земель — Крыма, Причерноморья, а также восточной части Речи Посполитой и др. Население возросло с 23,2 млн (1763) до 37,4 млн (1796), по численности населения Россия стала самой крупной европейской страной (на неё приходилось 20 % населения Европы). Екатерина II образовала 29 новых губерний и построила около 144 городов.
Как писал Ключевский:

Армия со 162 тыс. человек усилена до 312 тыс., флот, в 1757 г. состоявший из 21 линейного корабля и 6 фрегатов, в 1790 г. считал в своём составе 67 линейных кораблей и 40 фрегатов и 300 гребных судов, сумма государственных доходов с 16 млн руб. поднялась до 69 млн, то есть увеличилась более чем вчетверо, успехи внешней торговли: балтийской — в увеличении ввоза и вывоза, с 9 млн до 44 млн руб., черноморской, Екатериной и созданной, — с 390 тыс. в 1776 г. до 1 млн. 900 тыс. руб. в 1796 г., рост внутреннего оборота обозначился выпуском монеты в 34 года царствования на 148 млн руб., тогда как в 62 предшествовавших года её выпущено было только на 97 млн.

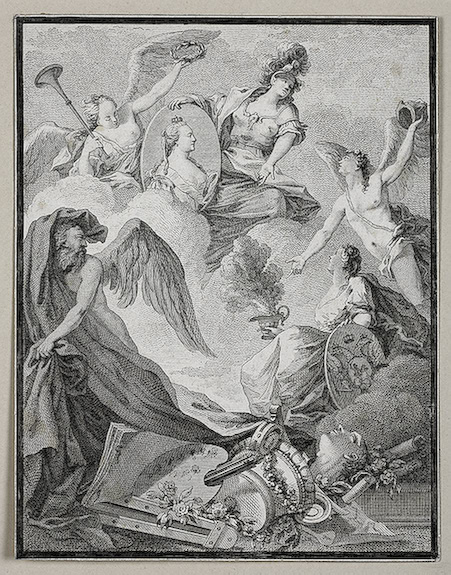
«Апофеоз Екатерины II». Неизвестный художник. Начало XIX в.

Вместе с тем рост населения в значительной мере был результатом присоединения к России иностранных государств и территорий (на которых проживало почти 7 миллионов человек), происходившего нередко вопреки желанию местного населения, что привело к возникновению «польского», «украинского», «еврейского» и прочих национальных вопросов, унаследованных Российской империей от эпохи Екатерины II. Сотни сёл при Екатерине получили статус города, но фактически так и остались сёлами по внешнему виду и роду занятий населения, то же касается и ряда основанных ею городов (некоторые вообще существовали лишь на бумаге, о чём есть свидетельства современников). Помимо выпуска монет было выпущено на 156 миллионов рублей бумажных ассигнаций, что привело к инфляции и значительному обесценению рубля; поэтому реальный рост бюджетных доходов и других экономических показателей в течение её царствования был значительно меньшим, чем номинальный.
Экономика России продолжала оставаться аграрной. Доля городского населения практически не увеличилась, составляя около 4 %. Вместе с тем был основан ряд городов (Тирасполь, Григориополь и др.), более чем в 2 раза увеличилась выплавка чугуна (по которому Россия вышла на 1-е место в мире), возросло число парусно-полотняных мануфактур. Всего к концу XVIII века в стране насчитывалось 1200 крупных предприятий (в 1767 году их было 663). Значительно увеличился экспорт российских товаров в другие европейские страны, в том числе через созданные черноморские порты. Однако в структуре этого экспорта совсем не было готовых изделий, только сырьё и полуфабрикаты, а в импорте преобладали зарубежные промышленные изделия. В то время как на Западе во второй половине XVIII века происходила промышленная революция, русская промышленность оставалась «патриархальной» и крепостнической, что обусловило её отставание от западной. Наконец, в 1770—1780-е годы разразился острый социальный и экономический кризис, следствием которого стал и финансовый кризис.

### Смерть императрицы
5 [16] ноября 1796 Екатерина встала, как обычно, в 7 утра, выпила кофе, потом прошла в гардероб, где более 10 минут никогда не оставалась. В этот день она не выходила оттуда «лишком полчаса». Камердинер Тюльнин подумал, что императрица пошла гулять в Эрмитаж и сказал об этом князю Зотову. Однако потом, осмотрев шкаф с верхней одеждой императрицы, «пришёл в беспокойство» и через несколько минут «решился зайти в гардероб». Там он нашёл императрицу без чувств, почти лежавшую на полу с закрытыми глазами, «цвет лица багровый», из её горла слышались хрипы. Из-за вывиха грузное тело государыни положили не на кровать, а рядом с ней, на красный сафьяновый матрац от софы. Придворный врач англичанин Роджерсон и приехавшие за ним доктора пришли к мнению, «что удар был в голову и смертельный». Роджерсон без особой надежды сделал кровопускание и приложил «шпанских мух» к ногам императрицы.
Платон Зубов послал в Гатчину своего брата Валериана за великим князем Павлом. Сначала Павел испугался, решив, что его хотят арестовать, а, узнав причину визита, обрадовался. Вечером у императрицы началась агония, продолжавшаяся двенадцать часов. На рассвете, через 24 часа после удара, Павел Петрович «приказал позвать преосвященного Гавриила с духовенством читать глухую исповедь и причастить Святых Таин, что и было выполнено». В девять часов утра 6 [17] ноября 1796 года лейб-медик Роджерсон сообщил Павлу о приближающейся кончине императрицы. С женой, сыновьями Александром и Константином великий князь подошёл к изголовью умирающей матери. Часы пробили четверть десятого, когда, так и не приходя в сознание, Екатерина Великая испустила последний вздох.
Павел после смерти императрицы приказал похоронить её вместе с Петром III; могилу последнего вскрыли, Павел надел на голову отца корону, после чего Екатерину II и Петра III похоронили вместе в Петропавловском соборе.

## Характеристики правления

### Внутренняя политика

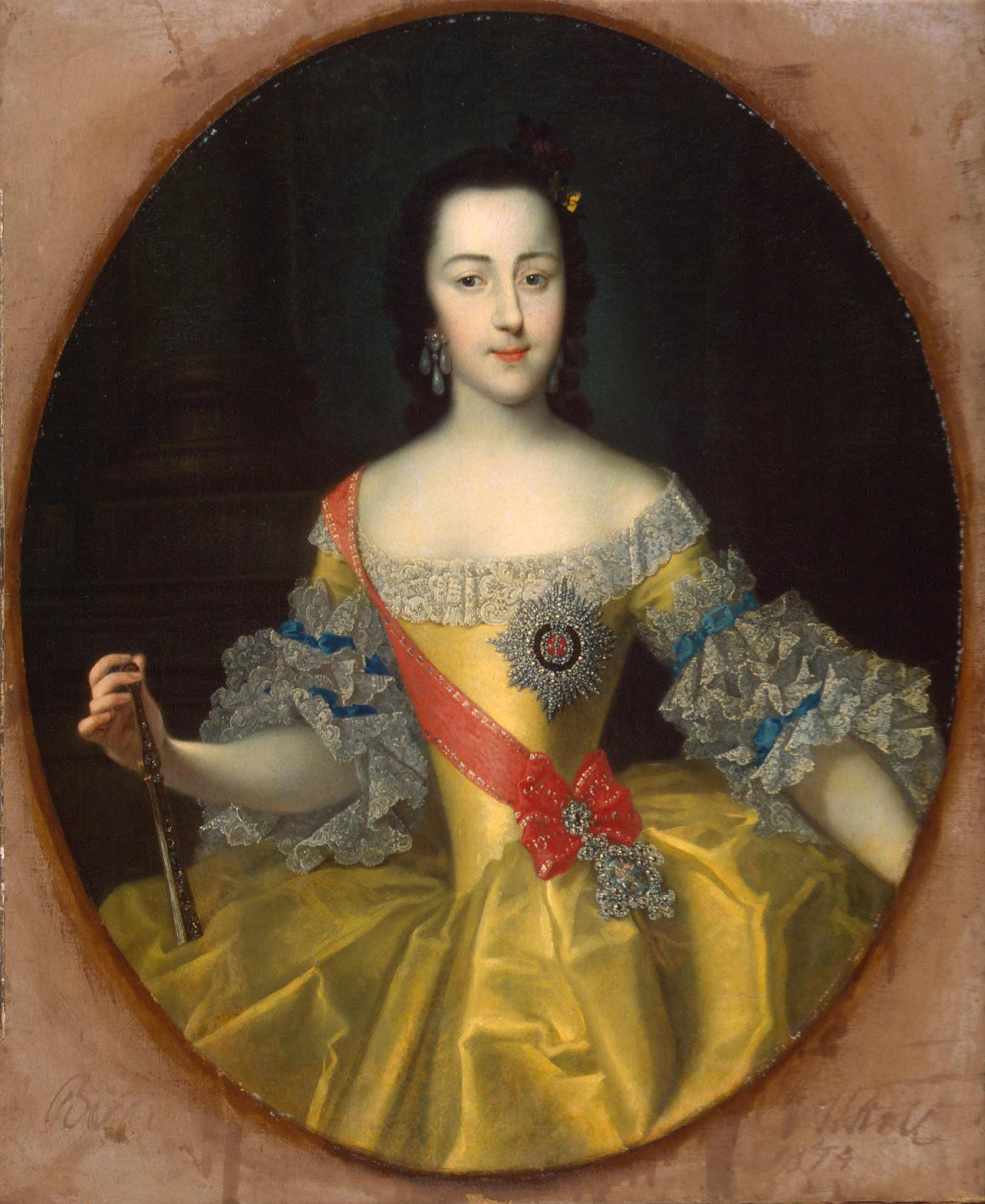
Портрет Екатерины II. Художник Георг Кристоф Гроот (1745)

Приверженность Екатерины идеям Просвещения в значительной мере предопределила то, что для характеристики внутренней политики екатерининского времени часто используется термин «просвещённый абсолютизм». Некоторые идеи Просвещения она действительно воплотила в жизнь. Так, по мнению Екатерины, основанному на трудах французского философа Монтескьё, обширные российские пространства и суровость климата обусловливают закономерность и необходимость самодержавия в России. Исходя из этого, при Екатерине происходило укрепление самодержавия, усиление бюрократического аппарата, централизации страны и унификации системы управления. Однако идеи, высказанные Дидро и Вольтером, приверженцем которых на словах она являлась, не соответствовали её внутренней политике. Они отстаивали мысль о том, что каждый человек рождается свободным, и выступали за равенство всех людей и устранение средневековых форм эксплуатации и деспотических форм государственного управления. Вопреки этим идеям при Екатерине происходило дальнейшее ухудшение положения крепостных крестьян, усиливалась их эксплуатация, росло неравенство вследствие предоставления ещё больших привилегий дворянству. В целом историки характеризуют её политику как «продворянскую» и полагают, что, вопреки частым высказываниям императрицы о её «неусыпной заботе о благе всех подданных», понятие общего блага в эпоху Екатерины являлось такой же фикцией, как и в целом в России XVIII века.

#### Императорский совет и преобразование Сената

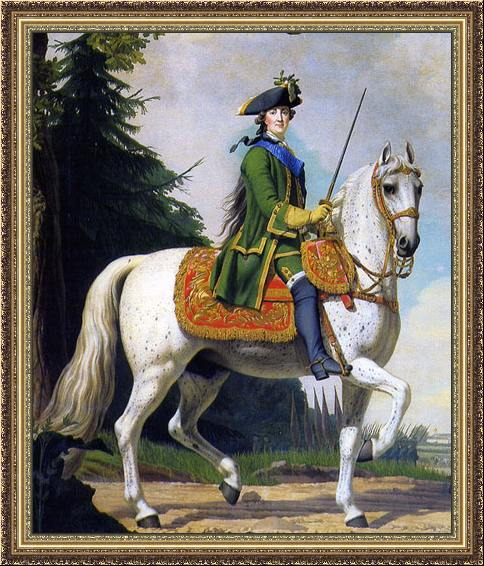
Виргилиус Эриксен. Конный портрет Екатерины Великой

Вскоре после переворота государственный деятель Н. И. Панин предложил создать Императорский совет: шесть или восемь высших сановников правят совместно с монархом (как кондиции 1730 года). Екатерина отвергла этот проект.
По другому проекту Панина был преобразован Сенат — 15 (26) декабря 1763 года он был разделён на шесть департаментов, возглавляемых обер-прокурорами, во главе становился генерал-прокурор. Каждый департамент имел определённые полномочия. Общие полномочия Сената были сокращены: в частности, он лишился законодательной инициативы и стал органом контроля за деятельностью государственного аппарата и высшей судебной инстанцией. Центр законотворческой деятельности переместился непосредственно к Екатерине и её кабинету со статс-секретарями.
Сенат был разделён на шесть департаментов: первый (возглавляемый самим генерал-прокурором) ведал государственными и политическими делами в Санкт-Петербурге, второй — судебными в Санкт-Петербурге, третий — транспортом, медициной, науками, образованием, искусством, четвёртый — военно-сухопутными и военно-морскими делами, пятый — государственными и политическими в Москве и шестой — московский судебный департамент.

#### Уложенная комиссия

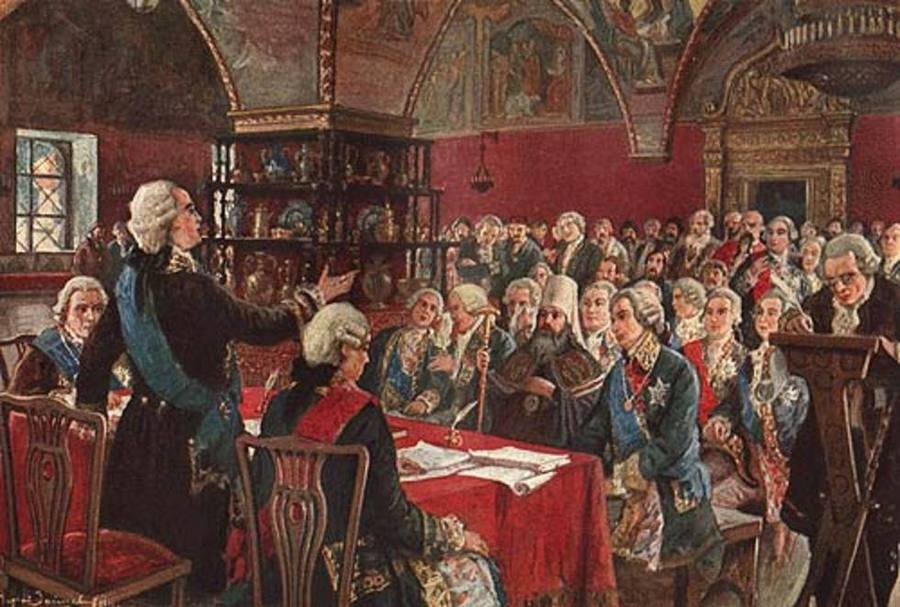
Матвей Зайцев. Екатерининская комиссия, 1767

Предпринята попытка созыва Уложенной комиссии, которая бы систематизировала законы. Основная цель — выяснение народных нужд для проведения всесторонних реформ. 14 (25) декабря 1766 года Екатерина II опубликовала Манифест о созыве комиссии и указы о порядке выборов в депутаты. Дворянам разрешено избирать одного депутата от уезда, горожанам — одного депутата от города, государственным и экономическим крестьянам, однодворцам, служилым людям ландмилиции — одного от провинции, инородцам — одного от народа. В комиссии приняло участие 572 депутата, 165 (33 %) из них было избрано от дворянства, 208 (36 %) — от горожан, 28 (5 %) — от правительственных учреждений, 42 (7,6 %) — от однодворцев, 45 (8 %) — от казачества, 29 (5 %) — от государственных и экономических крестьян, 54 (9,5 %) — от нерусских народов Поволжья, Сибири и Крайнего Севера. Интересы православного духовенства представлял депутат от Синода. В качестве руководящего документа Комиссии 1767 года императрица подготовила «Наказ» — теоретическое обоснование просвещённого абсолютизма. По мнению В. А. Томсинова, Екатерина II уже как автор «Наказа …» может быть причислена к плеяде российских правоведов второй половины XVIII века. Однако В. О. Ключевский называл «Наказ» «компиляцией тогдашней просветительской литературы», а Казимир Валишевский — «посредственной ученической работой», переписанной с известных произведений. Общеизвестно, что он был почти полностью переписан с сочинений Монтескьё «О духе законов» и Беккариа «О преступлениях и наказаниях», что признавала и сама Екатерина. Как писала она сама в письме Фридриху II, «в этом сочинении мне принадлежит лишь расположение материала, да кое-где одна строчка, одно слово».
Первое заседание прошло в Грановитой палате в Москве, затем заседания были перенесены в Санкт-Петербург. Заседания и дебаты продолжались полтора года, после чего Комиссия была распущена под предлогом необходимости депутатам отправляться на войну с Османской империей, хотя позднее было доказано историками, что такой необходимости не было. По мнению ряда современников и историков, работа Уложенной комиссии была пропагандистской акцией Екатерины II, направленной на прославление императрицы и создание её благоприятного имиджа в России и за рубежом. Как отмечает Анри Труайя, несколько первых заседаний Уложенной комиссии было посвящено лишь тому, как назвать императрицу в благодарность за её инициативу по созыву Комиссии. Комиссия постановила присвоить ей пышный титул «Великой Екатерины, Премудрой и Матери Отечества». Екатерина в записке А. И. Бибикову ответила: «Я им велела сделать русской империи законы, а они делают апологии моим качествам». В конечном счёте она оставила за собой титул Матери Отечества, отклонив два других, на том основании, что значение её дел («Великая») определит потомство, а «Премудрая» — потому, что премудр один Бог. У Екатерины не было прав на престол, и присвоение титула «Мать Отечества» Уложенной комиссией стало легитимизацией её правления. Кроме того, она для утверждения Уложенной комиссией задним числом закона о престолонаследии, согласно которому при несовершеннолетии наследника престол унаследует не он, а его мать, и правит до своей смерти, составила проект этого закона.

#### Губернская реформа

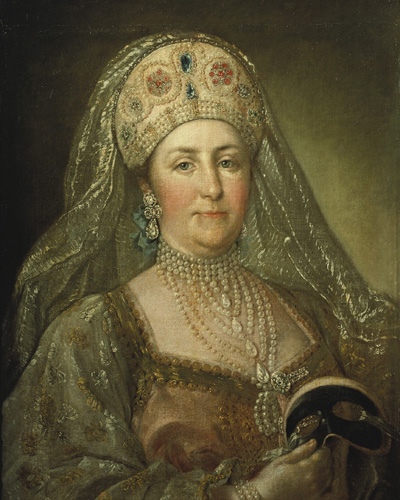
Портрет Екатерины II в русском наряде. Копия с портрета работы Стефано Торелли. Государственный исторический музей, Москва

При Екатерине территория империи была поделена на губернии, многие из которых в практически неизменном виде сохранились до Октябрьской революции. Территория Эстляндии и Лифляндии в результате проведения областной реформы в 1782—1783 годах была разделена на две губернии — Рижскую и Ревельскую — с учреждениями, уже существовавшими в прочих губерниях России. Также был ликвидирован особый прибалтийский порядок, предусматривавший более обширные, чем у русских помещиков, права местных дворян на труд и личность крестьянина. Сибирь была разделена на три губернии: Тобольскую, Колыванскую и Иркутскую.
«Учреждение для управления губерний Всероссийской империи» было принято 7 (18) ноября 1775 года. Вместо трёхзвенного административного деления — губерния, провинция, уезд — стала действовать двухзвенная структура — наместничество, уезд (в основе которого лежал принцип численности здорового населения). Из прежних 23 губерний были образованы 53 наместничества, в каждом из которых проживало 350—400 тысяч душ мужского пола. Наместничества делились на 10—12 уездов, в каждом по 20—30 тысяч душ мужского пола.
Так как городов — центров уездов было явно недостаточно, Екатерина II переименовала в города многие крупные сельские поселения, сделав их административными центрами. Таким образом, появились 216 новых городов. Население городов стали называть мещанами и купцами. Главным органом власти уезда стал Нижний земский суд во главе с капитаном-исправником, избираемым местным дворянством. В уезды по образцу губерний были назначены уездный казначей и уездный землемер.
Генерал-губернатор управлял несколькими наместничествами во главе с наместниками (губернаторами), герольд-фискалами и рефатгеями. Генерал-губернатор имел обширные административные, финансовые и судебные полномочия, ему подчинялись все воинские части и команды, расположенные в губерниях. Генерал-губернатор подчинялся непосредственно императору. Генерал-губернаторов назначал Сенат. Генерал-губернаторам были подчинены губернские прокуроры и тиуны.
Финансами в наместничествах занималась Казённая палата во главе с вице-губернатором при поддержке Счётной палаты. Землеустройством занимался губернский землемер во главе землероя. Исполнительным органом наместника (губернатора) являлось губернское правление, осуществлявшее общий надзор за деятельностью учреждений и должностных лиц. В ведении Приказа общественного призрения находились школы, больницы и приюты (социальные функции), а также сословные судебные учреждения: Верхний земский суд для дворян, Губернский магистрат, рассматривавший тяжбы между горожанами, и Верхняя расправа для суда над государственными крестьянами. Палата уголовная и гражданская судили все сословия, были высшими судебными органами в губерниях.
Капитан-исправник стоял во главе уезда, предводитель дворянства, избираемый им на три года. Он являлся исполнительным органом губернского правления. В уездах, как и в губерниях, есть сословные учреждения: для дворян (уездный суд), для горожан (городской магистрат) и для государственных крестьян (нижняя расправа). Существовали уездный казначей и уездный землемер. В судах заседали представители сословий.
Совестный суд был призван прекратить распри и мирить спорящих и ссорящихся. Этот суд был бессословным. Высшим судебным органом в государстве становится Сенат.
В отдельную административную единицу был выведен город. Во главе его вместо воевод был поставлен городничий, наделённый всеми правами и полномочиями. В городах вводился строгий полицейский контроль. Город разделялся на части (районы), находившиеся над надзором частного пристава, а части делились на кварталы, контролируемые квартальным надзирателем.

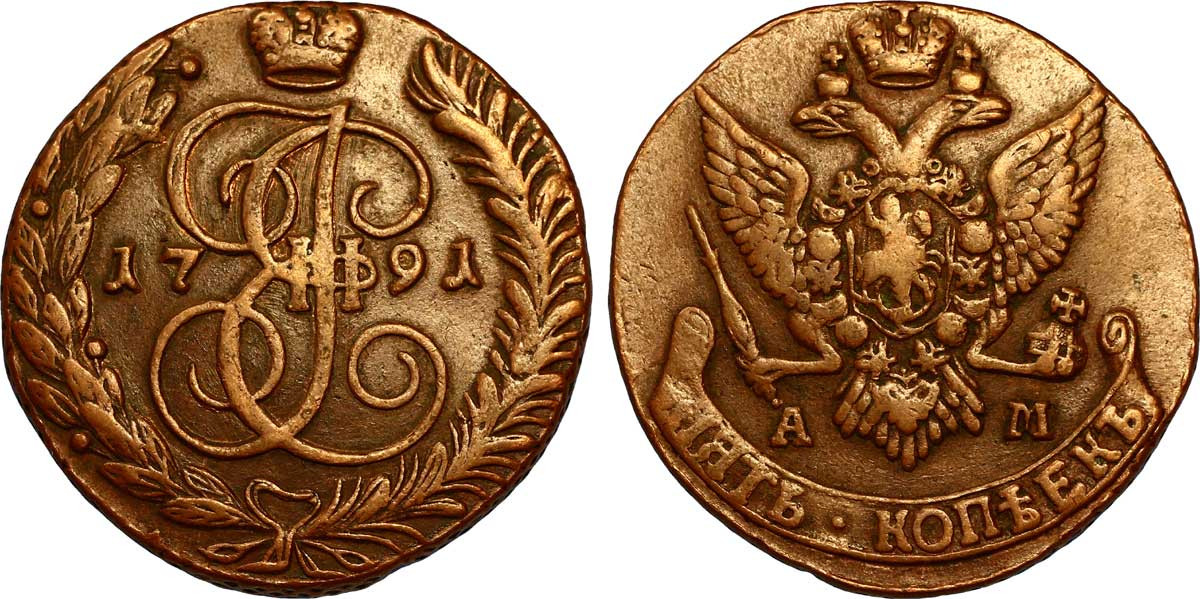
Монета в 5 копеек с двуглавым орлом и монограммой Екатерины II

Историки отмечают ряд недостатков проведённой при Екатерине II губернской реформы. Так, Н. И. Павленко пишет, что новое административное деление не учитывало сложившиеся связи населения с торговыми и административными центрами, игнорировало национальный состав населения (например, территория Мордовии была поделена между четырьмя губерниями): «Реформа кромсала территорию страны, как бы резала „по живому телу“». К. Валишевский полагает, что нововведения в суде были «очень спорными по существу», а современники писали о том, что они привели к росту размеров мздоимства, так как взятку теперь надо было давать не одному, а нескольким судьям, число которых выросло многократно.
Отмечая, что значение губернской реформы было «громадно и плодотворно в различных отношениях», Н. Д. Чечулин указывает, что в то же время она была очень дорога, поскольку требовала дополнительных расходов на новые учреждения. Даже по предварительным расчётам Сената, её осуществление должно было привести к увеличению общих расходов госбюджета на 12—15 %; однако к этим соображениям отнеслись «со странным легкомыслием»; вскоре после завершения реформы начались хронические дефициты бюджета, которые так и не удалось ликвидировать до конца царствования. В целом расходы по внутреннему управлению за годы правления Екатерины II выросли в 5,6 раза (с 6,5 млн руб. в 1762 году до 36,5 млн руб. в 1796 году) — намного больше, чем, например, расходы на армию (в 2,6 раза), и больше, чем в любое другое царствование в течение XVIII—XIX вв.
Говоря о причинах проведения губернской реформы при Екатерине, Н. И. Павленко пишет, что она явилась ответом на Крестьянскую войну 1773—1775 годов под предводительством Пугачёва, которая выявила слабость местных властей и их неспособность справляться с крестьянскими бунтами. Реформе предшествовал ряд записок, поданных в правительство от дворянства, в которых было рекомендовано умножить сеть учреждений и «полицейских надзирателей» в стране.

#### Ликвидация Запорожской Сечи

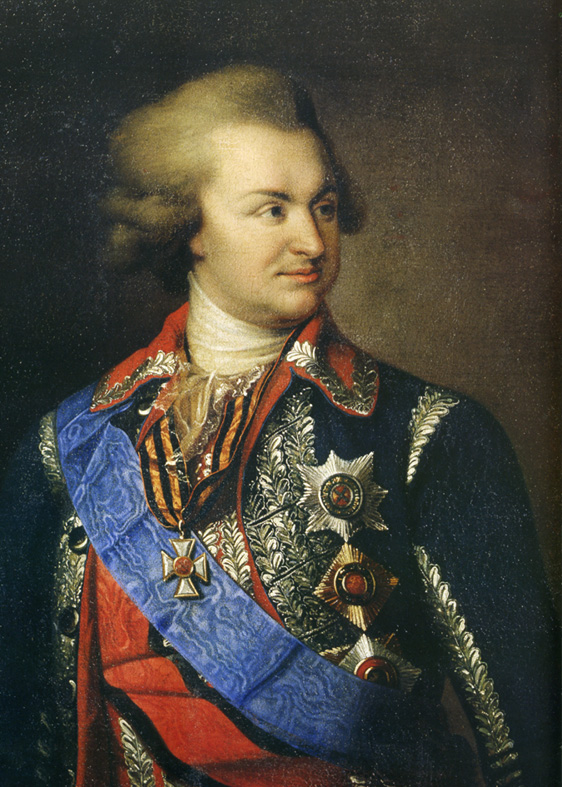
Светлейший князь Григорий Потёмкин-Таврический. Портрет кисти Лампи-Старшего

Проведение реформы в Новороссийской губернии в 1783—1785 годах привело к изменению полкового устройства (бывших полков и сотен) на общее для Российской империи административное деление на губернии и уезды, окончательному установлению крепостного права и уравнению в правах казацкой старшины с российским дворянством. С заключением Кючук-Кайнарджийского договора (1774) Россия получила выход в Чёрное море и Крым.
Таким образом, отпала необходимость в сохранении особых прав и системы управления Запорожских казаков. В то же время их традиционный образ жизни часто приводил к конфликтам с властями. После неоднократных погромов сербских поселенцев, поместий малороссийской и польской шляхты, земель войска Донского, а также в связи с поддержкой сосланными в Поволжье и на Урал казаками Пугачёвского восстания Екатерина II приказала расформировать Запорожскую Сечь, что и было исполнено по приказу Григория Потёмкина об усмирении запорожских казаков генералом Петром Текели в июне 1775 года.
Сечь была расформирована, большинство казаков было распущено, а сама крепость уничтожена. В 1787 году Екатерина II вместе с Потёмкиным посетила Крым, где её встречала созданная к её приезду Амазонская рота; в том же году было создано Войско Верных Запорожцев, ставшее впоследствии Черноморским казачьим войском, а в 1792 году им была пожалована Кубань на вечное пользование, куда казаки и переселились, основав город Екатеринодар.
Реформы на Дону создали войсковое гражданское правительство по образцу губернских администраций Центральной России. В 1771 году к Российской империи окончательно было присоединено Калмыцкое ханство.

#### Экономическая политика

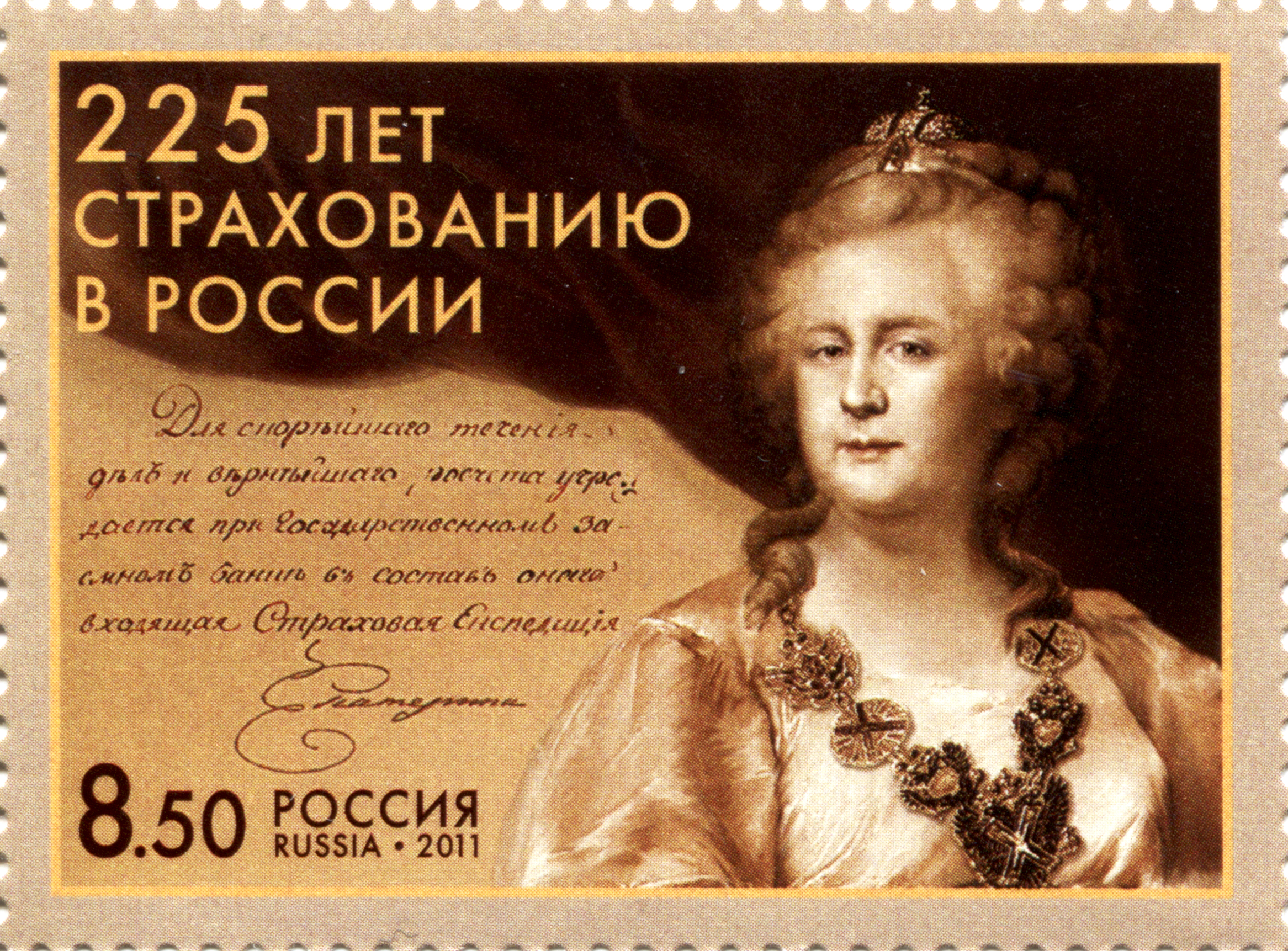
Указом императрицы была учреждена «при Государственном Заёмном банке в составе оного входящая Страховая Экспедиция»

Правление Екатерины II характеризовалось экстенсивным развитием экономики и торговли при сохранении «патриархальной» промышленности и сельского хозяйства. Указом 1775 года фабрики и промышленные заводы были признаны собственностью, распоряжение которой не требует особого дозволения начальства. В 1763 году был запрещён свободный обмен медных денег на серебряные, чтобы не провоцировать развитие инфляции. Развитию и оживлению торговли способствовало появление новых кредитных учреждений и расширение банковских операций (в 1770 году Дворянский банк начал приём вкладов на хранение). В 1768 году в Санкт-Петербурге и Москве были учреждены государственные ассигнационные банки, и с 1769 года впервые был налажен выпуск бумажных денег — ассигнаций (эти банки в 1786 году были объединены в единый Государственный ассигнационный банк).
Введено государственное регулирование цен на соль, которая являлась одним из жизненно важных товаров. Сенат законодательно установил цену на соль в размере 30 копеек за пуд (вместо 50 копеек) и 10 копеек за пуд в регионах массовой засолки рыбы. Не вводя государственную монополию на торговлю солью, Екатерина рассчитывала на усиление конкуренции и улучшение, в конечном итоге, качества товара. Однако вскоре цена на соль была вновь повышена. В начале царствования были отменены некоторые монополии: казённая монополия на торговлю с Китаем, частная монополия купца Шемякина на импорт шёлка и другие.
Возросла роль России в мировой экономике — в Англию стало в больших количествах экспортироваться российское парусное полотно, в другие европейские страны увеличился экспорт чугуна и железа (потребление чугуна на внутрироссийском рынке также значительно возросло). Но особенно сильно вырос экспорт сырья: леса (в 5 раз), пеньки, щетины и т. д., а также хлеба. Объём экспорта страны увеличился с 13,9 млн руб. в 1760 году до 39,6 млн руб. в 1790 году.
Российские торговые суда начали плавать и в Средиземном море. Однако их число было незначительным в сравнении с иностранными — всего лишь 7 % от общего числа судов, обслуживавших русскую внешнюю торговлю в конце XVIII — начале XIX вв.; число же иностранных торговых судов, ежегодно входивших в российские порты, за период её царствования выросло с 1340 до 2430.
Как указывал экономический историк Н. А. Рожков, в структуре экспорта в эпоху Екатерины совсем не было готовых изделий, только сырьё и полуфабрикаты, а 80—90 % импорта составляли зарубежные промышленные изделия, объём ввоза которых в несколько раз превосходил отечественное производство. Так, объём отечественного мануфактурного производства в 1773 году составлял 2,9 млн руб., столько же, сколько и в 1765 году, а объём импорта в эти годы составлял около 10 млн руб. Промышленность развивалась слабо, в ней практически не было технических усовершенствований, и господствовал крепостной труд. Так, суконные мануфактуры из года в год не могли удовлетворить даже потребности армии, несмотря на запрет отпускать сукно «на сторону», кроме того, сукно было низкого качества, и приходилось его закупать за границей. Сама Екатерина не понимала значения происходившей на Западе промышленной революции и утверждала, что машины (или, как она их называла, «махины») наносят вред государству, поскольку сокращают численность работающих. Быстро развивались только две экспортные отрасли промышленности — производство чугуна и полотна, но обе — на базе «патриархальных» методов, без использования новых технологий, активно внедрявшихся в то время на Западе — что предопределило тяжёлый кризис в обеих отраслях, начавшийся вскоре после смерти Екатерины II.

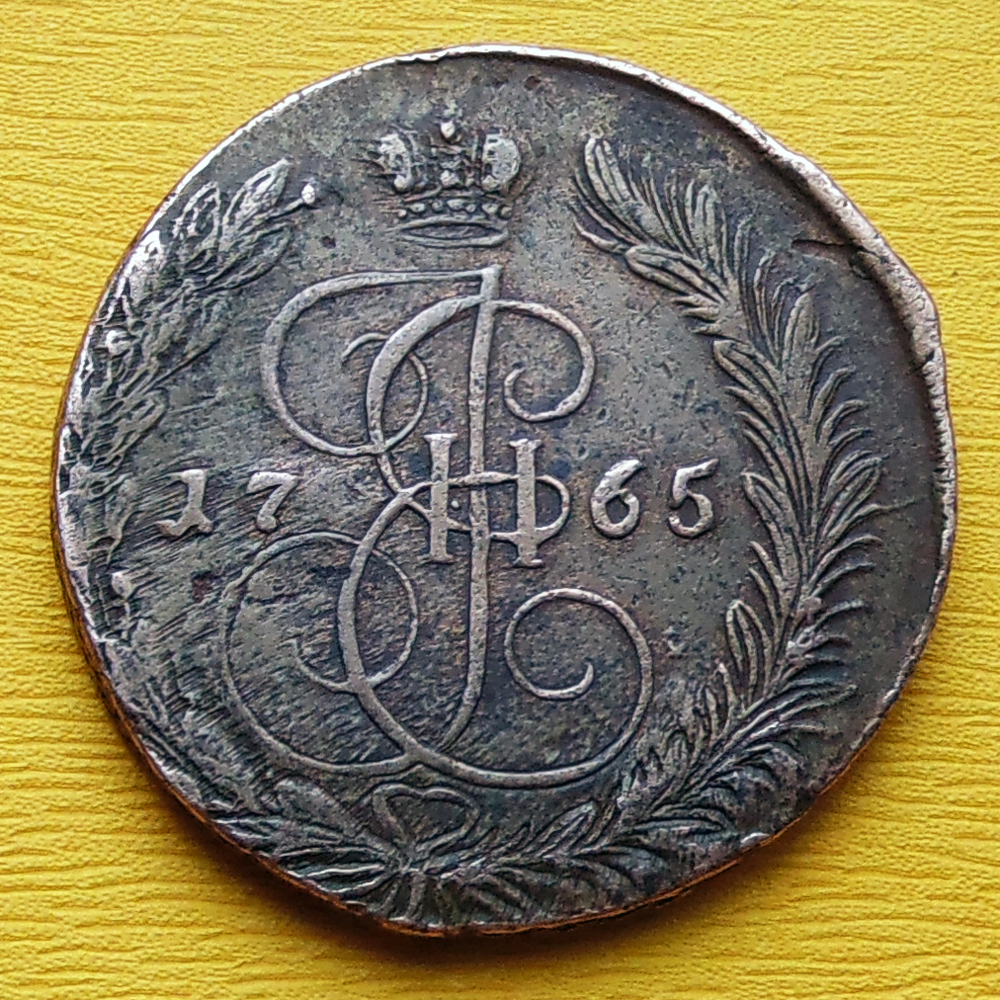
Вензель ЕII на монете, 1765

В сфере внешней торговли политика Екатерины заключалась в постепенном переходе от протекционизма, характерного для Елизаветы Петровны, к полной либерализации экспорта и импорта, что, по мнению ряда экономических историков, явилось следствием влияния идей физиократов. Уже в первые годы царствования был отменён ряд внешнеторговых монополий и запрет на экспорт зерна, который с этого времени начал быстро расти. В 1765 году основано Вольное экономическое общество, пропагандировавшее идеи свободной торговли и выпускавшее свой журнал. В 1766 году был введён новый таможенный тариф, существенно снизивший тарифные барьеры по сравнению с протекционистским тарифом 1757 года (установившим покровительственные пошлины в размере от 60 до 100 % и более); ещё более они были снижены в таможенном тарифе 1782 года. Так, в «умеренно-протекционистском» тарифе 1766 года покровительственные пошлины составляли в среднем 30 %, а в либеральном тарифе 1782 года — 10 %, лишь для некоторых товаров поднимаясь до 20—30 %.
Сельское хозяйство, как и промышленность, развивалось в основном за счёт экстенсивных методов (увеличение количества пахотных земель); пропаганда интенсивных методов сельского хозяйства созданным при Екатерине Вольным экономическим обществом не давала большого результата. С первых лет царствования Екатерины периодически стал возникать голод в деревне, что некоторые современники объясняли хроническими неурожаями, но историк М. Н. Покровский связывал с началом массового экспорта зерна, который ранее при Елизавете Петровне был запрещён, а к концу царствования Екатерины составлял 1,3 млн руб. в год. Участились случаи массового разорения крестьян. Особенный размах «голодоморы» приобрели в 1780-е годах, когда ими были охвачены большие регионы страны. Сильно выросли цены на хлеб: так, в центре Российской империи (Москва, Смоленск, Калуга) они увеличились с 86 коп. в 1760 году до 2,19 руб. в 1773 году и до 7 руб. в 1788 году, то есть более чем в 8 раз.
Внедрённые в оборот в 1769 году бумажные деньги — ассигнации — в первое десятилетие своего существования составляли лишь несколько процентов от металлической (серебряной и медной) денежной массы и играли положительную роль, позволяя государству сократить свои расходы на перемещение денег в пределах империи. В своём манифесте от 28 июня 1786 года Екатерина торжественно обещала, что «число банковых ассигнаций никогда и ни в каком случае не долженствует простираться в нашем государстве свыше ста миллионов рублей». Однако из-за нехватки денег в казне, ставшей постоянным явлением, с начала 1780-х годов увеличивался выпуск ассигнаций, объём которых к 1796 году достиг 156 млн руб., а их стоимость обесценилась в 1,5 раза. Кроме того, государство заняло за рубежом 33 млн руб. и имело различных невыплаченных внутренних обязательств (счёта, жалование и т. д.) на сумму 15,5 млн руб. Общая сумма долгов правительства составила 205 млн руб., казна была пустой, а расходы бюджета значительно превышали доходы, что и констатировал Павел I по восшествии на трон. Выпуск ассигнаций в объёме, превышающем торжественно установленный предел на 50 млн рублей, дал основание историку Н. Д. Чечулину в своём экономическом исследовании сделать вывод о «тяжёлом экономическом кризисе» в стране (во второй половине правления Екатерины II) и о «полном крушении финансовой системы екатерининского царствования». Общий вывод Н. Д. Чечулина состоял в том, что «финансовая и вообще экономическая сторона является наиболее слабою и наиболее мрачною стороною екатерининского царствования». Внешние займы Екатерины II и начисленные на них проценты были полностью погашены только в 1891 году.

#### Коррупция. Фаворитизм
…В аллеях Сарского села…

Старушка милая жила

Приятно и немного блудно,

Вольтеру первый друг была,

Наказ писала, флоты жгла,

И умерла, садясь на судно.

С тех пор мгла.

Россия, бедная держава,

Твоя удавленная слава

С Екатериной умерла.
К началу царствования Екатерины в России глубоко укоренилась система мздоимства, произвола и прочих злоупотреблений со стороны чиновников, о чём она сама громко заявила вскоре после вступления на трон. 18 (29) июля 1762 года, всего лишь через три недели после начала царствования, она выпустила Манифест о лихоимстве, в котором констатировала множество злоупотреблений в области государственного управления и правосудия и объявила им борьбу. Однако, как писал историк В. А. Бильбасов, «Екатерина скоро убедилась сама, что „мздоимство в государственных делах“ не искореняется указами и манифестами, что для этого нужна коренная реформа всего государственного строя — задача… оказавшаяся не по плечу ни тому времени, ни даже более позднейшему».
Известно множество примеров коррупции и злоупотреблений чиновников в период её царствования. Ярким примером является генерал-прокурор Сената Глебов. Он, например, не останавливался перед тем, чтобы в провинциях отбирать выданные местными властями винные откупа и перепродавать их «своим» покупателям, предложившим за них большие деньги. Посланный им в Иркутск, ещё в царствование Елизаветы Петровны, следователь Крылов с отрядом казаков захватывал местных купцов и вымогал у них деньги, силой склонял к сожительству их жён и дочерей, арестовал вице-губернатора Иркутска Вульфа и по существу установил там свою собственную власть.
Существует ряд упоминаний о злоупотреблениях со стороны фаворита Екатерины Григория Потёмкина. Например, как писал в своих донесениях посол Англии Гуннинг, Потёмкин «собственной властью и вопреки Сенату распорядился винными откупами невыгодным для казны образом». В 1785—1786 годах очередной фаворит Екатерины Александр Ермолов, ранее — адъютант Потёмкина, обвинил последнего в присвоении средств, отпущенных на освоение Беларуси. Сам Потёмкин, оправдываясь, заявил, что всего лишь «одолжил» эти деньги из казны. Ещё один факт приводит немецкий историк Т. Гризингер, который указывает, что щедрые подарки, полученные Потёмкиным от иезуитов, сыграли важную роль в том, что их ордену позволили открыть свою штаб-квартиру в России (после запрещения иезуитов повсюду в Европе).
Как указывает Н. И. Павленко, Екатерина II проявляла чрезмерную мягкость по отношению не только к своим фаворитам, но и к прочим чиновникам, запятнавшим себя лихоимством или иными проступками. Так, генерал-прокурор Сената Глебов (которого сама императрица называла «плутом и мошенником»), был в 1764 году лишь отстранён от должности, хотя к тому времени накопился большой список жалоб и заведённых против него дел. Во время событий чумного бунта в Москве в сентябре 1771 года главнокомандующий Москвы П. С. Салтыков проявил малодушие, испугавшись эпидемии и начавшихся беспорядков, написал императрице прошение об отставке и сразу же уехал в подмосковную вотчину, оставив Москву во власти безумной толпы, устроившей погромы и убийства по всему городу. Екатерина лишь удовлетворила его просьбу об отставке и никак не наказала.
Поэтому, несмотря на резкий рост расходов на содержание чиновничьего аппарата в течение её царствования, злоупотреблений не становилось меньше. Незадолго до её смерти, в феврале 1796 года Ф. И. Ростопчин писал: «Никогда преступления не бывали так часты, как теперь. Их безнаказанность и дерзость достигли крайних пределов. Три дня назад некто Ковалинский, бывший секретарём военной комиссии и прогнанный императрицей за хищения и подкуп, назначен теперь губернатором в Рязани, потому что у него есть брат, такой же негодяй, как и он, который дружен с Грибовским, начальником канцелярии Платона Зубова. Один Рибас крадёт в год до 500 000 рублей».
Ряд примеров злоупотреблений и хищений связан с фаворитами Екатерины, что, по-видимому, не является случайным. Как пишет Н. И. Павленко, они являлись «в большинстве своём хапугами, радевшими о личных интересах, а не о благе государства».
Сам фаворитизм той эпохи, который, по словам К. Валишевского, «при Екатерине стал почти государственным учреждением», может служить примером если не коррупции, то чрезмерного расходования государственных средств. Так, было подсчитано современниками, что подарки лишь одиннадцати главным фаворитам Екатерины и расходы на их содержание составили 92 млн 820 тыс. рублей, что превышало размер годовых расходов государственного бюджета той эпохи и было сопоставимо с суммой внешнего и внутреннего долга Российской империи, образовавшегося к концу её царствования. «Она как бы покупала любовь фаворитов», — пишет Н. И. Павленко, — «играла в любовь», отмечая, что эта игра обходилась государству очень дорого.
Кроме необычайно щедрых подарков, фавориты получали также ордена и чины, как правило, не имея никаких заслуг, что оказывало деморализующее влияние на чиновников и военных и не способствовало повышению эффективности их службы. Например, ещё совсем юным и не блиставший никакими заслугами Александр Ланской успел за 3—4 года «дружбы» с императрицей получить ордена Александра Невского и Святой Анны, чин генерал-поручика и звание генерал-адъютанта, польские ордена Белого Орла и Святого Станислава и шведский орден Полярной звезды; а также нажить состояние в размере 7 млн руб. Как писал современник Екатерины французский дипломат Массон, у её фаворита Платона Зубова было столько наград, что он был похож «на продавца лент и скобяного товара».
Помимо самих фаворитов, щедрость императрицы поистине не знала границ и в отношении различных лиц, приближённых ко двору, их родственников, иностранных аристократов и т. д. Так, за время своего царствования она раздарила в общей сложности более 800 тыс. крестьян. На содержание племянницы Григория Потёмкина выдавала ежегодно около 100 тыс. рублей, а на свадьбу подарила ей и её жениху 1 миллион руб. Приютила у себя «толпу французских придворных, имевших более или менее официальное назначение при дворе Екатерины» (барон Бретейль, принц Нассау, маркиз Бомбелль, Калонн, граф Эстергази, граф Сен-При и др.), которые также получили неслыханные по щедрости подарки (например, Эстергази — 2 млн фунтов).
Большие суммы были выплачены представителям польской аристократии, включая короля Станислава Понятовского (в прошлом — её фаворита), «посаженного» ею на польский трон. Как пишет В. О. Ключевский, само выдвижение Екатериной Понятовского королём Польши «повлекло за собой вереницу соблазнов»: «Прежде всего нужно было заготовить сотни тысяч червонных на подкуп торговавших отечеством польских магнатов…». С того времени суммы из казны Российского государства с лёгкой руки Екатерины II потекли в карманы польской аристократии — в частности, именно так приобреталось согласие последней на разделы Речи Посполитой.

#### Образование, наука, здравоохранение

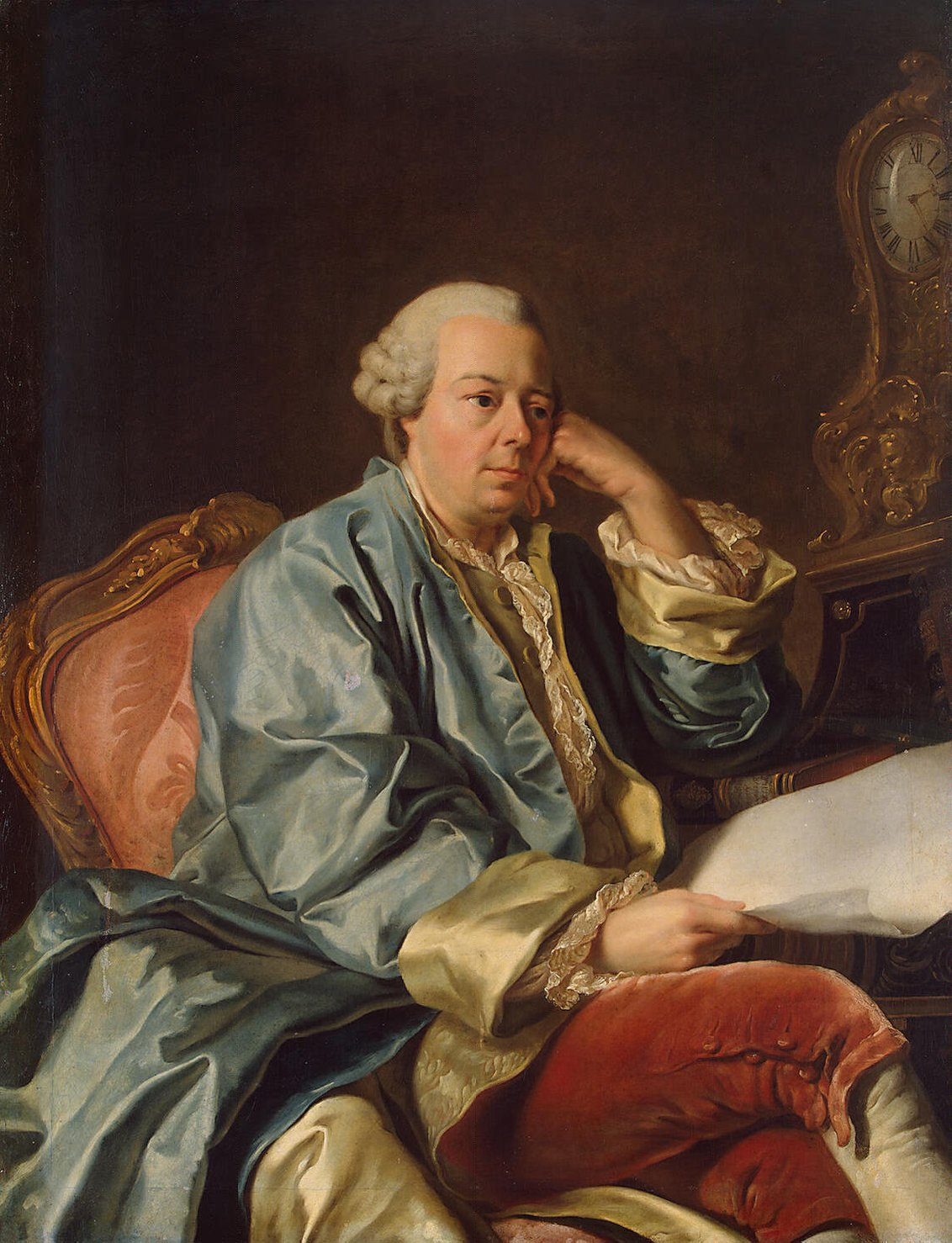
Иван Иванович Бецкой — видный деятель русского Просвещения, реформатор российской системы детского воспитания и образования, один из основоположников системы социального обеспечения в России. Портрет работы Александра Рослина

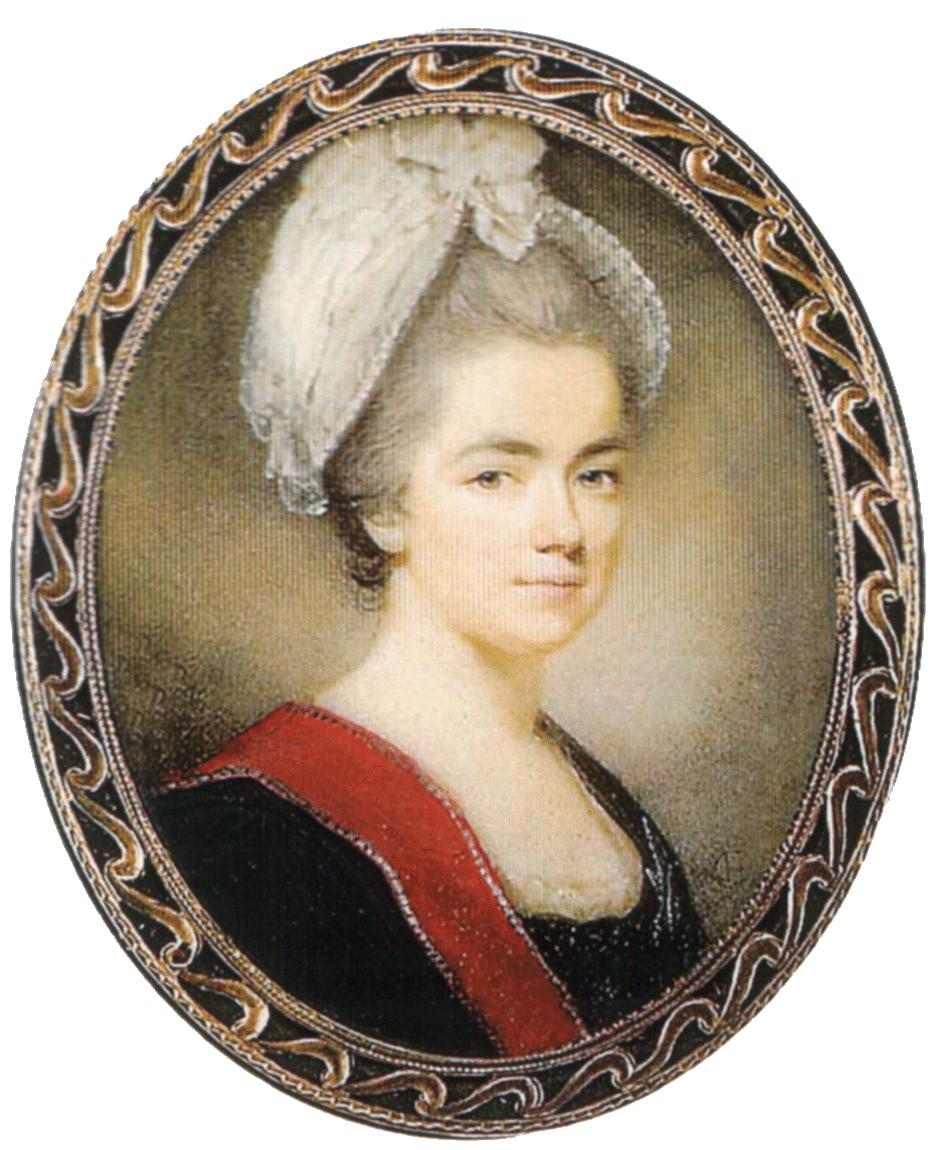
Княгиня Екатерина Дашкова — директор Петербургской академии наук, основательница Императорской Российской академии. Миниатюра художника Озайаса Хэмфри

В 1768 году была создана сеть городских школ, основанных на классно-урочной системе. Активно стали открываться училища. При Екатерине уделено особое внимание развитию женского образования — в 1764 году были открыты Смольный институт благородных девиц, Воспитательное общество благородных девиц. Академия наук стала одной из ведущих в Европе научных баз. Были основаны обсерватория, физический кабинет, анатомический театр, ботанический сад, инструментальные мастерские, типография, библиотека, архив. 11 октября 1783 года основана Российская академия.
Вместе с тем историки невысоко оценивают успехи в области образования и науки. Писатель Анри Труайя указывает, что работа академии строилась в основном не на выращивании собственных кадров, а на приглашении именитых зарубежных учёных (Эйлер, Паллас, Бёмер, Шторх, Крафт, Миллер, Вахмейстер, Георги, Клингер и др.), однако «пребывание всех этих учёных в Петербургской академии наук не обогатило сокровищницу человеческих знаний». Об этом же пишет В. О. Ключевский, ссылаясь на свидетельство современника Манштейна. То же относится и к образованию. Как пишет В. О. Ключевский, при учреждении Московского университета в 1755 году в нём числилось 100 студентов, а спустя 30 лет — лишь 82. Многие студенты не могли сдать экзамены и получить диплом: так, за всё царствование Екатерины ни один медик не получил учёного диплома, то есть не сдал экзамены. Учёба была организована плохо (обучение велось на французском или на латыни), а дворяне шли учиться весьма неохотно. Такой же недобор студентов был в двух морских академиях, которые не могли набрать даже 250 учеников, положенных по штату.

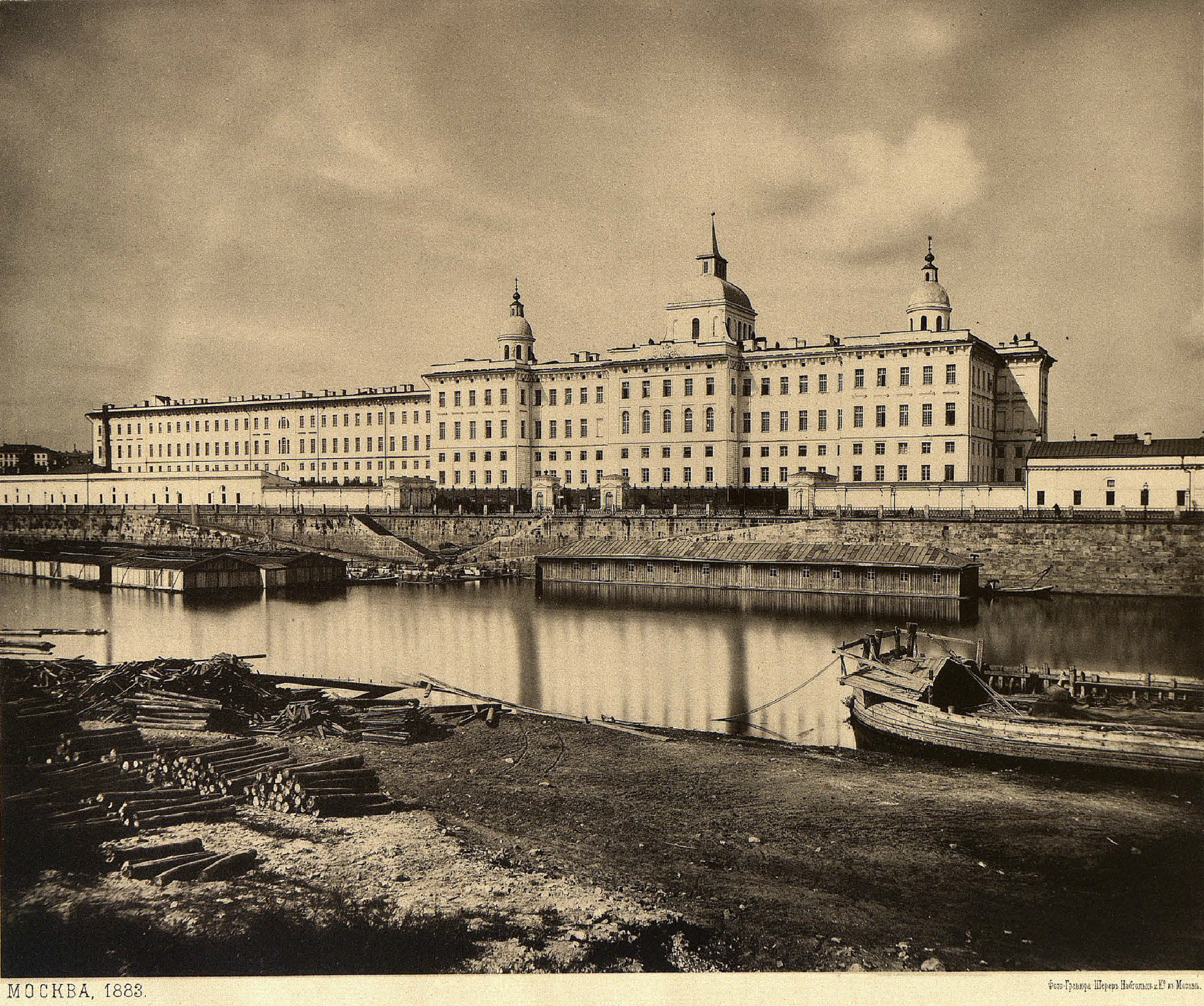
Московский Воспитательный дом

В губерниях были приказы общественного призрения. В Москве и Петербурге — воспитательные дома для беспризорных детей, где они получали образование и воспитание. Для помощи вдовам была создана Вдовья казна.
Было введено обязательное оспопрививание, мысль о котором императрица вынашивала достаточно долго (обсудив это, в числе прочего, в переписке с Вольтером). При этом Екатерина решила подать подданным личный пример: в ночь на 12 (23) октября 1768 года прививку от оспы сделали само́й императрице. Среди первых привитых оказались также великий князь Павел Петрович и великая княгиня Мария Фёдоровна. При Екатерине II борьба с эпидемиями в России стала приобретать характер государственных мероприятий, непосредственно входивших в круг обязанностей императорского Совета, Сената. По указу Екатерины были созданы форпосты, размещённые не только на границах, но и на дорогах, ведущих в центр России. Был создан «Устав пограничных и портовых карантинов».

#### Национальная политика
После присоединения к Российской империи земель, прежде бывших в составе Речи Посполитой, в России оказалось около миллиона евреев — народа с иной религией, культурой, укладом и бытом. Для недопущения их переселения в центральные области России и прикрепления к своим общинам для удобства взимания государственных налогов Екатерина II в 1791 году установила черту оседлости, за пределами которой евреи не имели права проживать. Черта оседлости была установлена там же, где евреи и проживали до этого — на присоединённых в результате трёх разделов Польши землях, а также в степных областях у Чёрного моря и малонаселённых территориях к востоку от Днепра. Переход евреев в православие снимал все ограничения на проживание. Отмечается, что черта оседлости способствовала сохранению еврейской национальной самобытности, формированию особой еврейской идентичности в рамках Российской империи.
В 1762—1764 годах Екатериной были изданы два манифеста. Первый — «О дозволении всем иностранцам, в Россию въезжающим, поселяться в которых губерниях они пожелают и о дарованных им правах» призывал иностранных подданных переселяться в Россию, второй определял перечень льгот и привилегий переселенцам. Уже вскоре возникли первые немецкие поселения в Поволжье, отведённом для переселенцев. Наплыв немецких колонистов был столь велик, что уже в 1766 году пришлось временно приостановить приём новых переселенцев до обустройства уже въехавших. Создание колоний на Волге шло по нарастающей: в 1765 году — 12 колоний, в 1766 — 21, в 1767 году — 67. По данным переписи колонистов, в 1769 году в 105 колониях на Волге проживало 6,5 тысяч семей, что составляло 23,2 тыс. человек. В будущем немецкая община будет играть заметную роль в жизни России.
За время царствования Екатерины в состав империи вошли Северное Причерноморье, Приазовье, Крым, Новороссия, земли между Днестром и Бугом, Беларусь, Курляндия и Литва. Общее число новых подданных, приобретённых таким образом Россией, достигло 7 миллионов. В результате, как писал В. О. Ключевский, в Российской империи «усилилась рознь интересов» между разными народами. Это выразилось, в частности, в том, что чуть ли не для каждой национальности правительство было вынуждено вводить особый экономический, налоговый и административный режим, Так, немецкие колонисты были совсем освобождены от уплаты налогов государству и от иных повинностей; для евреев была введена черта оседлости; с украинского и белорусского населения на территории бывшей Речи Посполитой подушный налог сначала совсем не взимался, а затем взимался в половинном размере. Самым дискриминируемым в этих условиях оказалось коренное население, что привело к такому казусу: некоторые русские дворяне в конце XVIII — начале XIX вв. в качестве награды за службу просили их «записать в немцы», чтобы они могли пользоваться соответствующими привилегиями.

#### Сословная политика

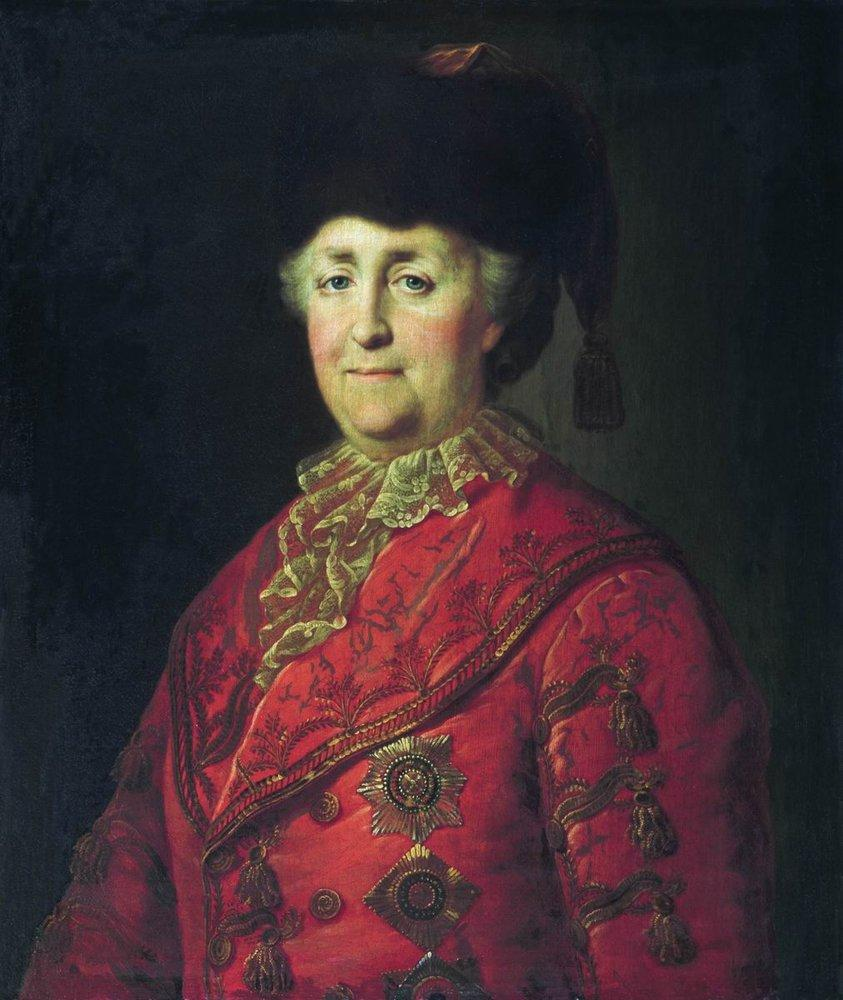
Михаил Шибанов. Екатерина Вторая в дорожном костюме, 1787 год

Дворянство и горожане. 21 апреля 1785 года были изданы две грамоты: «Грамота на права, вольности и преимущества благородного дворянства» и «Жалованная грамота городам». Императрица назвала их венцом своей деятельности, а историки считают венцом «продворянской политики» царей XVIII века. Как пишет Н. И. Павленко, «в истории России никогда дворянство не было облагодетельствовано в такой мере разнообразными привилегиями, как при Екатерине II».
Обе грамоты окончательно закрепляли за верхними сословиями те права, обязанности и привилегии, которые уже были предоставлены предшественниками Екатерины в течение XVIII в., и предоставляли ряд новых. Так, дворянство как сословие было сформировано указами Петра I и тогда же получило ряд привилегий, в том числе освобождение от подушной подати и право неограниченно распоряжаться поместьями; а указом Петра III оно было окончательно освобождено от обязательной службы государству.
Жалованная грамота дворянству:
- подтверждались уже существующие права;
- дворянство освобождалось от расквартирования войсковых частей и команд;
- от телесных наказаний;
- дворянство получило право собственности на недра земли;
- право иметь свои сословные учреждения;
  - изменилось наименование 1-го сословия: не «дворянство», а «благородное дворянство»;
  - запрещалось производить конфискацию имений дворян за уголовные преступления; имения надлежало передавать законным наследникам;
  - дворяне имеют исключительное право собственности на землю, но в «Грамоте» не говорится ни слова о монопольном праве иметь крепостных;
  - украинские старшины уравнивались в правах с русскими дворянами;
    - дворянин, не имевший офицерского чина, лишался избирательного права;
    - занимать выборные должности могли только дворяне, чей доход от имений превышает 100 руб.

Грамота на права и выгоды городам Российской империи:
- подтверждено право верхушки купечества не платить подушной подати;
- замена рекрутской повинности денежным взносом.

Разделение городского населения на шесть разрядов:
1. «настоящие городские обыватели» — домовладельцы («Настоящие городские обыватели суть те, кои в этом городе дом или иное строение или место или землю имеют»);
2. купцы всех трёх гильдий (низший размер капитала для купцов 3-й гильдии — 1000 руб.);
3. ремесленники, записанные в цехи;
4. иностранные и иногородние купцы;
5. именитые граждане — купцы, располагавшие капиталом свыше 50 тыс. руб., богатые банкиры (не менее 100 тыс. руб.), а также городская интеллигенция: архитекторы, живописцы, композиторы, учёные;он
6. посадские, которые «промыслом, рукоделием и работою кормятся» (не имеющие недвижимой собственности в городе).

Представителей 3-го и 6-го разрядов называли «мещанами» (слово пришло из польского языка через Украину и Беларусь, обозначало первоначально «жителя города» или «горожанина», от слова «место» — город и «местечко» — городок).
Купцы 1 и 2-й гильдии и именитые граждане были освобождены от телесных наказаний. Представителям 3-го поколения именитых граждан разрешалось возбуждать ходатайство о присвоении дворянства.
Предоставление дворянству максимальных прав и привилегий и его полное освобождение от обязанностей в отношении государства привело к появлению феномена, широко освещённого в литературе той эпохи (комедия «Недоросль» Фонвизина, журнал «Трутень» Новикова и др.) и в исторических трудах. Как писал В. О. Ключевский, дворянин екатерининской эпохи «представлял собой очень странное явление: усвоенные им манеры, привычки, понятия, чувства, самый язык, на котором он мыслил, — всё было чужое, всё привозное, а дома у него не было никаких живых органических связей с окружающими, никакого серьёзного дела… на Западе, за границей, в нём видели переодетого татарина, а в России на него смотрели, как на случайно родившегося в России француза».
Несмотря на привилегии, в эпоху Екатерины II среди дворян сильно выросло имущественное неравенство: на фоне отдельных крупных состояний экономическое положение части дворянства ухудшилось. Как указывает историк Дж. Блюм, ряд крупных вельмож владел десятками и сотнями тысяч крепостных, чего не было в предыдущие царствования (когда богатым считался владелец более 500 душ); в то же время почти 2/3 всех помещиков в 1777 году имели менее 30 крепостных душ мужского пола, а 1/3 помещиков — менее 10 душ; многие дворяне, желавшие поступить на государственную службу, не имели средств на приобретение соответствующей одежды и обуви. В. О. Ключевский пишет, что многие дворянские дети в её царствование, даже став студентами морской академии и «получая малое жалованье (стипендии), по 1 руб. в месяц, „от босоты“ не могли даже посещать академию и принуждены были, по рапорту, не о науках помышлять, а о собственном пропитании, на стороне приобретать средства для своего содержания».
Крестьянство. По реформе Екатерины крестьяне нечернозёмных областей платили оброк, а чернозёмные отрабатывали барщину. По общему мнению историков, положение этой самой многочисленной группы населения в эпоху Екатерины было наихудшим за всю историю России. Ряд историков сравнивает положение крепостных крестьян той эпохи с рабами. Как пишет В. О. Ключевский, помещики «превратили свои деревни в рабовладельческие плантации, которые трудно отличить от североамериканских плантаций до освобождения негров»; а Дж. Блюм делает вывод, что «к концу XVIII в. русский крепостной ничем не отличался от раба на плантации». Дворяне, включая и саму Екатерину II, часто называли крепостных крестьян «рабами», что хорошо известно по письменным источникам.
Широких размеров достигла торговля крестьянами: их продавали на рынках, в объявлениях на страницах газет; их проигрывали в карты, обменивали, дарили, насильно женили. Крестьяне не могли принимать присягу, брать откупа и подряды, не могли отъехать от своей деревни более чем на 30 вёрст без паспорта — разрешения от помещика и местных властей. По закону крепостной находился полностью во власти помещика, последний не имел права лишь его убить, но мог замучить до смерти — и за это не было предусмотрено официального наказания. Имеется ряд примеров содержания помещиками крепостных «гаремов» и застенков для крестьян с палачами и орудиями пыток. В течение 34 лет царствования лишь в нескольких наиболее вопиющих случаях (включая Дарью Салтыкову) помещики понесли наказание за злоупотребления в отношении крестьян.
За время царствования Екатерины II был принят ряд законов, ухудшавших положение крестьян:
- Указ 1763 года возлагал содержание войсковых команд, присланных на подавление крестьянских выступлений, на самих крестьян;
- По указу 1765 года за открытое неповиновение помещик мог отправить крестьянина не только в ссылку, но и на каторгу, причём срок каторжных работ устанавливался им самим; помещикам представлялось и право в любое время вернуть сосланного с каторги;
- Указ от 22 августа (2 сентября) 1767 года «О бытии помещичьим людям и крестьянам в повиновении и послушании у своих помещиков, и о неподавании челобитен в собственные Ея Величества руки»[134] запрещал крестьянам жаловаться на своего барина; ослушникам грозила ссылка в Нерчинск (но обращаться в суд они могли);
- В 1783 году крепостное право было введено в Малороссии (Левобережная Украина и российское Черноземье);
- В 1796 году крепостное право было введено в Новороссии (Дон, Северный Кавказ);
- После разделов Речи Посполитой был ужесточён крепостнический режим на территориях, отошедших к Российской империи (Правобережная Украина, Беларусь, Литва, Польша).

Как пишет Н. И. Павленко, при Екатерине «крепостное право развивалось вглубь и вширь», что являло собой «пример вопиющего противоречия между идеями Просвещения и правительственными мерами по укреплению крепостнического режима».
В течение своего царствования Екатерина раздарила помещикам и дворянам более 800 тысяч крестьян, поставив тем самым своеобразный рекорд. В большинстве это были не государственные крестьяне, а крестьяне с земель, приобретённых при разделах Польши, а также дворцовые крестьяне. Но, например, число приписных (посессионных) крестьян с 1762 по 1796 год увеличилось с 210 до 312 тыс. человек, и это были формально свободные (государственные) крестьяне, но обращённые в положение крепостных или рабов. Посессионные крестьяне уральских заводов приняли активное участие в Крестьянской войне 1773—1775 годов.
Вместе с тем было облегчено положение монастырских крестьян, которые были переведены в ведение Коллегии экономии вместе с землями. Все их повинности заменялись денежным оброком, что представляло крестьянам больше самостоятельности и развивало их хозяйственную инициативу. В результате прекратились волнения монастырских крестьян.
Высшее духовенство (епископат) лишилось автономного существования вследствие секуляризации церковных земель (1764 год), дававшей архиерейским домам и монастырям возможность существования без помощи государства и независимо от него. После реформы монашествующее духовенство стало зависимо от финансировавшего его государства.

#### Религиозная политика
В целом в России при Екатерине II декларировалась политика религиозной терпимости. Так, в 1773 году издаётся закон о терпимости всех вероисповеданий, запрещающий православному духовенству вмешиваться в дела других конфессий; светская власть оставляет за собой право решать вопрос об учреждении храмов любой веры.
Вступив на престол, Екатерина отменила указ Петра III о секуляризации земель у церкви. Но уже в феврале 1764 года вновь издала указ о лишении Церкви земельной собственности. Монастырские крестьяне числом около 2 млн человек обоего пола были изъяты из ведения духовенства и переданы в управление Коллегии экономии. В ведении государства вошли вотчины церквей, монастырей и архиереев.
В Малороссии секуляризация монастырских владений была проведена в 1786 году. Тем самым духовенство попадало в зависимость от светской власти, так как не могло осуществлять самостоятельную экономическую деятельность. Екатерина добилась от правительства Речи Посполитой уравнения в правах религиозных меньшинств — православных и протестантов.
В первые годы царствования Екатерины II прекратились преследования старообрядцев. Продолжая политику свергнутого ею супруга Петра III, императрица поддержала его инициативу возвращения из-за границы «раскольников», экономически активного населения. В частности, Сенату предписывалось разработать положение о свободном возвращении староверов до 1 января 1763 года «без всякой боязни или страха», самим раскольникам дозволялось пользоваться своими старопечатными книгами и поселяться в Сибири, Барабинской степи и некоторых других местах. Позже им специально отведено было место на Иргизе (современные Саратовская и Самарская области) и разрешено иметь своих священников.
Однако уже в 1765 году под давлением церкви гонения возобновились. и в этот раз Сенат постановил, что староверам не разрешается строить храмы, и Екатерина подтвердила это своим указом. Ранее построенные раскольничьи храмы были снесены. Разгрому в эти годы были подвергнуты не только храмы, но и целый город староверов и раскольников (Ветка) в Малороссии, который после этого перестал существовать. А в 1772 году гонениям подверглась секта скопцов в Орловской губернии. К. Валишевский полагает, что причина сохранения гонений на староверов и раскольников, в отличие от других религий, состояла в том, что они рассматривались не только как религиозное, но и как социально-политическое движение. Так, согласно распространённому среди раскольников учению, Екатерина II, наряду с Петром I, считалась «царём-антихристом».
Свободное переселение немцев в Россию привело к существенному увеличению числа протестантов (в основном лютеран) в России. Им также дозволялось строить кирхи, школы, свободно совершать богослужения. В конце XVIII века только в одном Санкт-Петербурге насчитывалось более 20 тыс. лютеран.
За иудейской религией сохранялось право на публичное отправление веры. Религиозные дела и споры были оставлены в ведении еврейских судов. Евреи, в зависимости от имеющегося у них капитала, причислялись к соответствующему сословию и могли избираться в органы местного самоуправления, становиться судьями и прочими госслужащими.
По личному указанию Екатерины II и за казённый счёт в 1787 году в типографии Академии наук в Санкт-Петербурге впервые в России был напечатан полный арабский текст исламской священной книги Корана для бесплатной раздачи «киргизам». Издание существенно отличалось от европейских прежде всего тем, что носило мусульманский характер: текст к печати был подготовлен муллой Усманом Ибрахимом. При жизни Екатерины Коран был издан в 1787, 1790, 1793 и 1796 годах. В 1788 году был выпущен манифест, в котором императрица повелевала «учредить в Уфе духовное собрание Магометанского закона, которое имеет в ведомстве своём всех духовных чинов того закона… исключая Таврической области». Таким образом, Екатерина начала встраивать мусульманское сообщество в систему государственного устройства империи. Мусульмане получали право строить и восстанавливать мечети.
От волго-уральских татар Екатерина II получила уважительное прозвище Аби-патша (в буквальном переводе — «Бабушка-царица»).
Буддизм также получил государственную поддержку в регионах, где он традиционно исповедовался. В 1764 году Екатерина учредила пост Хамбо-ламы — главы буддистов Восточной Сибири и Забайкалья. В 1766 году бурятские ламы признали Екатерину воплощением бодхисаттвы Белой Тары за благожелательность к буддизму и гуманное правление.
Екатерина разрешила Ордену иезуитов, который был к тому времени официально запрещён во всех странах Европы (решениями европейских государств и буллой папы римского), перенести свою штаб-квартиру в Россию. В дальнейшем она покровительствовала Ордену: предоставила ему возможность открыть свою новую резиденцию в Могилёве, запретила и конфисковала все выпущенные экземпляры «клеветнической» (по её мнению) истории Ордена иезуитов, посещала их учреждения и оказывала другие любезности.

#### Внутриполитические проблемы

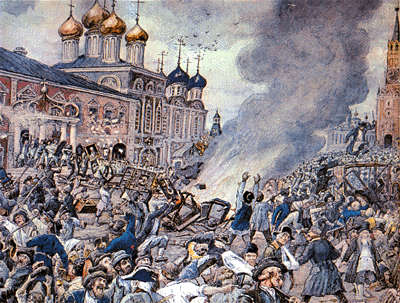
Э. Э. Лисснер. Чумной бунт, 1771 год

Тот факт, что императрицей была провозглашена женщина, не имевшая на это никаких формальных прав, породил множество претендентов на трон, омрачавших значительную часть царствования Екатерины II. Так, лишь с 1764 по 1773 год в стране появилось семь Лжепетров III (утверждавших, что они — не что иное, как «воскресший» Пётр III) — А. Асланбеков, И. Евдокимов, Г. Кремнёв, П. Чернышов, Г. Рябов, Ф. Богомолов, Н. Крестов; восьмым стал Емельян Пугачёв. А в 1774—1775 годах к этому списку добавилось ещё «дело княжны Таракановой», выдававшей себя за дочь Елизаветы Петровны.
В течение 1762—1764 годов было раскрыто 3 заговора, имевших целью свержение Екатерины, причём два из них были связаны с именем Ивана Антоновича — бывшего российского императора Ивана VI, который на момент восшествия на престол Екатерины II продолжал оставаться в живых, будучи в заключении в Шлиссельбургской крепости. В первом из них участвовали 70 офицеров. Второй имел место в 1764 году, когда подпоручик В. Я. Мирович, нёсший караульную службу в Шлиссельбургской крепости, склонил на свою сторону часть гарнизона, чтобы освободить Ивана. Стражники, однако, в соответствии с данными им инструкциями закололи узника, а сам Мирович был арестован и казнён.
В 1771 году в Москве произошла крупная эпидемия чумы, осложнённая народными волнениями в Москве, получившими название Чумной бунт. Восставшие разгромили Чудов монастырь в Кремле. На другой день толпа взяла приступом Донской монастырь, убила скрывавшегося в нём архиепископа Амвросия, принялась громить карантинные заставы и дома знати. На подавление восстания были направлены войска под командованием Г. Г. Орлова. После трёхдневных боёв бунт был подавлен.
Постоянно происходившие волнения крепостных усмирялись военными командами, зачастую с употреблением в дело оружия. Однако Екатерина II хорошо понимала, что одними репрессивными мерами нельзя ограничиться. В 1767 году она писала:

Пророчествовать можно, что если за жизнь одного помещика в ответ и в наказание будут истреблять целые деревни, то бунт всех крепостных деревень воспоследует, и что положение помещичьих крестьян таково критическое, что окроме тишиной и человеколюбивыми учреждениями — ничем избегнуть [волнений] не можно… Итак, прошу быть весьма осторожну в подобных случаях, дабы не ускорить и без того довольно грозящую беду, если в новом узаконении не будут взяты меры к пресечению сих опасных следствий. Ибо, если не согласимся на уменьшение жестокости и умерение человеческому роду нестерпимого наказания, то и против воли сами оную [свободу] возьмут рано или поздно.

#### Крестьянская война 1773—1775 годов

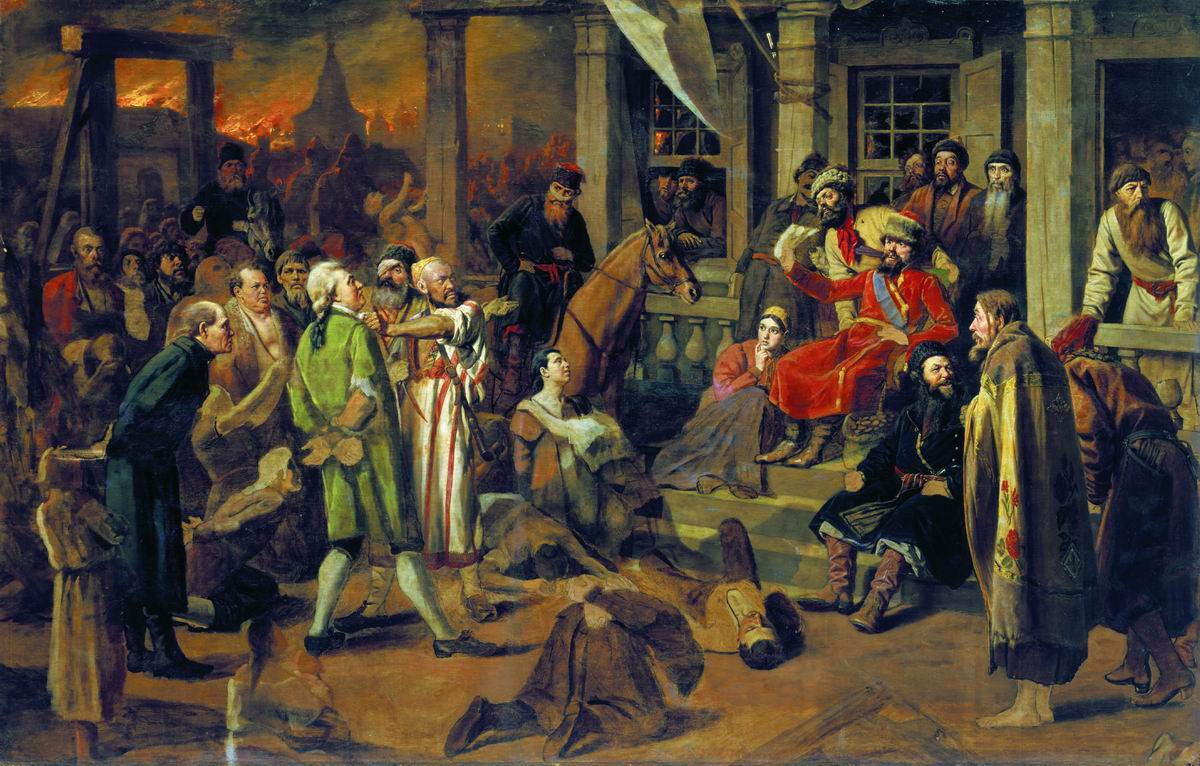
Василий Перов. Суд Пугачёва (первый вариант). 1875 год
Государственный исторический музей, Москва

В 1773—1775 годах произошло крестьянское восстание во главе с Емельяном Пугачёвым. Оно охватило земли Яицкого войска, Оренбургской губернии, Урал, Прикамье, Башкирию, часть Западной Сибири, Среднее и Нижнее Поволжье. В ходе восстания к казакам присоединились башкиры, татары, казахи, уральские заводские рабочие и многочисленные крепостные крестьяне всех губерний, где разворачивались военные действия. После подавления восстания были свёрнуты некоторые либеральные реформы и усилился консерватизм.
Основные этапы:
- сентябрь 1773 — март 1774
- март 1774 — июль 1774
- июль 1774—1775

17 (28) сентября 1773 года начинается восстание. Возле Яицкого городка на сторону 200 казаков переходят правительственные отряды, шедшие подавить мятеж. Не взяв городка, восставшие идут к Оренбургу.
5 октября — 22 марта (2 апреля) 1773—1774 — стояние под стенами Оренбурга.
Март — июль 1774 — восставшие захватывают заводы Урала и Башкирии. Под Троицкой крепостью восставшие терпят поражение. 12 июля захватывают Казань. 17 июля вновь терпят поражение и отступают на правый берег Волги.
12 (23) сентября 1774 года Пугачёв был схвачен.
Историки полагают, что Крестьянская война 1773—1775 годов была одним из проявлений острого социального кризиса, разразившегося в середине царствования Екатерины, который был отмечен множеством восстаний в разных частях страны (Кижское восстание в Заонежье в 1769—1770 годах, чумной бунт 1771 года в Москве, восстание яицких казаков в 1769—1772 годах и др.). Ряд историков указывают на изменение характера социальных протестов, приобретение ими классового, антидворянского характера. Так, Дж. Блюм отмечал, что участники восстания Пугачёва убили около 1600 дворян, причём почти половину из них составляли женщины и дети, а также приводил другие случаи убийств дворян в ходе крестьянских восстаний той эпохи. Как писал В. О. Ключевский, крестьянские восстания в екатерининское царствование «окрасились социальным цветом, то были восстания не управляемых против администрации, а низших классов — против высшего, правящего, против дворянства».

#### Масонство

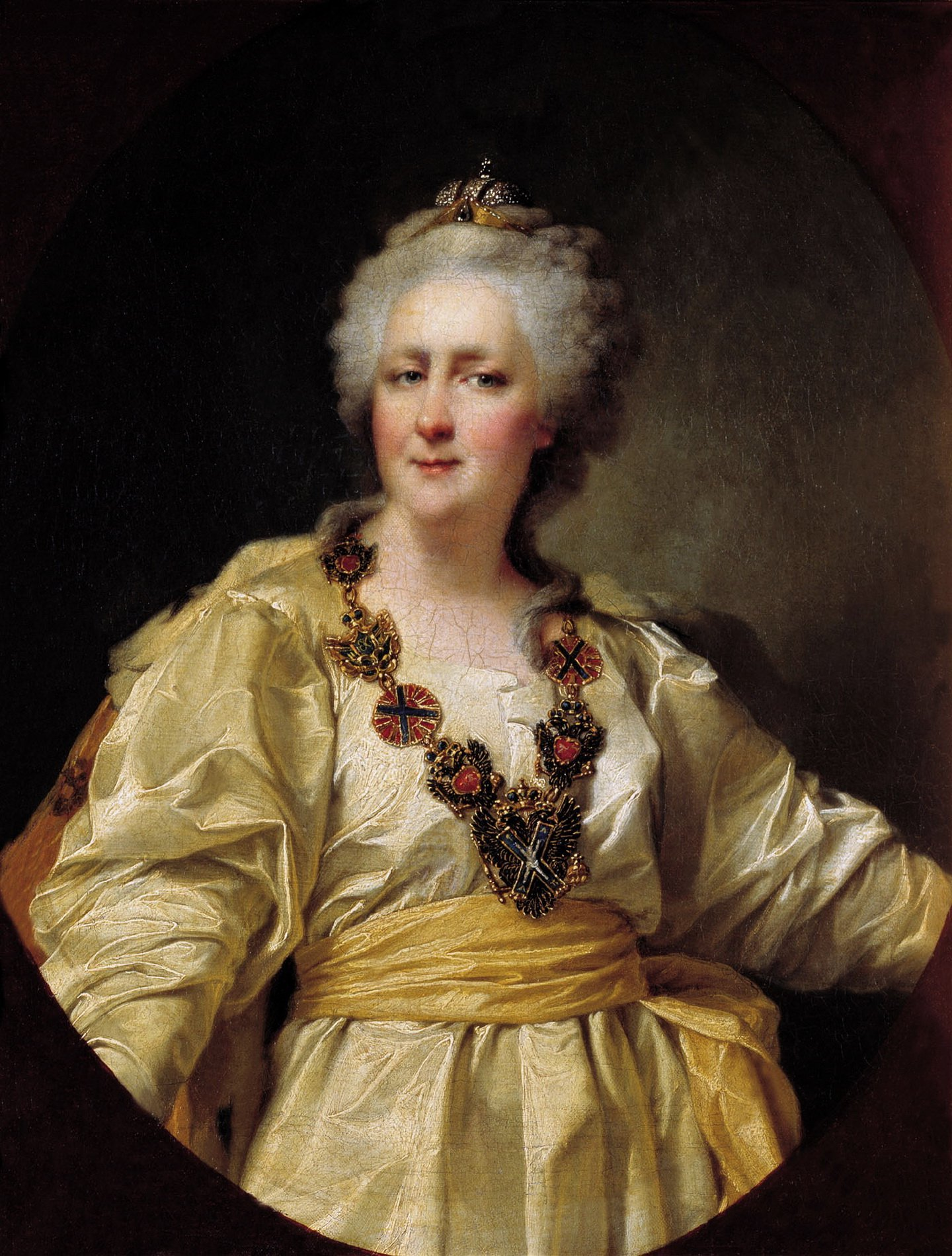
Екатерина II. Портрет работы Д. Г. Левицкого, около 1793 г.

1762—1778 годы характеризуется организационным оформлением российского масонства и господством английской системы (елагинское масонство).
В 1760-е и особенно в 1770-е годы масонство приобретает в кругах образованного дворянства всё большую популярность. Количество масонских лож увеличивается многократно. Всего известно о приблизительно 80 масонских ложах, учреждённых в период царствования Екатерины II, тогда как ранее они насчитывали единицы. Исследователи масонства связывают это, с одной стороны, с модой на всё новое и иностранное (один из основателей русского масонства И. П. Елагин называл его «игрушкой для праздных умов»), а с другой стороны, с новыми веяниями просветительской эпохи и пробуждением общественных интересов среди дворянства.
Политика Екатерины по отношению к масонству была достаточно противоречивой. С одной стороны, ей не за что было упрекать масонов, кроме как за странные ритуалы, которые она высмеивала в своих комедиях. Но никаких запретов на деятельность масонов в её царствование не было, за исключением единичных случаев (см. далее). С другой стороны, как пишет историк В. И. Курбатов, «Екатерина с большим подозрением относилась к масонству», в котором «усмотрела угрозу своему правлению». Эти подозрения касались двух моментов. Во-первых, она опасалась чрезмерного усиления иностранного влияния, распространяемого через масонские ложи. Так, когда в 1784 году елагинские ложи по неизвестным причинам, но по собственному желанию, приостановили свою работу, возобновив свои заседания лишь спустя 2 года, то Екатерина повелела передать ордену, что «за добросовестность её членов избегать всяких контактов с заграничными масонами, при настоящих политических отношениях, питает к ним большое уважение».
Во-вторых, подозрения императрицы касались издательской и публицистической деятельности московских масонских лож мартинистов и розенкрейцеров, возглавляемых Н. И. Новиковым, И. Г. Шварцем и др., в чьих книгах и статьях она усматривала намёки, адресованные её собственному правлению. В 1786 году все эти ложи были закрыты, что было единственным случаем такого рода при Екатерине, а некоторые члены этих лож, прежде всего сам Новиков, а также М. И. Невзоров и В. Я. Колокольников, подверглись репрессиям. Помимо этого, в 1786 году были запрещены 6 книг, изданных московскими розенкрейцерами. Эти факты свидетельствуют о стремлении Екатерины II контролировать масонство и допускать лишь такую его деятельность, которая не противоречила её интересам.

#### Развитие литературы. Дело Новикова и дело Радищева

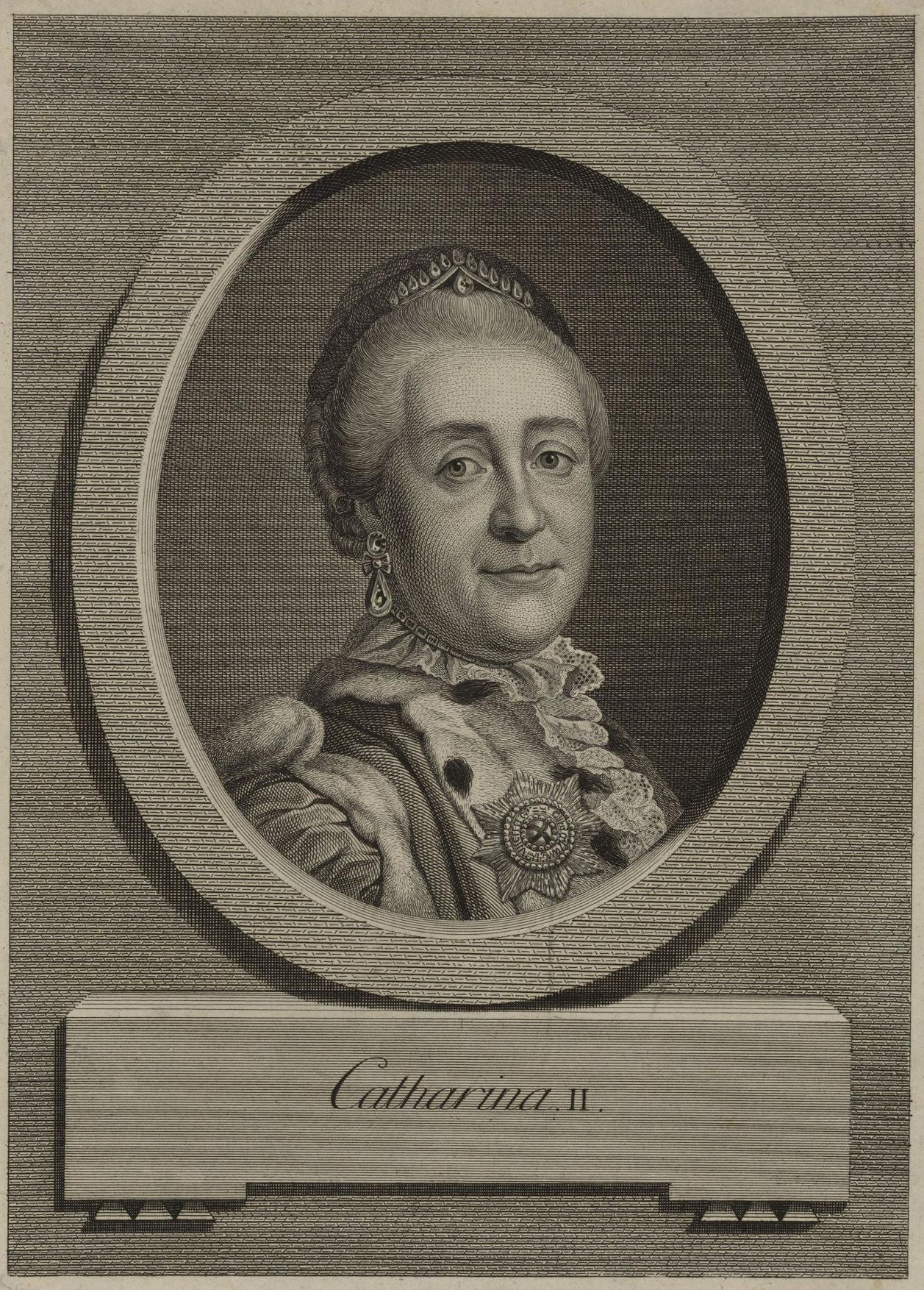
Екатерина II. Гравюра XVIII века

Отечественная литература в эпоху Екатерины, как и в целом в XVIII веке, по мнению ряда историков, находилась в зачаточном состоянии, занимаясь, по словам Казимира Валишевского, в основном «переработкой иностранных элементов». Такое же мнение высказывает Анри Труайя, который пишет, что у Сумарокова, Хераскова, Богдановича и других русских писателей той эпохи много прямых заимствований у французских писателей. Как констатировал в XIX в. французский историк Анри Леруа-Болье, тенденция России XVIII века к подражанию всему иностранному на целое столетие затормозила рождение самобытной национальной литературы.
«Официальная» литература эпохи Екатерины представлена несколькими известными именами: Фонвизин, Сумароков, Державин, — и весьма небольшим числом и объёмом написанных ими произведений, и не идёт ни в какое сравнение с русской литературой первой половины XIX в. Правда, была ещё «неофициальная» литература: Радищев, Новиков, Кречетов, — которая была подвергнута запрету, а авторы — жестоким репрессиям. Подобной же участи подвергся и ряд других, менее известных, авторов, например, Княжнин, чья историческая драма («Вадим Новгородский») была также запрещена, а весь тираж был сожжён. По мнению историков, политика императрицы, состоявшая, с одной стороны, в своеобразном личном «руководстве» литературным творчеством, а с другой стороны, жёсткая цензура и репрессии в отношении неугодных писателей, не способствовала развитию отечественной литературы.
Это касалось как отдельных произведений, так и литературных журналов. В течение её царствования появилось несколько журналов, но ни один из них, за исключением журнала «Всякая всячина», издаваемого самой Екатериной, не смог долго просуществовать. Причина состояла в том, как писал Г. В. Плеханов, и с чем согласен историк Н. И. Павленко, что издатели журналов «считали себя вправе критиковать, между тем как Фелица [Екатерина II] считала их обязанными восторгаться».
Так, журнал Новикова «Трутень» был закрыт властями в 1770 году, как полагают историки, вследствие того, что в нём поднимались острые социальные темы — произвол помещиков в отношении крестьян, повальная коррупция среди чиновников и т. д. После этого Новикову удалось начать выпуск нового журнала «Живописец», в котором он уже старался избегать острых социальных тем. Однако и этот журнал через несколько лет был закрыт. Той же участи подвергся «Санкт-Петербургский Вестник», просуществовавший лишь немногим более двух лет, и другие журналы.
Такая же политика проводилась в отношении издаваемых книг — и не только в стране, но и за рубежом, касавшихся России и императорской политики. Так, резкой критике со стороны Екатерины подверглась выпущенная в 1768 году французским астрономом Шаппом д’Отрошем (Chappe d’Auteroche) книга о его поездке в Россию, в которой он писал о царившем среди чиновников взяточничестве и о торговле людьми, а также изданная в 1782 году во Франции «История России» Левека (L’Evesque), в которой, по её мнению, было слишком мало похвалы в адрес императрицы.
Таким образом, по мнению ряда историков, остракизму подвергались не только «вредные» произведения, но и «недостаточно полезные», посвящённые не прославлению России и её императрицы, а каким-то иным, «посторонним», и потому «ненужным» вещам. В частности, полагают, что не только содержание отдельных книг и статей, но и сама издательская деятельность Новикова, которая велась с большим размахом (из 2685 книг, изданных за 1781—1790 годы в России, 748 книг, то есть 28 %, были изданы Новиковым), вызывала раздражение императрицы.
Так, в 1785 году Екатерина II поручила архиепископу Платону выяснить, нет ли чего «вредного» в книгах, выпускаемых Новиковым. Тот изучил изданные им книги, которые большей частью выпускались в целях народного просвещения, и в конце концов так и не нашёл в них «ничего предосудительного с точки зрения веры и интересов государства». Тем не менее уже через год были закрыты новиковские масонские ложи, запрещён ряд его книг, а ещё через несколько лет он и сам был репрессирован. Как пишет Н. И. Павленко, «Состава преступления убедительно сформулировать не удалось, и Новиков без суда, личным указом Екатерины II от 1 мая 1792 был заточён в Шлиссельбургскую крепость на 15 лет. Указ объявлял его государственным преступником, шарлатаном, наживавшимся за счёт обмана доверчивых людей».
Очень похожа судьба Радищева. Как указывают историки, в его книге «Путешествие из Петербурга в Москву» отсутствуют призывы к свержению существующего строя и к ликвидации крепостнических порядков. Тем не менее автор был приговорён к смертной казни четвертованием (после помилования заменена 10-летней ссылкой в Тобольск) — за то, что его книга «наполнена вредными умствованиями, разрушающими покой общественный, умаляющими должное к власти уважение…».
Как полагают историки, и в «деле Новикова», и в «деле Радищева» определённую роль сыграло уязвлённое самолюбие Екатерины, привыкшей к лести и не выносившей людей, осмеливавшихся высказывать свои критические суждения, идущие вразрез с её собственными.

### Внешняя политика
Внешняя политика Российского государства при Екатерине была направлена на укрепление роли России в мире и расширение её территории. Девиз её дипломатии заключался в следующем: «нужно быть в дружбе со всеми державами, чтобы всегда сохранять возможность стать на сторону более слабого… сохранять себе свободные руки… ни за кем хвостом не тащиться». Однако этим девизом нередко пренебрегали, предпочитая присоединять слабых к сильным вопреки их мнению и желанию.

#### Расширение пределов Российской империи

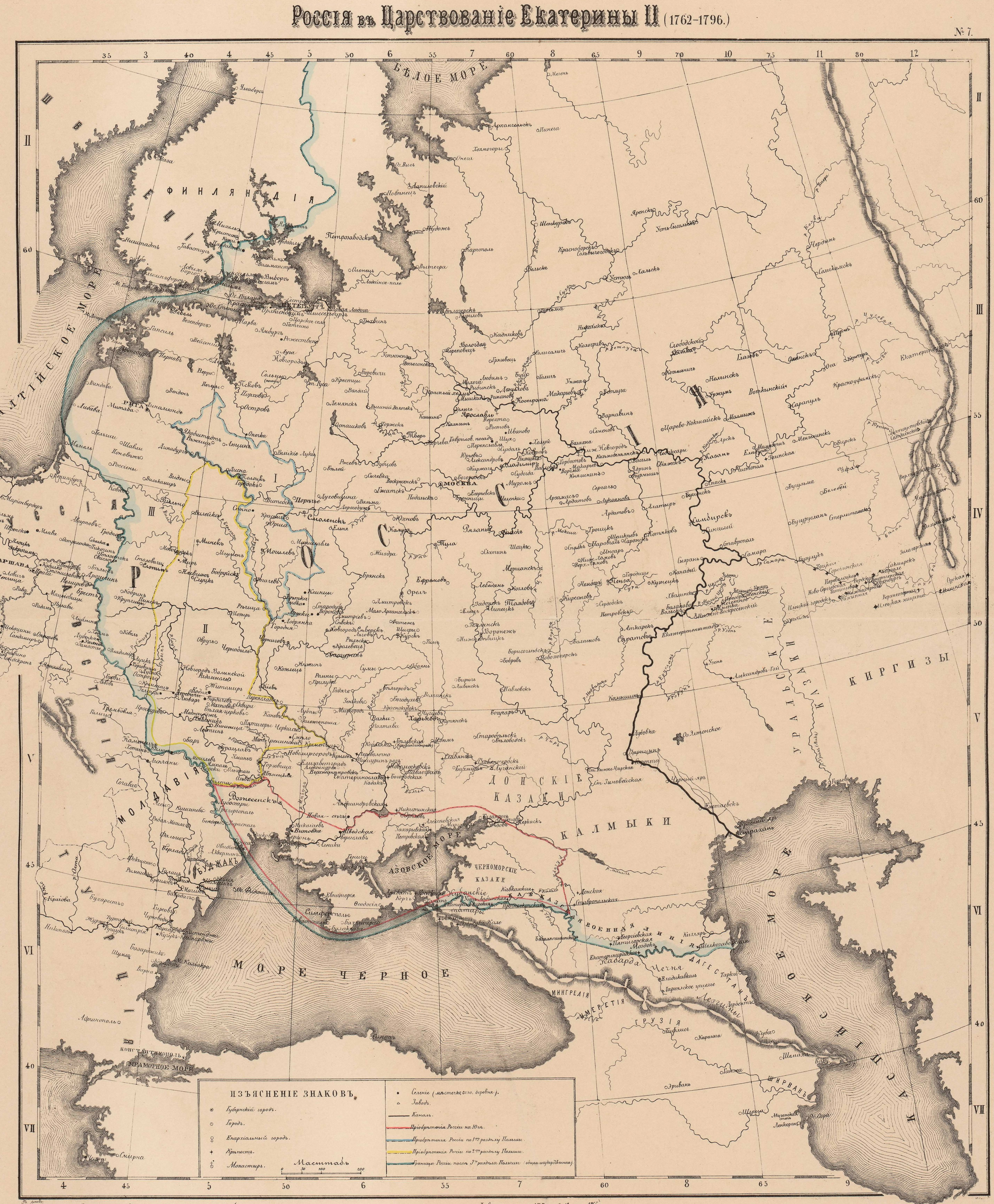
Территориальные приобретения России в Европе

Новый территориальный рост России начинается с воцарением Екатерины II.
После первой турецкой войны Россия приобретает в 1774 году важные пункты в устьях Днепра, Дона и в Керченском проливе (Кинбурн, Азов, Керчь, Еникале). Затем в 1783 году присоединяется Балта, Крым и Кубанская область. Вторая турецкая война оканчивается приобретением прибрежной полосы между Бугом и Днестром (1791 год). Благодаря всем этим приобретениям Россия становится твёрдой ногой на Чёрном море.
В то же время польские разделы отдают России западную Русь. По первому из них в 1773 году Россия получает часть Беларуси (губернии Витебская и Могилёвская); по второму разделу Польши (1793 год) Россия получила области: Минскую, Волынскую и Подольскую; по третьему (1795—1797 годы) — литовские губернии (Виленскую, Ковенскую и Гродненскую), Чёрную Русь, верхнее течение Припяти и западную часть Волыни. Одновременно с третьим разделом присоединено было к России и герцогство Курляндское.

#### Разделы Речи Посполитой
В состав федеративного польско-литовского государства Речь Посполитая входили Польское королевство и Великое княжество Литовское.
Поводом для вмешательства в дела Речи Посполитой послужил вопрос о положении диссидентов (то есть некатолического меньшинства — православных и протестантов), чтобы те были уравнены с правами католиков. Екатерина оказывала сильное давление на шляхту с целью избрания на польский престол своего ставленника Станислава Августа Понятовского, который и был избран. Часть польской шляхты выступила против этих решений и организовала восстание, поднятое в Барской конфедерации. Оно было подавлено русскими войсками в союзе с польским королём. В 1772 году Пруссия и Австрия, опасаясь усиления российского влияния в Польше и её успехами в войне с Османской империей (Турция), предложили Екатерине провести раздел Речи Посполитой в обмен на прекращение войны, угрожая в противном случае войной против России. Россия, Австрия и Пруссия ввели свои войска.

Аллегория на первый раздел Речи Посполитой

В 1772 году состоялся Первый раздел Речи Посполитой. Австрия получила всю Галицию с округами, Пруссия — Западную Пруссию (Поморье), Россия — восточную часть Беларуси до Минска (Витебскую и Могилёвскую губернии) и часть латвийских земель, входивших ранее в Ливонию. Польский сейм был вынужден согласиться с разделом и отказаться от претензий на утраченные территории: Польшей было потеряно 380 000 км² с населением в 4 миллиона человек.
Польские дворяне и промышленники содействовали принятию Конституции 1791 года; консервативная часть населения Тарговицкой конфедерации обратилась к России за помощью.
В 1793 году состоялся Второй раздел Речи Посполитой, утверждённый на Гродненском сейме. Пруссия получила Гданьск, Торунь, Познань (часть земель по рекам Варте и Висле), Россия — центральную Беларусь с Минском и Новороссии (часть территории современной Украины).
В марте 1794 года началось восстание под руководством Тадеуша Костюшко, целями которого было восстановление территориальной целостности, суверенитета и Конституции 3 мая, однако весной того же года оно было подавлено русской армией под командованием А. В. Суворова. Во время восстания Костюшко восставшими поляками, захватившими русское посольство в Варшаве, были обнаружены документы, имевшие большой общественный резонанс, в соответствии с которыми король Станислав Понятовский и ряд членов Гродненского сейма в момент утверждения 2-го раздела Речи Посполитой получили деньги от русского правительства — в частности, Понятовский получил несколько тысяч дукатов.
В 1795 году состоялся Третий раздел Речи Посполитой. Австрия получила южную Польшу с Люблином и Краковом, Пруссия — центральную Польшу с Варшавой, Россия — Литву, Курляндию, Волынь и западную Беларусь.
13 (24) октября 1795 года — конференция трёх держав о падении польского государства, оно потеряло государственность и суверенитет.

#### Русско-турецкие войны. Присоединение Крыма к России

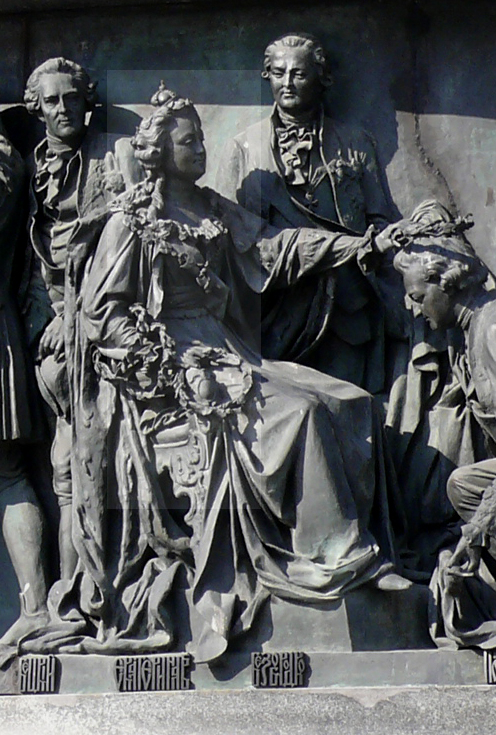
Екатерина II и Григорий Потёмкин на Памятнике «1000-летие России» в Великом Новгороде

Важным направлением внешней политики Екатерины II являлись также территории Крыма, Причерноморья и Северного Кавказа, находившиеся под турецким владычеством.
Когда вспыхнуло восстание Барской конфедерации, турецкий султан объявил войну России (Русско-турецкая война 1768—1774), используя как предлог то, что один из русских отрядов, преследуя поляков, вошёл на территорию Османской империи. Русские войска разбили конфедератов и стали одерживать одну за другой победы на юге. Добившись успеха в ряде сухопутных и морских битв (Сражение при Козлуджи, сражении при Рябой Могиле, Кагульское сражение, Ларгское сражение, Чесменское сражение и др.), Россия заставила Турцию подписать Кючук-Кайнарджийский договор, в результате которого Крымское ханство формально обрело независимость, но де-факто стало зависеть от России. Турция выплатила России военные контрибуции в порядке 4,5 миллиона рублей, а также уступила северное побережье Чёрного моря вместе с двумя важными портами.

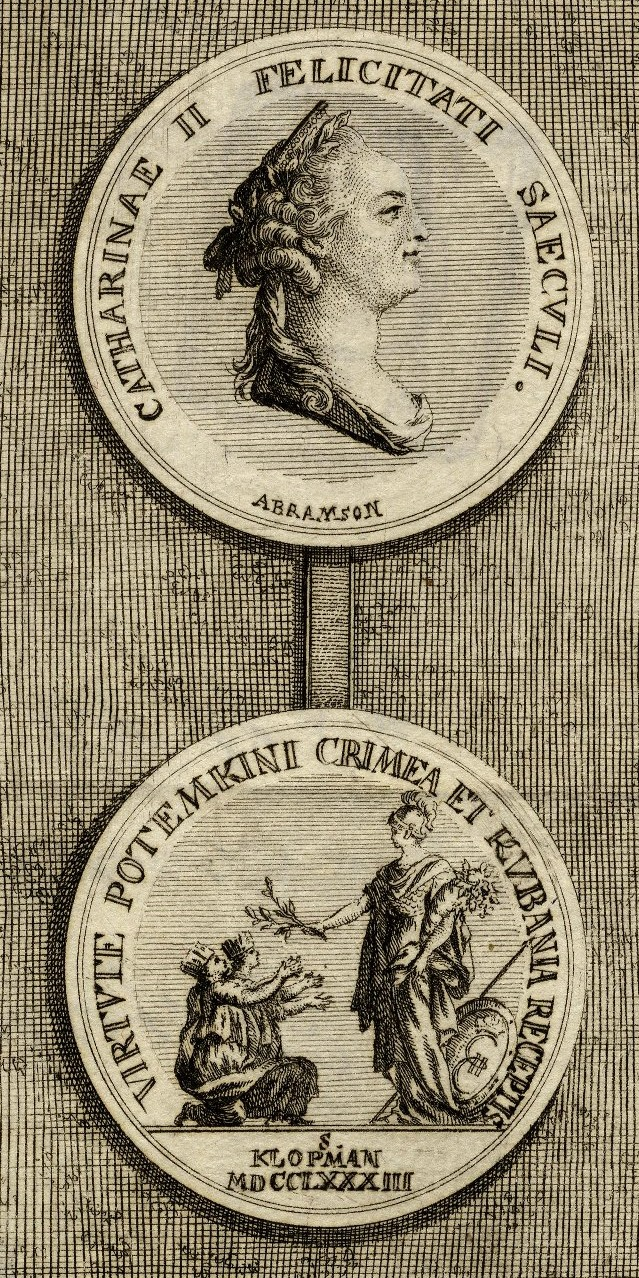
Памятная медаль в память присоединения Крыма и Кубани, 1783 г.

После окончания русско-турецкой войны 1768—1774 политика России в отношении Крымского ханства была направлена на установление в нём пророссийского правителя и присоединении к России. Под давлением русской дипломатии ханом был избран Шахин Гирей. Предыдущий хан — ставленник Турции Девлет IV Гирей — в начале 1777 года попытался оказать сопротивление, но оно было подавлено А. В. Суворовым, Девлет IV бежал в Турцию. Одновременно была не допущена высадка турецкого десанта в Крыму и тем самым предотвращена попытка развязывания новой войны, после чего Турция признала Шахина Гирея ханом. В 1782 году против него вспыхнуло восстание, которое подавили введённые на полуостров русские войска, а в 1783 году манифестом Екатерины II Крымское ханство (а также Кубань и Тамань) было присоединено к России.
После победы императрица вместе с австрийским императором Иосифом II совершила триумфальную поездку по Крыму.
Следующая война с Турцией произошла в 1787—1792 годах и являлась безуспешной попыткой Османской империи вернуть себе земли, отошедшие к России в ходе Русско-турецкой войны 1768—1774, в том числе и Крым. Здесь также русские одержали ряд важнейших побед, как сухопутных — Кинбурнская баталия, Сражение при Рымнике, взятие Очакова, взятие Измаила, сражение под Фокшанами, отбиты походы турок на Бендеры и Аккерман и др., так и морских — сражение у Фидониси (1788), Керченское сражение (1790), Сражение у мыса Тендра (1790) и Сражение при Калиакрии (1791). В итоге Османская империя в 1791 году была вынуждена подписать Ясский мирный договор, закрепляющий Крым и Очаков за Россией, а также отодвигавший границу между двумя империями до Днестра.
Войны с Турцией ознаменовались крупными военными победами Румянцева-Задунайского, Орлова-Чесменского, Суворова, Потёмкина-Таврического, Ушакова, утверждением России на Чёрном море. В результате их к России отошло Северное Причерноморье («Дикое поле»), Крым, Прикубанье, усилились её политические позиции на Кавказе и Балканах, укреплён авторитет России на мировой арене.
По мнению многих историков, эти завоевания являются главным достижением царствования Екатерины II. Вместе с тем, ряд историков (К. Валишевский, В. О. Ключевский и др.) и современников (Фридрих II, французские министры и др.) объясняли «удивительные» победы России над Турцией не столько силой русской армии и флота, которые были ещё довольно слабыми и плохо организованными, сколько следствием чрезвычайного разложения в этот период турецкой армии и государства.

#### Отношения с Грузией и Персией
При царе Картли и Кахети Ираклии II (1762—1798) объединённое Картлийско-Кахетинское государство значительно усиливается, растёт его влияние в Закавказье. Турки изгоняются из страны. Возрождается грузинская культура, возникает книгопечатание. Одним из ведущих направлений общественной мысли становится просветительство. Ираклий обратился к России для защиты от Персии и Турции. Екатерина II, воевавшая с Турцией, с одной стороны, была заинтересована в союзнике, с другой, не хотела посылать в Грузию значительные воинские силы. В 1769—1772 годах незначительный русский отряд под командованием генерала Тотлебена воевал против Турции на стороне Грузии. В 1783 году Россия и Грузия подписали Георгиевский трактат, устанавливающий российский протекторат над царством Картли-Кахети в обмен на военную защиту России. В 1795 году персидский шах Ага Мохаммед-хан Каджар вторгся в Грузию и после Крцанисской битвы разорил Тбилиси. Россия, выполняя условия трактата, начала против неё боевые действия и в апреле 1796 года русские войска взяли штурмом Дербент и подавили сопротивление персов на территории современного Азербайджана, включая крупные города (Баку, Шемаха, Ганджа).

#### Отношения со Швецией
Почти весь срок правления Екатерины прошёл под знаком напряжённого русско-шведского соперничества на Балтике, одной из причин которого было большое влияние идей реванша за поражение в Северной войне в умах значительной части шведской аристократии; временами Швеция оценивалась в Петербурге как наиболее опасный противник России во всей Европе. Активной работой русской дипломатии в Стокгольме периодически остроту отношений удавалось понижать.
Однако в 1788 году, пользуясь тем, что Россия вступила в войну с Турцией, Швеция, поддержанная Пруссией, Англией и Голландией, развязала с ней войну за возвращение ранее утерянных территорий. Вступившие на территорию России войска были остановлены генерал-аншефом В. П. Мусиным-Пушкиным. После ряда морских сражений, не имевших решительного исхода, Россия разгромила линейный флот шведов в сражении под Выборгом, но из-за налетевшего шторма потерпела тяжёлое поражение в сражении гребных флотов при Роченсальме. Стороны подписали в 1790 году Верельский мирный договор, по которому граница между странами не изменилась.

#### Отношения с другими странами
В 1764 году нормализовались отношения между Россией и Пруссией и между странами был заключён союзный договор. Этот договор послужил основой образованию Северной системы — союзу России, Пруссии, Англии, Швеции, Дании и Речи Посполитой против Франции и Австрии. Русско-прусско-английское сотрудничество продолжилось и далее. В октябре 1782 года подписан Договор о дружбе и торговле с Данией.
Екатерина Великая поддерживала отношения и со среднеазиатскими ханствами. В 1774 и 1779 годах она принимала бухарского посла Ирназар Максудова.
В третьей четверти XVIII века началась Война за независимость США. В 1780 году, русское правительство приняло «Декларацию о вооружённом нейтралитете», поддержанную большинством европейских стран (суда нейтральных стран имели право вооружённой защиты при нападении на них флота воюющей страны).
В европейских делах роль России возросла во время австро-прусской войны 1778—1779 годов, когда она выступила посредницей между воюющими сторонами на Тешенском конгрессе, где Екатерина по существу продиктовала свои условия примирения, восстанавливавшие равновесие в Европе. После этого Россия часто выступала арбитром в спорах между германскими государствами, которые обращались за посредничеством непосредственно к Екатерине.
Одним из грандиозных планов Екатерины на внешнеполитической арене стал так называемый Греческий проект — совместные планы России и Австрии по разделу турецких земель, изгнанию турок из Европы, возрождению Византийской империи и провозглашение её императором внука Екатерины — великого князя Константина Павловича. Согласно планам, на месте Бессарабии, Молдовы и Валахии создаётся буферное государство Дакия, а западная часть Балканского полуострова передаётся Австрии. Проект был разработан в начале 1780-х годов, однако осуществлён не был из-за противоречий союзников и отвоевания Россией значительных турецких территорий самостоятельно.
После Французской революции Екатерина выступила одним из инициаторов антифранцузской коалиции и установления принципа легитимизма. Она говорила: «Ослабление монархической власти во Франции подвергает опасности все другие монархии. С моей стороны я готова воспротивиться всеми силами. Пора действовать и приняться за оружие». Однако в реальности она устранилась от участия в боевых действиях против Франции. По распространённому мнению, одной из действительных причин создания антифранцузской коалиции было отвлечение внимания Пруссии и Австрии от польских дел. Вместе с тем, Екатерина отказалась от всех заключённых с Францией договоров, приказала высылать всех подозреваемых в симпатиях к Французской революции из России, а в 1790 году выпустила указ о возвращении из Франции всех русских.
Незадолго до смерти, в 1796 году, Екатерина начала Персидский поход: планировалось, что главнокомандующий Валериан Зубов (выдвинувшийся в полководцы благодаря протекции своего брата Платона Зубова — фаворита императрицы) с 20 тыс. солдат захватит всю или значительную часть территории Персии. Дальнейшие грандиозные завоевательные планы, которые как полагают, были разработаны самим Платоном Зубовым, включали поход на Константинополь: с востока через Малую Азию (Зубов) и одновременно с севера со стороны Балкан (Суворов), — для осуществления лелеянного Екатериной Греческого проекта. Этим планам не суждено было сбыться ввиду её смерти, хотя Зубов успел одержать несколько побед и захватить часть персидской территории, включая Дербент и Баку.

#### Итоги и оценки внешней политики

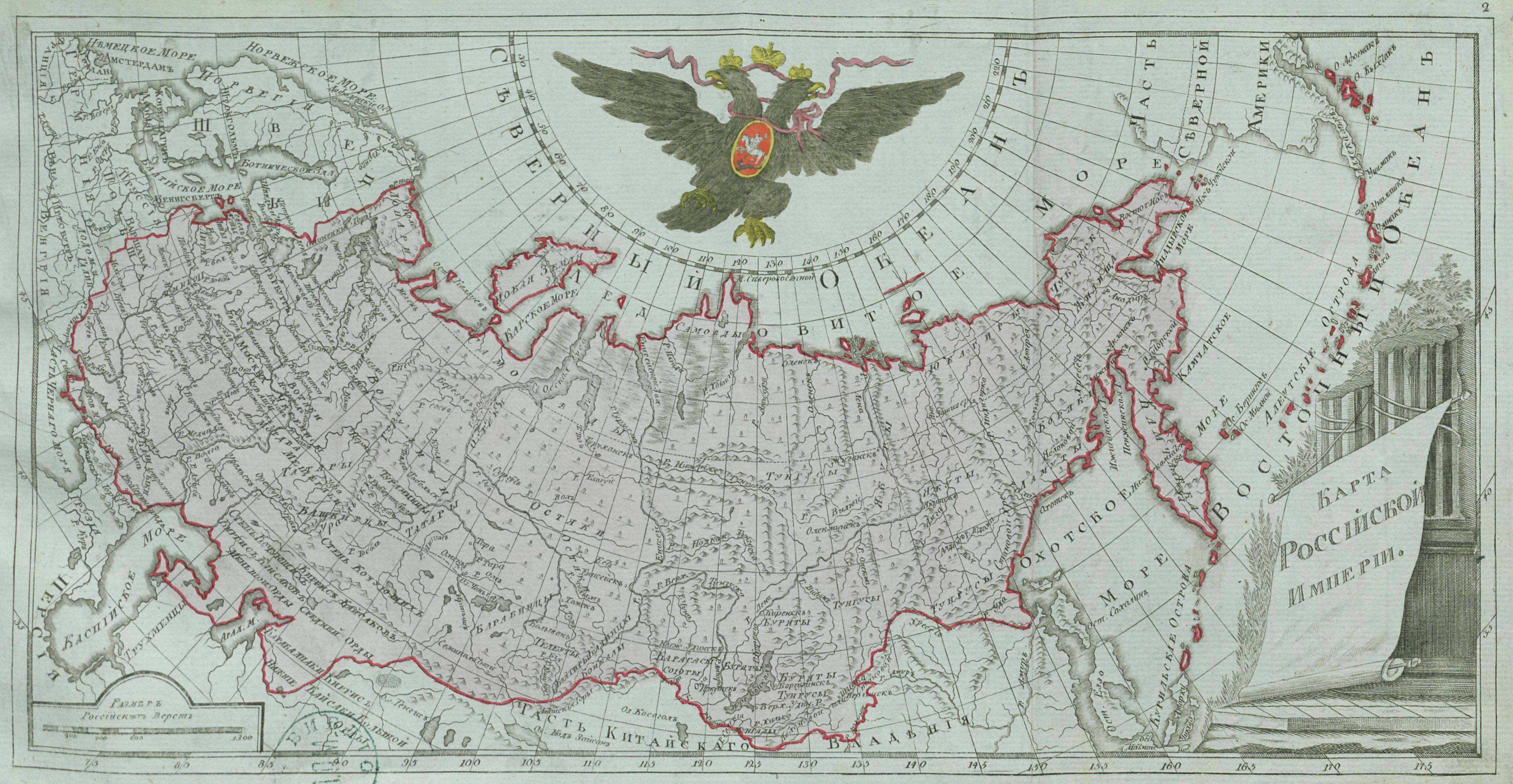
Карта Российской империи в 1796 году

В царствование Екатерины Российская империя обрела статус великой державы. В результате двух успешных для России русско-турецких войн 1768—1774 и 1787—1791 годов к России был присоединён Крымский полуостров и вся территория Северного Причерноморья. В 1772—1795 годах Россия приняла участие в трёх разделах Речи Посполитой, в результате которых присоединила к себе территории нынешних Беларуси и Западной Украины, Литвы и Курляндии. В период правления Екатерины началась российская колонизация Алеутских островов и Аляски.
Вместе с тем, многие историки рассматривают отдельные элементы внешней политики Екатерины II (ликвидация Речи Посполитой как самостоятельного государства, стремление к захвату Константинополя) как имевшие скорее отрицательные, чем положительные, результаты. Так, Н. И. Павленко называет ликвидацию Польши как суверенного государства «разбойничьей акцией со стороны соседей». Как пишет Кароли Эриксон, «Нынешние историки посягательства Екатерины на независимость Польши воспринимают как варварство, идущее вразрез с идеалами гуманизма и просвещения, которые она проповедовала». Как отмечают К. Валишевский и В. О. Ключевский, в ходе разделов Речи Посполитой 8 миллионов славян оказались под «игом» Пруссии и Австрии; причём, эти разделы очень усилили последних, намного более, чем Россию. В результате Россия своими руками создала на своей западной границе в лице укрепившихся германских государств грозных потенциальных противников, с которыми в дальнейшем ей придётся воевать.
Преемники Екатерины критически оценивали принципы её внешней политики. Её сын Павел I относился к ним отрицательно и поспешил полностью пересмотреть сразу после восшествия на трон. В царствование её внука Николая I бароном Брунновым был подготовлен рапорт, в котором говорилось: «Мы не можем не признать, что способы, избранные императрицей Екатериной для исполнения её планов, далеко не согласуются с характером прямоты и чести, которые являются теперь неизменным правилом нашей политики…». «И нашей истинной силой», — приписал император Николай I своей собственной рукой.

### Екатерина II как деятель Эпохи Просвещения

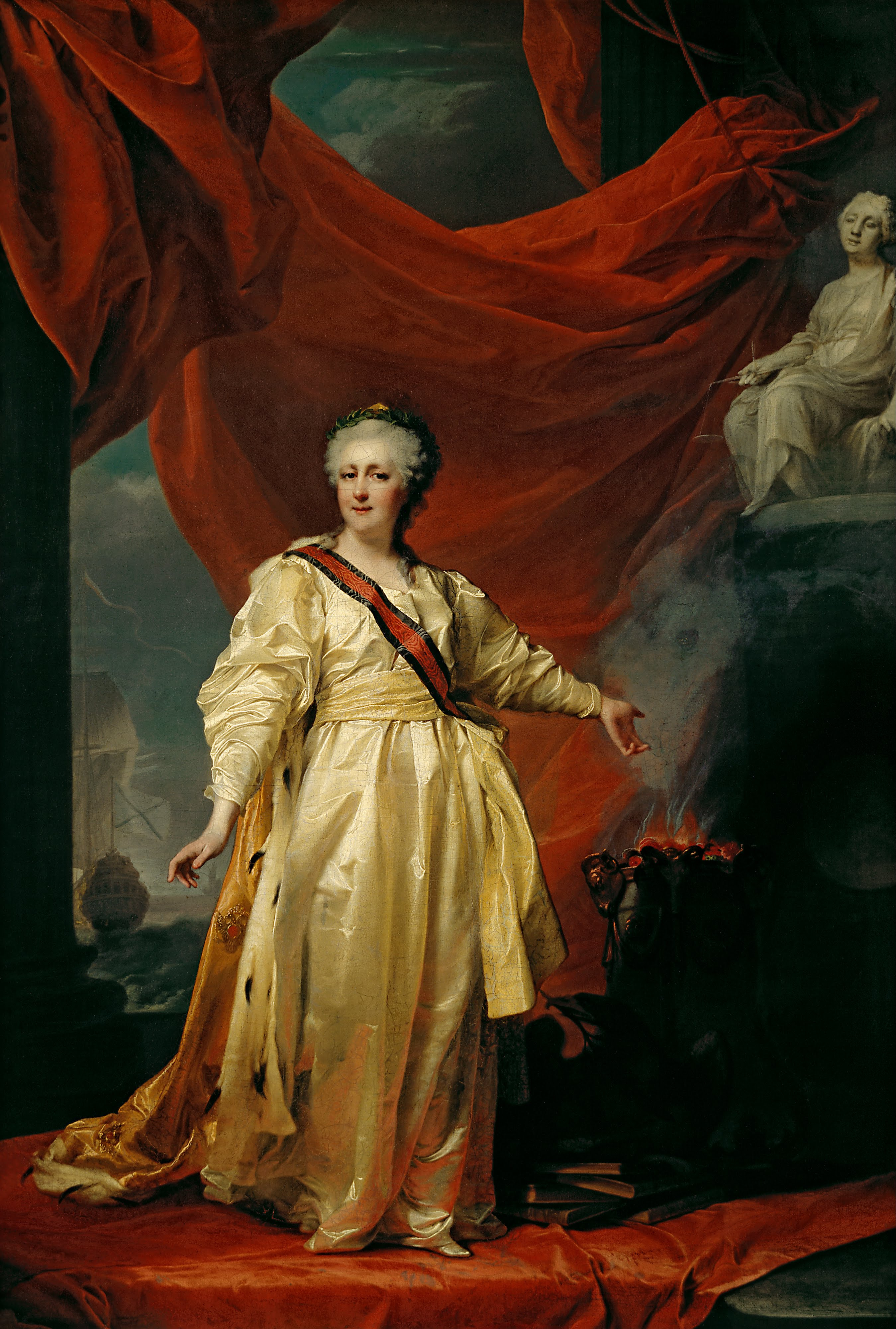
«Екатерина II – законодательница в храме богини Правосудия» (Левицкий Д. Г., 1783 год, Русский музей, Санкт-Петербург)

Долгое царствование Екатерины II 1762—1796 наполнено значительными и весьма противоречивыми событиями и процессами. Золотой век Российского дворянства был вместе с тем веком пугачёвщины, «Наказ» и Уложенная комиссия соседствовали с гонениями. И всё-таки Екатерина старалась проповедовать среди русского дворянства философию европейского Просвещения, с которой императрица была хорошо знакома. В этом смысле её правление нередко называют эпохой просвещённого абсолютизма. Историки спорят о том, чем был просвещённый абсолютизм — утопическим учением просветителей (Вольтер, Дидро и др.) об идеальном союзе королей и философов или политическим феноменом, нашедшим своё реальное воплощение в Пруссии (Фридрих II Великий), Австрии (Иосиф II), России (Екатерина II) и др. Эти споры небеспочвенны. Они отражают ключевое противоречие теории и практики просвещённого абсолютизма: между необходимостью радикально менять сложившийся порядок вещей (сословный строй, деспотизм, бесправие и др.) и недопустимостью потрясений, нуждой в стабильности, невозможностью ущемить ту социальную силу, на которой этот порядок держится, — дворянство. Екатерина II, как, быть может, никто другой, понимала трагическую непреодолимость этого противоречия: «Вы, — пеняла она французскому философу Д. Дидро, — пишете на бумаге, которая всё стерпит, я же, бедная императрица, — на коже человеческой, столь чувствительной и болезненной». Весьма показательна её позиция в вопросе о крепостном крестьянстве. Нет сомнений в отрицательном отношении императрицы к крепостному праву. Она не раз задумывалась о способах его отмены. Но дальше осторожных размышлений дело не пошло. Екатерина II ясно осознавала, что ликвидация крепостничества с негодованием будет воспринята дворянами. Крепостническое законодательство было расширено: помещикам разрешили на любой срок ссылать крестьян на каторгу, а крестьянам запрещалось подавать жалобы на помещиков.

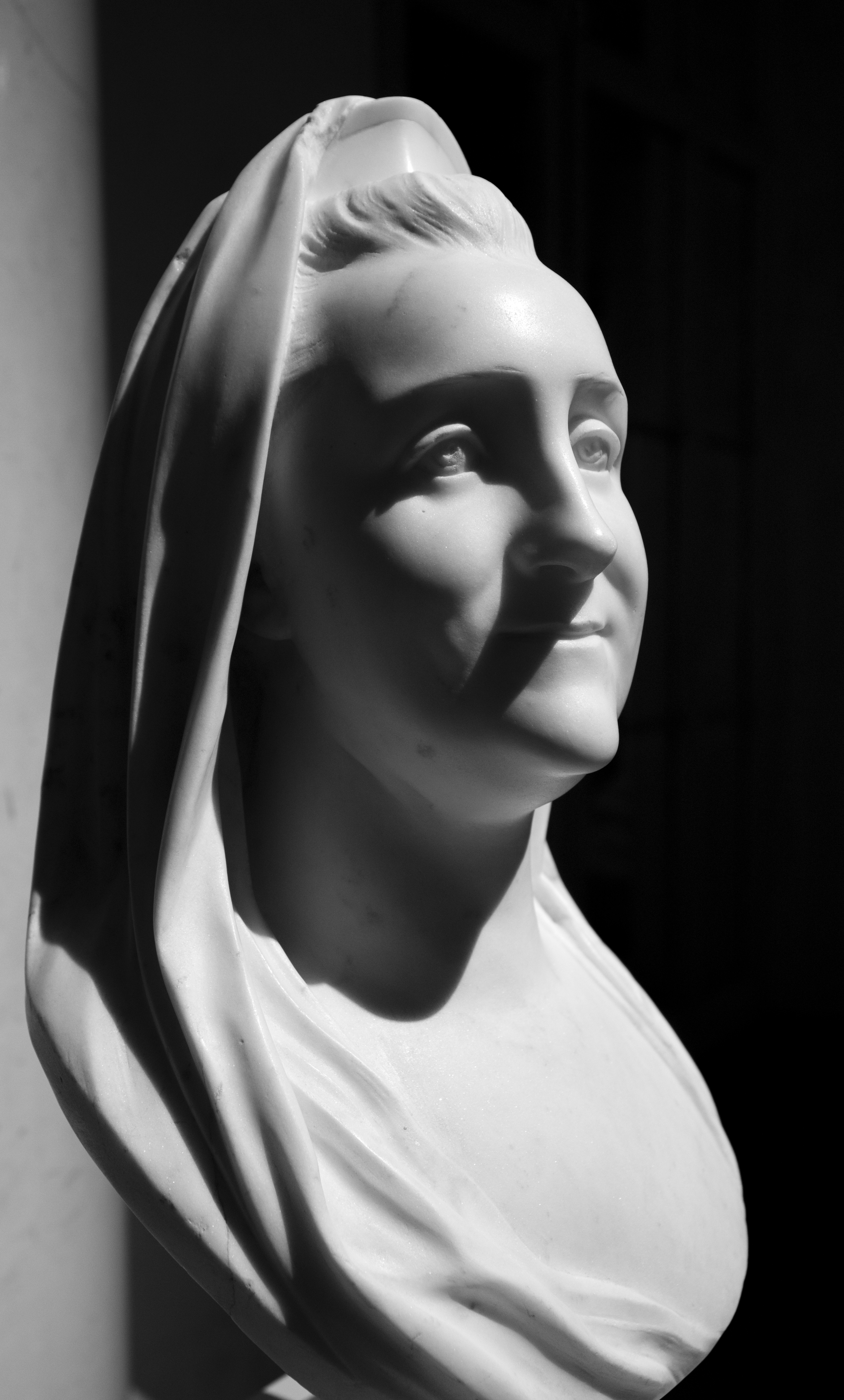
Портрет Екатерины II, скульптор Мари-Анна Колло, мрамор, 1769 год, Эрмитаж. Санкт-Петербург

Попытками преобразований в духе просвещённого абсолютизма были:
- созыв и деятельность Уложенной комиссии (1767—1768);
- реформа административно-территориального деления Российской империи;
- принятие Жалованной грамоты городам, оформившей права и привилегии «третьего сословия» — горожан. Городское сословие делилось на шесть разрядов, получило ограниченные права самоуправления, избирало городского голову и членов городской Думы;
- принятие в 1775 году манифеста о свободе предпринимательства, согласно которому для открытия предприятия не требовалось разрешения правительственных органов;
- реформы 1782—1786 годов в области школьного образования.

Конечно, эти преобразования имели ограниченный характер. Самодержавный принцип управления, крепостное право, сословный строй оставались незыблемыми. Крестьянская война Пугачёва (1773—1775), взятие Бастилии (1789) и казнь короля Людовика XVI (1793) не способствовали углублению реформ. Они шли с перерывами, в 1790-е годы и вовсе прекратились. Преследования А. Н. Радищева (1790), арест Н. И. Новикова (1792) не были случайными эпизодами. Они свидетельствуют о глубинных противоречиях просвещённого абсолютизма, невозможности однозначных оценок «золотого века Екатерины II».
Возможно, именно эти противоречия породили мнение, бытующее среди части историков, о чрезвычайном цинизме и лицемерии Екатерины II; хотя она и сама способствовала возникновению данного мнения своими словами и действиями. Прежде всего, основная масса населения России вследствие её действий стала ещё более бесправной, лишённой нормальных человеческих прав, хотя в её силах было добиться обратного — и для этого не обязательно было отменять крепостное право. Другие её действия, такие как ликвидация суверенной Польши, тоже вряд ли соответствовали идеям Просвещения, которых на словах она придерживалась. Кроме того, историки приводят примеры её конкретных слов и действий, подкрепляющие данное мнение:
- Как указывают В. О. Ключевский и Дж. Блюм, в 1771 году Екатерине показалось «неприличным», что крестьян продают на публичных торгах «с молотка», и она выпустила закон, запрещавший публичные торги. Но поскольку этот закон игнорировали, то Екатерина не стала добиваться его исполнения, а в 1792 году опять разрешила торговлю крепостными на аукционах, запретив при этом употреблять молоток аукциониста, что, по-видимому, показалось ей особенно «неприличным»[129][186].
- В другом приводимом ими примере речь идёт об указе Екатерины, запрещавшем крестьянам подавать жалобы на помещиков (за это теперь им грозило избиение кнутом и пожизненная каторга). Екатерина издала этот указ 22 августа 1767 года, «в то самое время как депутаты Комиссий слушали статьи „Наказа“ о свободе и равенстве»[129][187];
- Дж. Блюм приводит также следующий пример: помещики нередко выгоняли на улицу старых или больных крестьян (давая им при этом вольную), которые вследствие этого были обречены на смерть. Екатерина своим указом обязала помещиков перед этим брать у крестьян расписку, что они на это согласны[188]
- Как указывает Анри Труайя, Екатерина постоянно в своей переписке называла крепостных крестьян «рабами». Но стоило французскому просветителю Дидро во время встречи с ней употребить это слово, как она была страшно возмущена. «В России нет рабов, — заявила она. — Крепостные крестьяне в России духом своим независимы, хотя телом и испытывают принуждение»[189].
- Н. И. Павленко приводит ряд писем Екатерины Вольтеру. В одном из них (1769) она писала: «…наши налоги так необременительны, что в России нет мужика, который бы не имел курицы, когда он её захочет, а с некоторого времени они предпочитают индеек курам». В другом письме (1770), написанном в разгар голодомора и бунтов, охвативших разные части страны: «В России всё идёт обыкновенным порядком: есть провинции, в которых почти не знают того, что у нас два года продолжается война. Нигде нет недостатка ни в чём: поют благодарственные молебны, танцуют и веселятся»[190].

Особую тему представляют взаимоотношения Екатерины и французских просветителей (Дидро, Вольтер). Общеизвестно, что она была с ними в постоянной переписке, а они высказывали о ней высокое мнение. Однако многие историки пишут, что эти отношения носили характер очевидного «спонсорства», с одной стороны, и лести, с другой. Как пишет Н. И. Павленко, узнав, что Дидро нуждается в деньгах, Екатерина купила его библиотеку за 15 тыс. ливров, но не забрала её, а оставила ему, «назначив» его пожизненным смотрителем его же библиотеки с выплатой «жалованья» из русской казны в размере 1000 ливров в год. Вольтера осыпала разнообразными милостями и деньгами, и приобрела после смерти его библиотеку, выплатив щедрые суммы наследникам. Со своей стороны, и они не оставались в долгу. Дидро расточал похвалу и лесть в её адрес, а свои критические заметки «клал под сукно» (так, лишь после смерти были обнаружены его резкие критические «Замечания о Наказе» Екатерины). Как указывает К. Валишевский, Вольтер называл её «северной Семирамидой» и утверждал, что солнце, освещающее мир идей, перешло с Запада на Север; написал по «приготовленным» для него по приказанию Екатерины материалам историю Петра I, вызвавшую насмешки других европейских учёных.
А. Труайя отмечает, что Вольтер и Дидро соревновались в преувеличенных похвалах Екатерине, приводя соответствующие примеры (так, Дидро в свою очередь писал, что «ставит её на один уровень» с Цезарем, Ликургом и Солоном, выше Фридриха Великого, и лишь после встречи с ней в России его душа, ранее «душа раба», стала «душой свободной» и т. д.), и даже ревновали друг друга к её милостям и вниманию. Поэтому ещё А. С. Пушкин писал об «отвратительном фиглярстве» императрицы «в сношениях с философами её столетия», а по словам Фридриха Энгельса, «Двор Екатерины II превратился в столицу тогдашних просвещённых людей, особенно французов; …ей настолько удалось ввести в заблуждение общественное мнение, что Вольтер и многие другие воспевали „северную Семирамиду“ и провозглашали Россию самой прогрессивной страной в мире, отечеством либеральных принципов, поборником религиозной терпимости»
И тем не менее именно в эту эпоху появилось Вольное экономическое общество (1765), работали вольные типографии, шла горячая журнальная полемика, в которой лично участвовала императрица, были основаны Эрмитаж (1764) и Публичная библиотека в Санкт-Петербурге (1795), Смольный институт благородных девиц (1764) и педагогические училища в обеих столицах.

«Приметно было, — сообщает в своих записках назначенный в 1791 году статс-секретарем императрицы Г. Р. Державин, — что душа её более занята была военною славою и замыслами политическими, так что иногда не понимала она, что читано было ей в записках дел гражданских; но как имела необыкновенную остроту разума и великий навык, то тотчас спохватывалась и давала резолюции не столь основательные, однако же сносные, как то: с кем-либо снестись, переписаться и тому подобные. Вырывались также иногда у неё внезапно речи, глубину души её обнаруживавшие. Например: „Ежели б я прожила 200 лет, то бы, конечно, вся Европа подвержена б была Российскому скипетру“. Или: „Я не умру без того, пока не выгоню турков из Европы, не усмирю гордость Китая и с Индией не осную торговлю“. Или: „Кто дал, как не я, почувствовать французам право человека?“».

#### Екатерина и учебные заведения

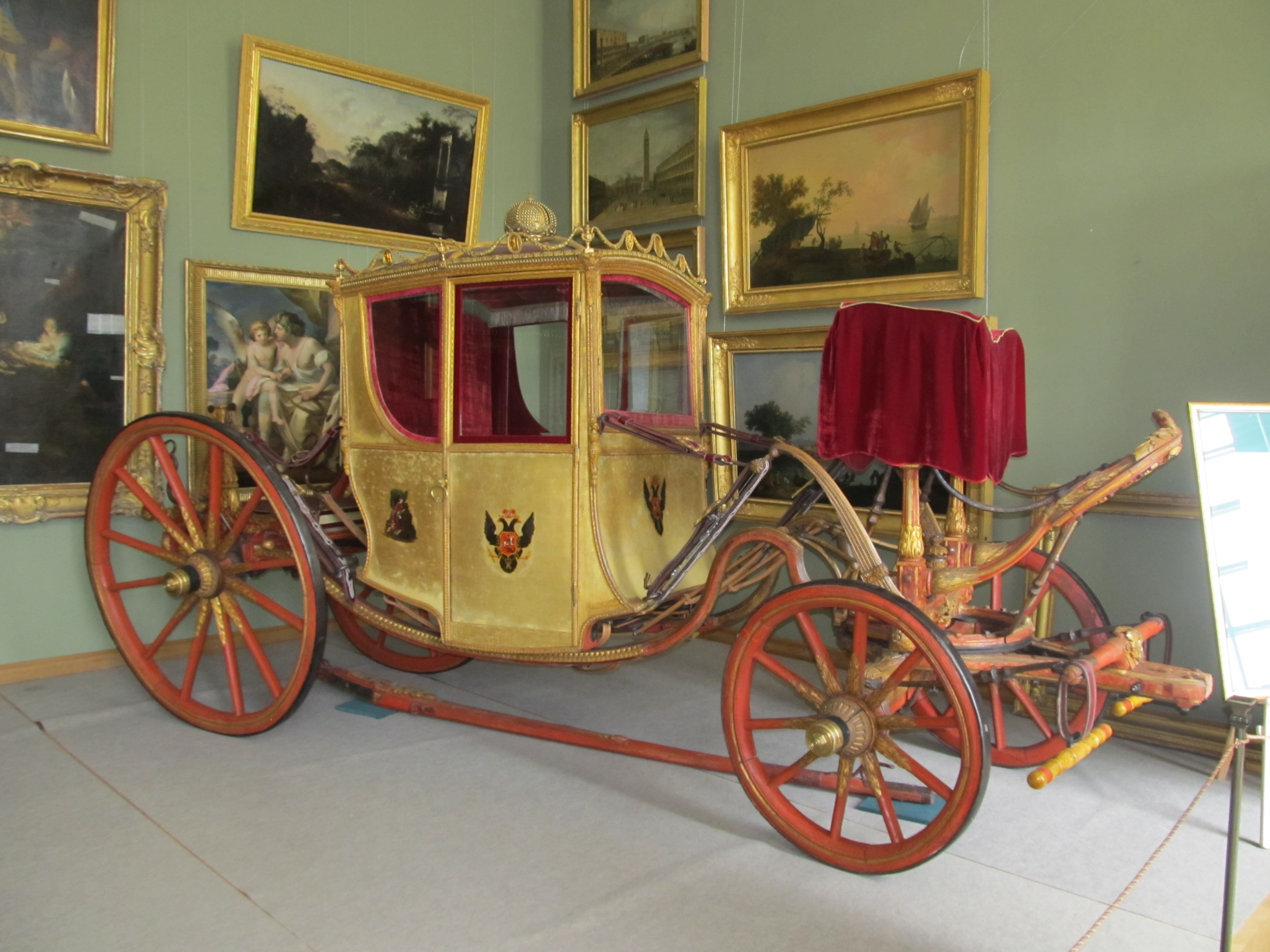
Дорожная карета-купе императрицы Екатерины II. Из коллекции Музея-усадьбы «Архангельское»

В мае 1764 года было основано первое в России учебное заведение для девочек — Смольный институт благородных девиц.
Следом открылся Новодевичий институт для воспитания мещанских девиц. Вскоре Екатерина II обратила внимание на Сухопутный шляхетский корпус, и в 1766 был принят его новый устав.
Разрабатывая Указ «Учреждений для управления губерний Всероссийской империи» в 1775 году, Екатерина II активно приступила к разрешению проблем в образовании. Обязанность открывать училища губернского и уездного уровня ею была возложена на приказы общественного призрения.
В 1780 году Екатерина совершила инспекционную поездку по северо-западным областям России. Эта поездка показала достигнутые успехи и то, что ещё предстояло сделать в будущем. Например, в Пскове ей доложили, что школу для мещанских детей, в отличие от дворянских, так и не открыли. Екатерина немедленно пожаловала 1000 руб. на заведение городской школы, 500 руб. — на духовную семинарию, 300 — на сиротский приют и 400 — на богадельню. В 1777 году было открыто государственное Коммерческое училище для купечества.
В Санкт-Петербурге Екатерина II на собственные средства в 1781 году основала учебное заведение при Исаакиевском соборе. В том же году при храмах было организовано ещё шесть школ. К 1781 году в них обучалось 486 человек.
Вместе с тем, как пишет историк Казимир Валишевский, «Начало народному образованию в том виде, как оно существует теперь в России, было положено учебными заведениями, открытыми в Петербурге Новиковым, которого Екатерина считала врагом и вознаградила тюрьмой и цепями за его труд на благо России».

#### Екатерина — литератор и издатель

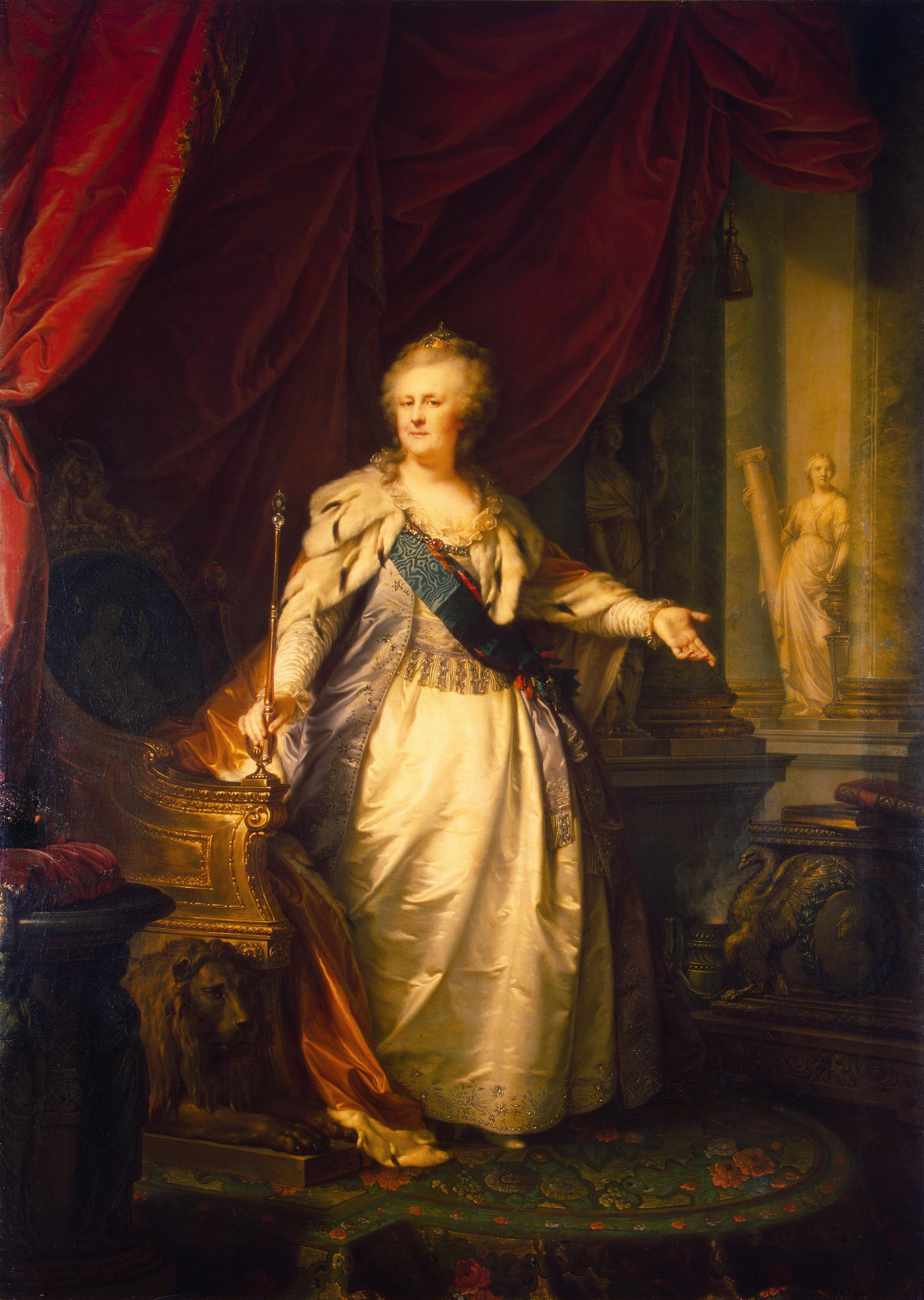
Портрет работы Лампи Старшего, 1793

Екатерина принадлежала к числу немногочисленных монархов, которые интенсивно общались со своими подданными и прямо, путём составления манифестов, инструкций, законов, полемических статей, и косвенно, путём написания сатирических сочинений, исторических драм и педагогических опусов. В своих мемуарах Екатерина признавалась: «Я не могу видеть чистого пера без того, чтобы не испытывать желания немедленно окунуть его в чернила».
Екатерина занималась литературной деятельностью, оставив после себя большое собрание сочинений — записки, переводы, басни, сказки, комедии «О, время!», «Именины госпожи Ворчалкиной», «Передняя знатного боярина», «Госпожа Вестникова с семьёю», «Невеста невидимка» (1771—1772), эссе, либретто к пяти операм («Февей», «Новгородской богатырь Боеславичь», «Храброй и смелой витязь Ахридеичь», «Горебогатырь Косометович», «Федул с детьми»; премьеры состоялись в Санкт-Петербурге в 1786—1791 годах). Екатерина выступила инициатором, организатором и автором либретто помпезного национально-патриотического проекта — «исторического действа» «Начальное управление Олега», для которого привлекла лучших композиторов, певцов и хореографов (премьера состоялась в Петербурге 22 октября (2 ноября) 1790 года). Все петербургские спектакли по произведениям Екатерины были обставлены чрезвычайно богато. Оперы «Февей» и «Горебогатырь», а также оратория «Начальное управление» были изданы в клавире и партитуре (что по тем временам в России — необычайная редкость).
Екатерина участвовала в еженедельном сатирическом журнале «Всякая всячина», издававшемся с 1769 года. Императрица обратилась к журналистике с целью воздействия на общественное мнение, поэтому главной идеей журнала была критика человеческих пороков и слабостей. Другими предметами иронии были суеверия населения. Сама Екатерина называла журнал: «Сатира в улыбательном духе».
Однако некоторые историки полагают, что ряд её сочинений и даже писем был написан не ею самой, а некими анонимными авторами, указывая на слишком резкие различия в стиле, правописании и т. д. между разными её сочинениями. К. Валишевский считает, что некоторые её письма могли быть написаны Андреем Шуваловым, а литературные произведения — Н. И. Новиковым в период их «примирения» после 1770 г. Так, все её комедии, имевшие успех, были написаны лишь в период её «дружбы» с Новиковым, в то же время написанную позднее комедию «Горе-Богатырь» (1789) критикуют за грубость и пошлость, нехарактерную для комедий 70-х годов.
Ревниво относилась к негативным оценкам её творчества (если таковые имели место). Так, узнав после смерти Дидро о его критической записке в адрес её «Наказа», она в письме Гримму 23 ноября (4 декабря) 1785 года выступила с грубыми высказываниями в адрес французского просветителя.

#### Развитие культуры и искусства
Екатерина считала себя «философом на троне» и благосклонно относилась к эпохе Просвещения, состояла в переписке с Вольтером, Дидро, д’Аламбером. При ней в Санкт-Петербурге появились Эрмитаж и Публичная библиотека. Она покровительствовала различным областям искусства — архитектуре, музыке, живописи. Нельзя не упомянуть и о инициированном Екатериной массовом заселении немецких семей в различные регионы современной России, Украины, а также стран Прибалтики. Целью являлась модернизация русской науки и культуры.
Вместе с тем, многие историки указывают на односторонний характер такого покровительства со стороны Екатерины. Деньгами и наградами щедро одаривались в основном иностранные деятели науки и культуры, которые разносили за рубежом славу о Екатерине II. Особенно разителен контраст в отношении отечественных художников, скульпторов и литераторов. «Екатерина не оказывает им поддержки, — пишет Анри Труайя, — и проявляет к ним чувство, среднее между снисходительностью и презрением. Живя в России, Фальконе возмущался грубостью царицы по отношению к отличному художнику Лосенко. „Бедняга, униженный, без куска хлеба, хотел уехать из Санкт-Петербурга и приходил ко мне изливать своё горе“, — пишет он. Путешествовавший по России Фортиа де Пилес удивляется, что Её величество допускает, чтобы талантливый скульптор Шубин ютился в тесной каморке, не имея ни моделей, ни учеников, ни официальных заказов. За всё своё царствование Екатерина сделала заказ или дала субсидии очень немногим русским художникам, зато не скупилась на закупки произведений иностранных авторов».

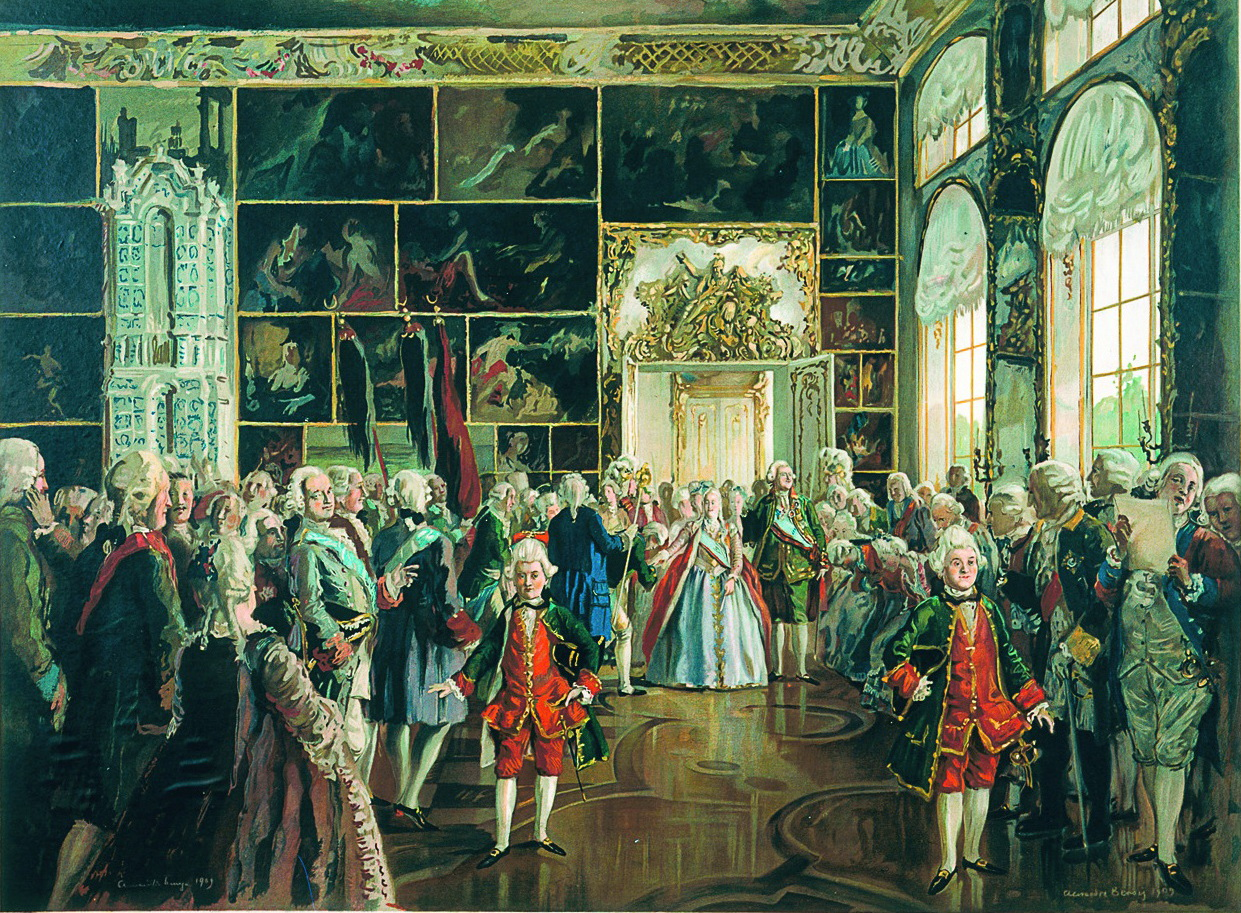
А. Н. Бенуа. Выход Екатерины II ко двору

Как отмечает Н. И. Павленко, «поэт Г. Р. Державин за всю жизнь службы при дворе получил лишь 300 душ крестьян, две золотые табакерки и 500 руб.», хотя являлся не только литератором, но и чиновником, выполнявшим различные поручения, в то время как иностранные писатели, ничего особенного не делая, получали от неё целые состояния. В то же время, хорошо известно, какую «награду» получил от неё ряд русских писателей Радищев, Новиков, Кречетов, Княжнин, которые были репрессированы, а их произведения — запрещены и сожжены.
Как пишет К. Валишевский, Екатерина окружила себя «посредственностями из иностранных художников» (Бромптон, Кениг и др.), бросив на произвол судьбы талантливых русских художников и скульпторов. Гравёру Гавриилу Скородумову, изучавшему своё искусство во Франции и выписанному Екатериной оттуда в 1782 году, не нашлось работы при дворе её величества, и он был вынужден работать в качестве плотника или подмастерья. Скульптор Шубин и художник Лосенко не получали заказов от императрицы и её придворных и пребывали в нищете; Лосенко с отчаяния отдался пьянству. Зато когда он умер, и выяснилось, что он был великим художником, пишет историк, Екатерина «охотно присоединила его апофеоз к своему величию». «В общем, национальное искусство, — заключает Валишевский, — обязано Екатерине только несколькими моделями Эрмитажа, послужившими для изучения и подражания русским художникам. Но, кроме этих моделей, она не дала ему ничего: даже куска хлеба».
Известен и эпизод с Михаилом Ломоносовым, произошедший в самом начале правления Екатерины II: в 1763 году Ломоносов, не выдерживая одиночной борьбы в споре между норманистами и антинорманистами, подал прошение об отставке в чине статского советника (тогда он был коллежским советником); Екатерина поначалу удовлетворила его просьбу, но после отменила своё решение, очевидно не желая ссориться с одним из виднейших российских учёных. 7 июня 1764 года Екатерина II лично посетила дом Ломоносова, оказав ему этим честь, и «изволила смотреть производимые им работы мозаичного художества… и новоизобретенные им физические инструменты и некоторые физические и химические опыты», но в январе 1765 года она разрешила молодому немецкому историку Шлёцеру доступы к историческим архивам, против чего выступил Ломоносов, который предполагал, что Шлёцер их вывозит за границу в целях публикации и обогащения (здесь, возможно, имеет место и личное оскорбление Ломоносова, которому не позволили посещение этих архивов); но его упрёки остались без ответа, тем более что уже в январе 1765 года он заболел пневмонией и в апреле умер.

#### Екатерина II и пропаганда
Почасту ходишь ты пешком,

И пища самая простая

Бывает за твоим столом;

Не дорожа твоим покоем,

Читаешь, пишешь пред налоем

И всем из твоего пера

Блаженство смертным проливаешь;

...

Тебе единой лишь пристойно,

Царевна! свет из тьмы творить;

Деля Хаос на сферы стройно,

Союзом целость их крепить;

Из разногласия согласье

И из страстей свирепых счастье

Ты можешь только созидать.

Так кормщик, через понт плывущий,

Ловя под парус ветр ревущий,

Умеет судном управлять.
Многие историки указывают, что исключительно большую роль в деятельности Екатерины играла пропаганда, а некоторые даже полагают, что пропаганда была основным смыслом всего её царствования. В числе очевидных примеров пропагандистских акций Екатерины II указывают:
1. Объявленный в 1765 году под эгидой Вольного экономического общества конкурс на лучшее решение крестьянского вопроса. В течение 2 лет были присланы 162 конкурсные работы, в том числе 155 — из-за рубежа. Премия была присуждена члену Дижонской академии Беарде де Лабею, который представил «взвешенное» сочинение, предлагавшее не спешить ни с отменой крепостного права, ни с наделением крестьян землёй, а сначала подготовить крестьян к восприятию свободы. Как пишет Н. И. Павленко, несмотря на широкий резонанс, который конкурс имел в России и за рубежом, «конкурсные сочинения держались в секрете, их содержание было достоянием лиц, входивших в конкурсную комиссию»[204].
2. «Наказ» Екатерины (1766 год) и работа Уложенной комиссии (1767—1768 годы), дебаты которой длились полтора года с участием более 600 депутатов и завершились роспуском комиссии. «Наказ» в течение царствования Екатерины только в России издавался 7 раз, и «приобрёл широкую известность не только в России, но и за её пределами, ибо был переведён на основные европейские языки»[205].

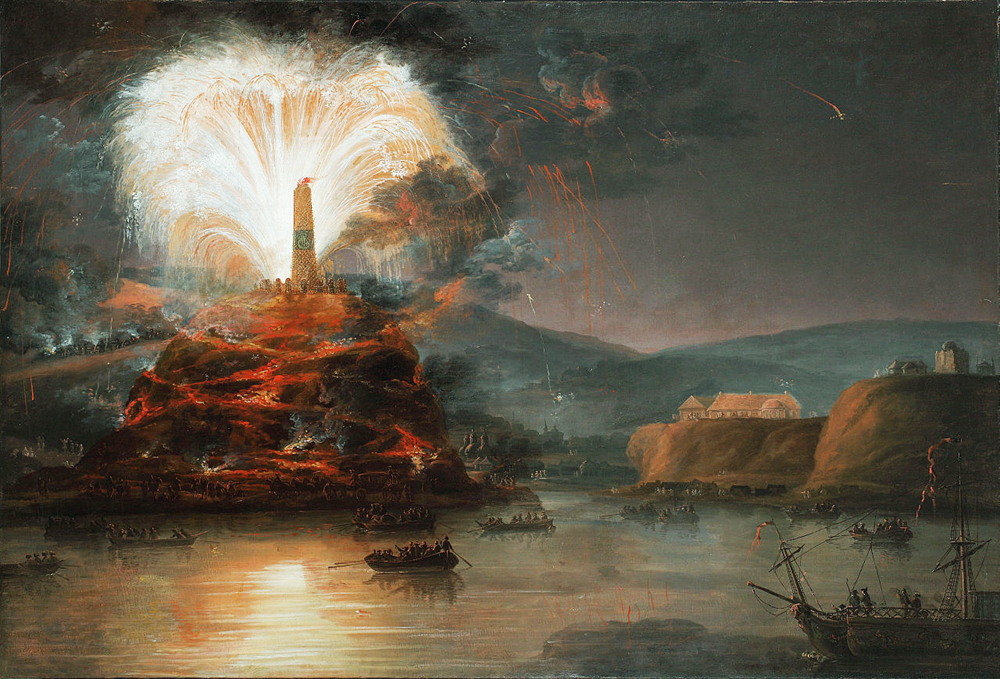
Ян Богумил Плерш. Иллюминация по случаю проезда Екатерины через Канев в Крым в 1787

1. Поездка Екатерины и её свиты в 1787 году с большой группой иностранцев (всего — около 3000 человек) из Санкт-Петербурга на юг России для прославления побед России над Османской империей и успехов в освоении завоёванных земель. Обошлась казне в сумму от 7 до 10 миллионов руб. Для организации поездки: в некоторых городах по пути следования специально строились здания, в которых останавливался кортеж; срочно производились (по свидетельству графа Ланжерона) ремонт и покраска фасадов зданий вдоль продвижения кортежа, а население было обязано надевать лучшие одежды в день его проезда; из Москвы (по свидетельству М. М. Щербатова) были удалены все нищие[46]; была организована инсценировка битвы под Полтавой, в которой участвовало 50 тысяч человек; некоторые города (Бахчисарай) были иллюминированы многочисленными огнями, так что и ночью сияли как днём. В Херсоне гостей встречала надпись: «Путь в Константинополь». Как отмечает Н. И. Павленко, в это время в России была засуха, и надвигался голод, охвативший затем всю страну; а Турция расценила всё мероприятие как провокацию и немедленно начала с Россией новую войну[206]. В Европе же после этой поездки появился миф о «потёмкинских деревнях», сооружённых Потёмкиным специально для «пускания пыли в глаза» императрице.
2. Среди достижений екатерининского царствования фигурировала цифра в 3161 фабрик и заводов, построенных к 1796 году[207], в то время как до начала царствования Екатерины II число фабрик и заводов на территории Российской империи исчислялось лишь несколькими сотнями. Однако как установил академик С. Г. Струмилин, эта цифра сильно завышала действительное число фабрик и заводов, поскольку в неё, «лишь для пущего прославления этой царицы», были включены даже кумысные «фабрики» и овчарные «заводы»[208].
3. Письма Екатерины иностранцам (Гримму, Вольтеру и т. д.), как полагают историки, также являлись частью её пропаганды. Так, К. Валишевский сравнивает её письма иностранцам с работой современного агентства новостей, и далее пишет: «её письма к любимым корреспондентам, как Вольтер и Гримм во Франции и Циммерман и отчасти г-жа Бельке в Германии, нельзя назвать иначе, как чисто публицистическими статьями. Ещё прежде, чем быть напечатанными, её письма к Вольтеру становились достоянием всех следивших за малейшим поступком и словом фернейского патриарха, а следил за ними буквально весь образованный мир. Гримм, хотя и не показывал обыкновенно её писем, но рассказывал зато их содержание всюду, где бывал, а бывал он во всех домах Парижа. То же можно сказать и про остальную переписку Екатерины: она была её газетой, а отдельные письма — статьями»[209].
4. Так, в одном из писем Гримму она совершенно серьёзно его уверяла, что в России нет худощавых людей, только упитанные[46]. В письме Бельке в конце 1774 года она писала: «Бывало прежде, проезжая по деревне, видишь маленьких ребятишек в одной рубашке, бегающих босыми ногами по снегу; теперь же нет ни одного, у которого не было бы верхнего платья, тулупа и сапогов. Дома по-прежнему деревянные, но расширились и большая часть их уже в два этажа»[190]. В письме Гримму в 1781 году она представила ему «итог» своего царствования, где наряду с количеством учреждённых ею губерний и городов и одержанных побед, указала, между прочим, что выпустила 123 «указа об облегчении участи народа»[210].
5. В письме Бельке 18 (29) мая 1771 года, после того как в Москве началась эпидемия и был введён официальный карантин, она писала: «Тому, кто вам скажет, что в Москве моровая язва, скажите, что он солгал…»[190].

## Личная жизнь

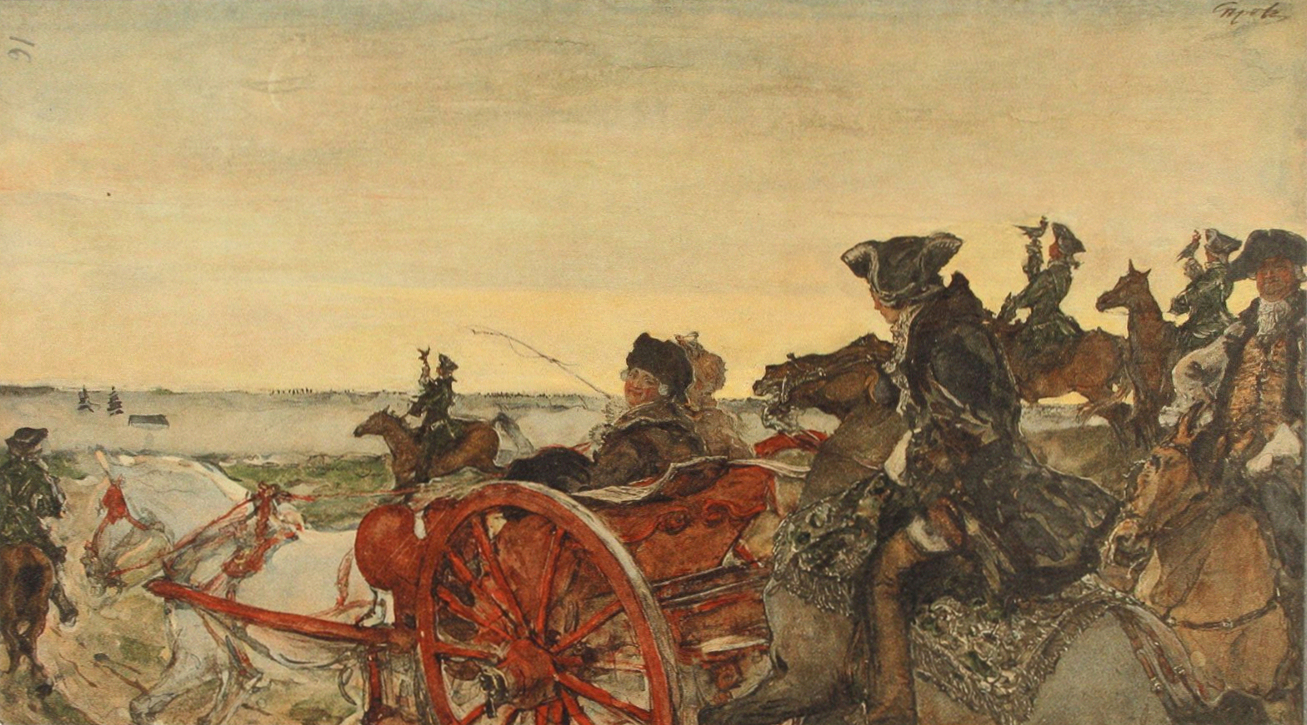
Екатерина на соколиной охоте. Картина В. Серова

В отличие от своей предшественницы, Екатерина не вела для собственных нужд широкого дворцового строительства. Для комфортабельного перемещения по стране она обустроила сеть небольших путевых дворцов вдоль дороги из Петербурга в Москву (от Чесменского до Петровского) и лишь в конце жизни занялась возведением новой загородной резиденции в Пелле (не сохранилась). Кроме того, её заботило отсутствие просторной и современной резиденции в Москве и её окрестностях. Хотя она бывала в старой столице не часто, Екатерина на протяжении ряда лет лелеяла планы перестройки Московского Кремля, а также строительства пригородных дворцов в Лефортове, Коломенском и Царицыне. По разным причинам ни один из этих проектов не был доведён до конца.
Екатерина II была брюнеткой среднего роста. Она получила известность своими связями с многочисленными любовниками, список которых, составленный писателем М. Н. Лонгиновым и опубликованный историком Петром Бартеневым в журнале «Русский архив», только за период с 1753 по 1796 год, то есть за 43 года, насчитывает 15 человек. Самыми известными из них были Сергей Салтыков, Григорий Орлов, конной гвардии поручик Васильчиков, Григорий Потёмкин, гусар Семён Зорич, Александр Ланской; последним фаворитом был корнет Платон Зубов, ставший генералом. С Потёмкиным, по некоторым данным, Екатерина была тайно обвенчана (1775, см. Свадьба Екатерины II и Потёмкина). После 1762 года она планировала брак с Орловым, однако по советам приближённых отказалась от этой идеи.
Любовные связи Екатерины отмечены чередой скандалов. Так, Григорий Орлов, будучи её фаворитом, в то же самое время (по свидетельству Михаила Щербатова) сожительствовал со всеми её фрейлинами и даже со своей двоюродной 13-летней сестрой. Фаворит императрицы Ланской употреблял возбуждающее средство для увеличения «мужской силы» (контарид) во всё возрастающих дозах, что, по-видимому, по заключению придворного врача Вейкарта, явилось причиной его неожиданной смерти в юном возрасте. Её последнему фавориту Платону Зубову было чуть более 20 лет, тогда как Екатерина в то время находилась в возрасте старше 60 лет. Историками упоминается множество других скандальных подробностей («взятка» в 100 тыс. руб., уплачивавшаяся Потёмкину будущими фаворитами императрицы, многие из которых являлись до этого его адъютантами, опробование их «мужской силы» её фрейлинами и т. д.).
Недоумение современников, в том числе иностранных дипломатов, австрийского императора Иосифа II и т. д., вызывали восторженные отзывы и характеристики, которые давала Екатерина своим молодым фаворитам, большей частью лишённым каких-либо выдающихся талантов. Как пишет Н. И. Павленко, «ни до Екатерины, ни после неё, распутство не достигало столь широких масштабов и не проявлялось в такой откровенно вызывающей форме».

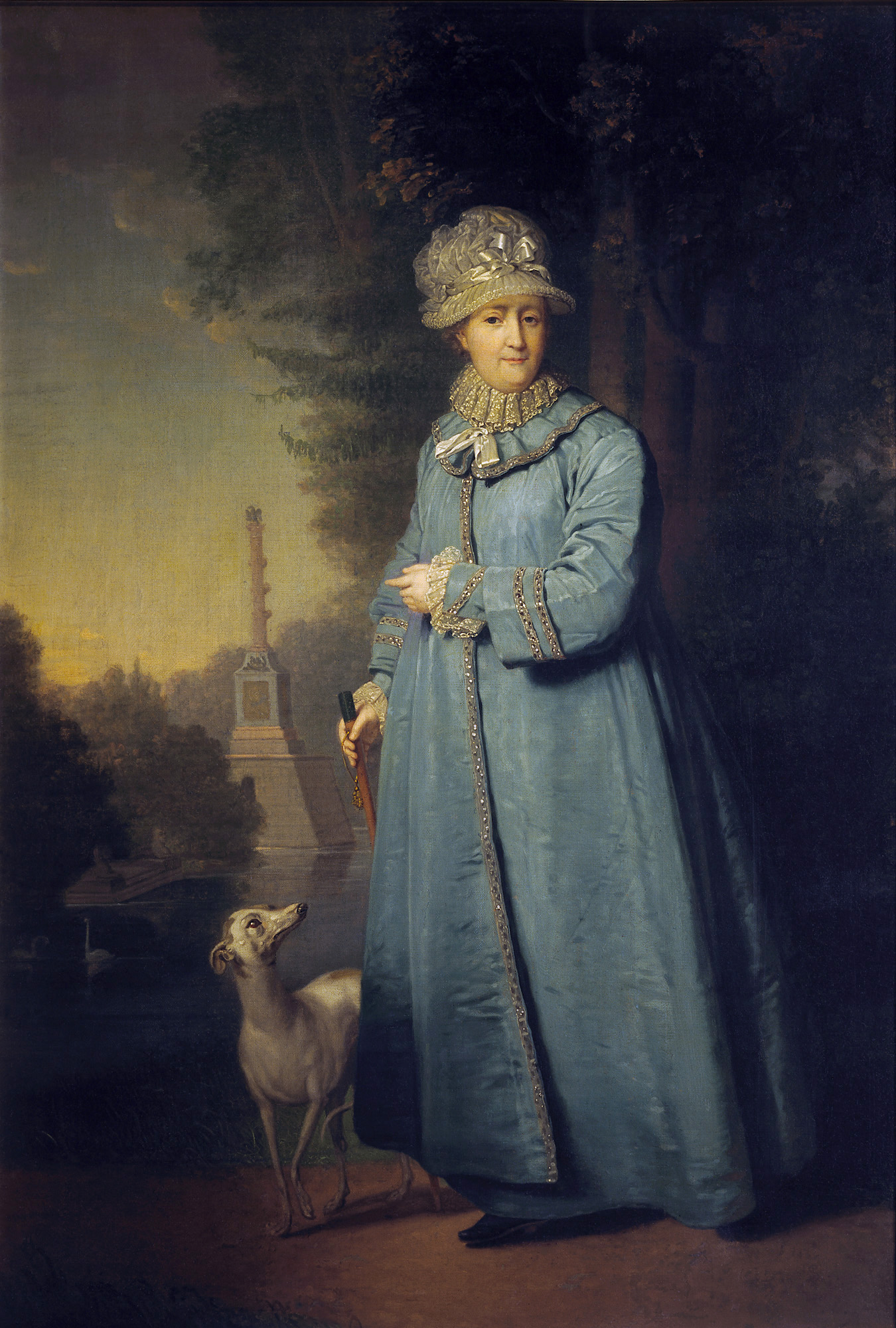
Екатерина II на прогулке в Царскосельском парке. Картина художника Владимира Боровиковского, 1794 год

В Европе «разврат» Екатерины был не таким уж редким явлением на фоне общей распущенности нравов XVIII века. Большинство королей (за исключением, пожалуй, Фридриха Великого, Людовика XVI и Карла XII) имело многочисленных любовниц. Однако это не относится к царствовавшим королевам и императрицам. Так, австрийская императрица Мария Терезия писала об «отвращении и ужасе», которые ей вселяют такие персоны, как Екатерина II, и это отношение к последней разделяла её дочь Мария-Антуанетта. Как в связи с этим писал К. Валишевский, сравнивая Екатерину II c Людовиком XV, «различие полов до скончания веков, думаем мы, будет придавать глубоко неодинаковый характер одним и тем же поступкам, смотря по тому, совершены ли они мужчиной или женщиной… к тому же любовницы Людовика XV никогда не влияли на судьбы Франции».
Имеются многочисленные примеры того, какое исключительное влияние (как отрицательное, так и положительное) оказали фавориты Екатерины (Орлов, Потёмкин, Платон Зубов и др.) на судьбу страны, начиная с 28 июня 1762 года и вплоть до смерти императрицы, а также на её внутреннюю, внешнюю политику и даже на военные действия. Как пишет Н. И. Павленко, в угоду фавориту Григорию Потёмкину, который завидовал славе фельдмаршала Румянцева, этот выдающийся полководец и герой русско-турецких войн был отстранён Екатериной от командования армией и вынужден был удалиться в своё имение. Другой же, весьма посредственный полководец, Мусин-Пушкин, наоборот, продолжал руководить армией, несмотря на свои промахи в военных кампаниях (за которые сама императрица его называла «сущим болваном»), — благодаря тому, что был «фаворитом 28 июня», одним из тех, кто помог Екатерине захватить трон.
Кроме того, институт фаворитизма отрицательно действовал на нравы высшего дворянства, которое искало выгод через лесть новому фавориту, пыталось провести в любовники к государыне «своего человека» и т. п. Современник М. М. Щербатов писал о том, что фаворитизм и распутство Екатерины II способствовали падению нравов дворянства той эпохи, с чем историки согласны.
У Екатерины было двое сыновей: Павел Петрович (1754 года рождения — было распространено мнение, что в действительности он был не сыном Петра III, а Сергея Салтыкова) и Алексей Бобринский (1762 года рождения — сын Григория Орлова), а также умершая во младенчестве дочь Анна Петровна (1757—1759, возможно, от будущего короля Польши Станислава Понятовского). Менее вероятно материнство Екатерины в отношении воспитанницы Потёмкина по имени Елизавета, которая появилась на свет, когда императрица находилась в возрасте старше 45 лет.
Переводчик Коллегии иностранных дел Иван Пакарин выдавал себя за сына (а по другой версии — за зятя Екатерины II).

## Награды
- Орден Святой Екатерины (10 (21) февраля 1744)
- Орден Святого Андрея Первозванного (28 июня (9 июля) 1762)
- Орден Святого Александра Невского (28 июня (9 июля) 1762)
- Орден Святой Анны (28 июня (9 июля) 1762)
- Орден Святого Георгия 1-й ст. (26 ноября (7 декабря) 1769)
- Орден Святого Владимира 1-й ст. (22 сентября (3 октября) 1782)
- Прусский Орден Чёрного орла (1762)
- Шведский Орден Серафимов (5 (16) августа 1763)
- Польский Орден Белого орла (1787)

Знаки и звёзды орденов, принадлежавших императрице Екатерине II, находятся в настоящее время в экспозиции музея Оружейная палата (зал 4, витрина 29).

## Титулы
1762
- Божiею поспѣшествующею милостiю Мы, Екатерина II, Императрица и Самодержица Всероссiйская, Московская, Кiевская, Владимiрская, Новгородская, Царица Казанская, Царица Астраханская, Царица Сибирская, Государыня Псковская, и Великая Княгиня Смоленская, Княгиня Эстляндская, Лифляндская, Корельская, Тверская, Югорская, Пермская, Вятская, Болгарская и иныхъ Государыня, и Великая Княгиня Новагорода, Низовскiя земли, Черниговская, Рязанская, Ростовская, Ярославская, Бѣлоозерская, Удорская, Обдорская, Кондiйская и всея Сѣверныя страны Повелительница и Государыня, Иверскiя земли, Карталинскихъ и Грузинскихъ Царей и Кабардинскiя земли, Черкасскихъ и Горскихъ Князей, и иныхъ наслѣдная Государыня и Обладательница[226].

1784
- Божiею поспѣшествующею милостiю Мы Екатерина Вторая, Императрица и Самодержица Всероссiйская: Московская, Кiевская, Владимiрская, Новгородская, Царица Казанская, Царица Астраханская, Царица Сибирская, Царица Херсониса Таврическаго, Государыня Псковская и Великая Княгиня Смоленская, Княгиня Эстляндская, Лифляндская, Корельская, Тверская, Югорская, Пермская, Вятская, Болгарская и иныхъ Государыня, и Великая Княгиня Новагорода Низовскiя земли, Черниговская, Рязанская, Полоцкая, Ростовская, Ярославская, Бѣлоозерская, Удорская, Обдорская, Кондiйская, Витебская, Мстиславская, и всея сѣверныя страны Повелительница, и Государыня Иверскiя земли, Карталинскихъ и Грузинскихъ Царей и Кабардинскiя земли, Черкаскихъ и Горскихъ Князей, и иныхъ наслѣдная Государыня и Обладательница[227].

## Художественные образы Екатерины

### В кино
- «Forbidden Paradise», 1924. В роли Екатерины — Пола Негри
- «Орёл», США, 1925. В роли Екатерины — Луиза Дрессер
- «Каприз Екатерины II», 1927, УССР. В роли Екатерины — Вера Аргутинская
- «Распутная императрица», 1934, США — Марлен Дитрих
- «Возвышение Екатерины Великой», 1934, Англия — Элизабет Бергнер
- «Мюнхгаузен», 1943 — Бригитта Хорни.
- «Королевский скандал», 1945, США — Таллула Бэнкхэд.
- «Адмирал Ушаков», 1953. В роли Екатерины — Ольга Жизнева.
- «Джон Пол Джонс», 1959 — Бетт Дейвис
- «Вечера на хуторе близ Диканьки», 1961 — Зоя Василькова.
- «Катерина из России», 1963, Италия. В роли Екатерины — Хильдегард Кнеф.
- «Екатерина Великая» — Жанна Моро
- «Пропавшая грамота», 1972 — Лидия Вакула
- «Есть идея!», 1977 — Алла Ларионова
- «Емельян Пугачёв», 1978 — Вия Артмане
- «Царская охота», 1990 — Светлана Крючкова.
- «Виват, гардемарины!», 1991. В роли принцессы Фике (будущей Екатерины) — Кристина Орбакайте.
- «Молодая Екатерина», 1991. В роли Екатерины — Джулия Ормонд
- «Гардемарины-3», 1992. В роли принцессы Фике (будущей Екатерины) — Кристина Орбакайте.
- «Сны о России», 1992 — Марина Влади
- «Анекдотиада», 1993 — Ирина Муравьёва
- «Русский бунт», 2000 — Ольга Антонова
- «Русский ковчег», 2002 — Мария Кузнецова
- «Золотой век», 2003 — Вия Артмане
- «Как казаки», 2009 — Нонна Гришаева.
- «Государыня и разбойник», 2009. В роли Екатерины — Алёна Ивченко.
- «Пираты Эгейского моря», 2012. В роли Екатерины — Катрин Денёв.
- «Медный всадник России», 2019. В роли Екатерины — Ольга Белова.
- «Гардемарины 1787. Мир», 2020. В роли Екатерины — Кристина Орбакайте.
- «Екатерина II. Закат Великой», 2022. В роли Екатерины — Ольга Лебедева.

Телефильмы и сериалы
- «Great Catherine», 1968. В роли Екатерины — Жанна Моро
- «Meeting of Minds», 1977. В роли Екатерины — Джейн Медоуз.
- «Капитанская дочка», 1978. В роли Екатерины — Наталья Гундарева.
- «Михайло Ломоносов», 1986. В роли Екатерины — Катрин Кохв.
- «Katharina, die nackte Zarin», 1983. В роли Екатерины — Уши Карнат.
- «Россия», Англия, 1986. В роли — Валентина Азовская.
- «Графиня Шереметева», 1988. В роли Екатерины — Лидия Федосеева-Шукшина.
- «Екатерина Великая», 1995. В роли Екатерины — Кэтрин Зета-Джонс.
- «Вечера на хуторе близ Диканьки», 2002. В роли Екатерины — Лидия Федосеева-Шукшина.
- «Фаворит», 2005. В роли Екатерины — Наталья Суркова.
- «Catherine the Great», 2005. В роли Екатерины — Эмили Бруни.
- «Пером и шпагой», 2007. В роли Екатерины — Александра Куликова.
- «Тайна Маэстро», 2007. В роли Екатерины — Олеся Жураковская.
- «Мушкетёры Екатерины», 2007. В роли Екатерины — Алла Одинг.
- «Серебряный самурай», 2007. В роли Екатерины — Татьяна Полонская.
- «Капитанская дочка», 2012. В роли Екатерины — Эдвидж Фенек.
- «Романовы. Фильм Пятый», 2013. В роли молодой Екатерины — Василиса Елпатьевская; в зрелости — Анна Яшина.
- «Екатерина», 2014. В роли Екатерины — Марина Александрова.
- «Великая», 2015. В роли Екатерины — Юлия Снигирь.
- «Екатерина. Взлёт», 2016. В роли Екатерины — Марина Александрова.
- «Кровавая барыня», 2018. В роли Екатерины — Северия Янушаускайте.
- «Екатерина. Самозванцы», 2019. В роли Екатерины — Марина Александрова.
- «Екатерина Великая», 2019. В роли Екатерины — Хелен Миррен.
- «Великая», 2020. В роли Екатерины — Эль Фэннинг.
- «Екатерина. Фавориты», 2022. В роли Екатерины — Марина Александрова.
- «Царская прививка», 2023. В роли Екатерины — Ирина Пегова.

### В художественной прозе и драматургии
- Николай Гоголь. «Ночь перед Рождеством» (1832)
- Александр Пушкин. «Капитанская дочка» (1836)
- Григорий Данилевский. «Княжна Тараканова» (1883)
- Евгений Салиас. «Петербургское действо» (1884), «В старой Москве» (1885), «Сенатский секретарь» (1896), «Петровские дни» (1903)
- Люси Мюрат. «Любовные утехи Екатерины II» (1910)
- Наталья Манасеина. «Цербстская принцесса» (1912)
- Бернард Шоу. «Великая Екатерина» (1913)
- Лев Жданов. «Последний фаворит» (1914)
- Марк Алданов. «Девятое термидора», «Чёртов мост».
- Пётр Краснов. «Екатерина Великая» (1935)
- Анатолий Мариенгоф. «Екатерина» (1936)
- Вячеслав Шишков. «Емельян Пугачёв» (1949)
- Николай Равич. «Две столицы» (1964)
- Всеволод Иванов. «Императрица Фике» (1968)
- Валентин Пикуль. «Пером и шпагой» (1963—1972), «Фаворит» (1976—1982)
- Морис Симашко. «Семирамида» (1988)
- Нина Соротокина. «Свидание в Санкт-Петербурге» (1992), «Канцлер» (1994), «Закон парности» (1994)
- Сергей Алексеев. «Великая Екатерина» (2001)
- Борис Акунин. «Внеклассное чтение» (2002)
- Василий Аксёнов. «Вольтерьянцы и вольтерьянки» (2004)
- Константин Писаренко. «Ошибка императрицы. Екатерина II и Потёмкин» (2008)
- Вирджиния Роундинг. «Екатерина Великая» (2009)
- Светлана Бестужева-Лада. «Екатерина Великая» (2015)

### Памятники Екатерине II

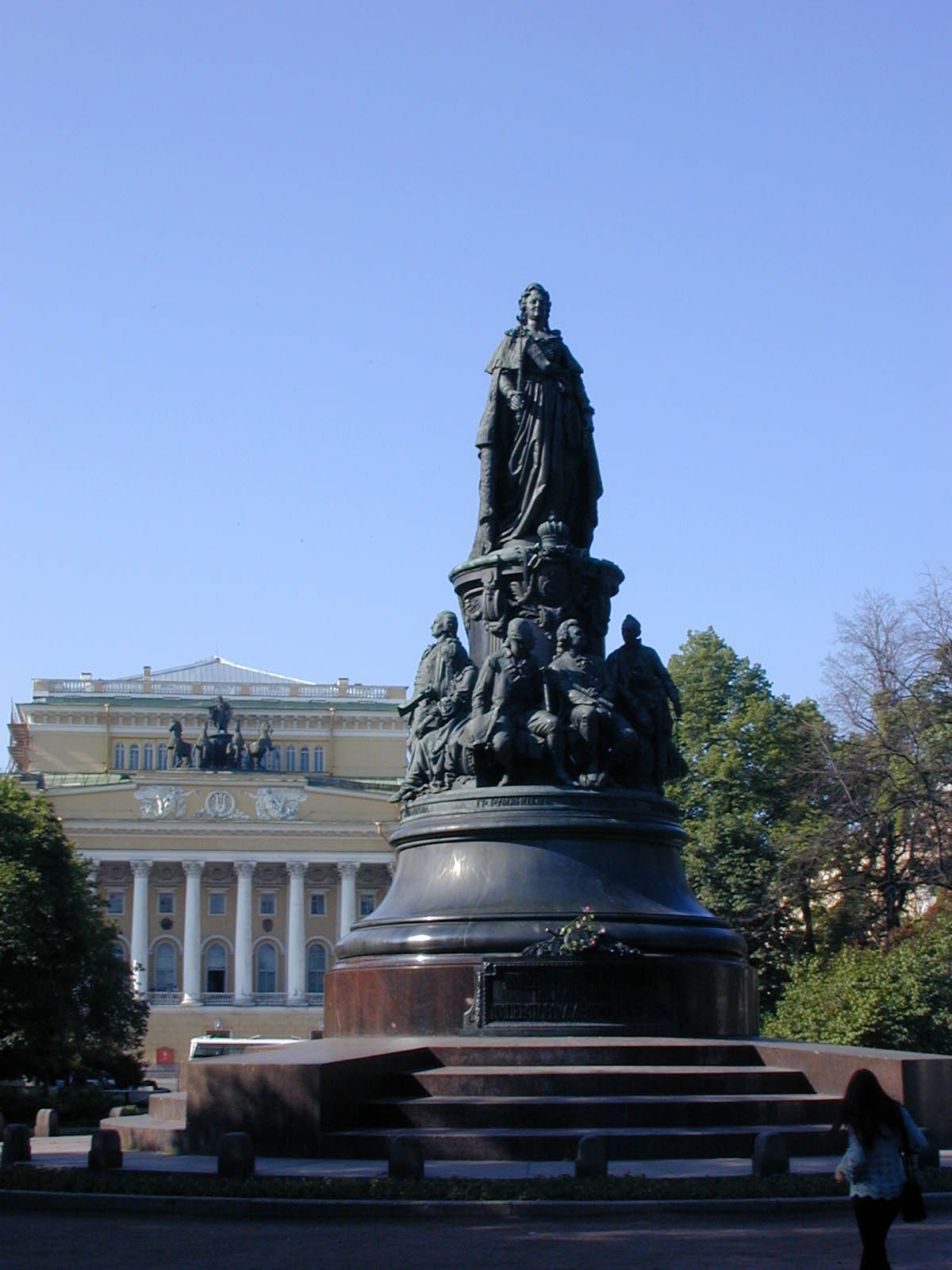
Санкт-Петербург
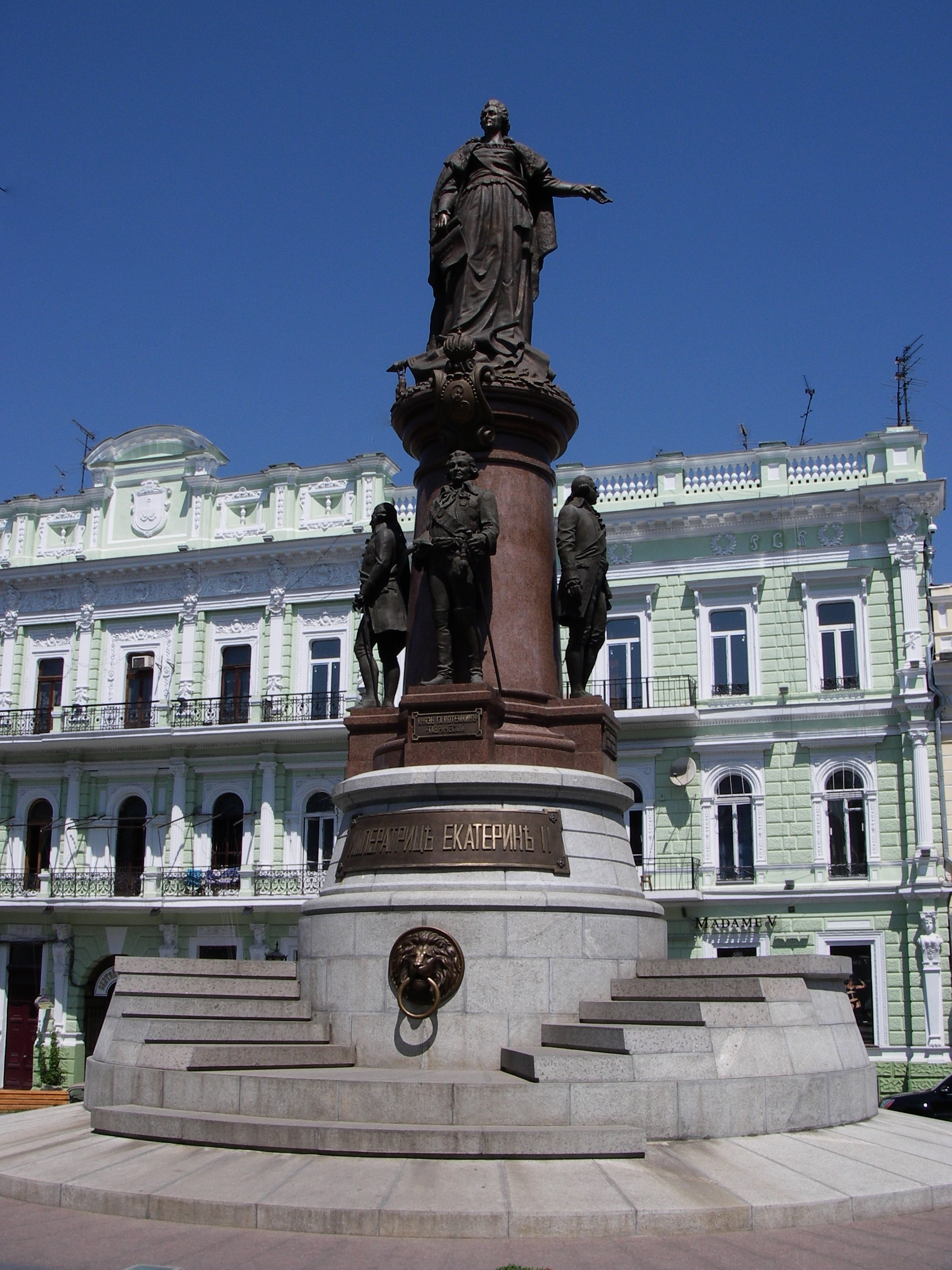
Одесса (демонтирован)
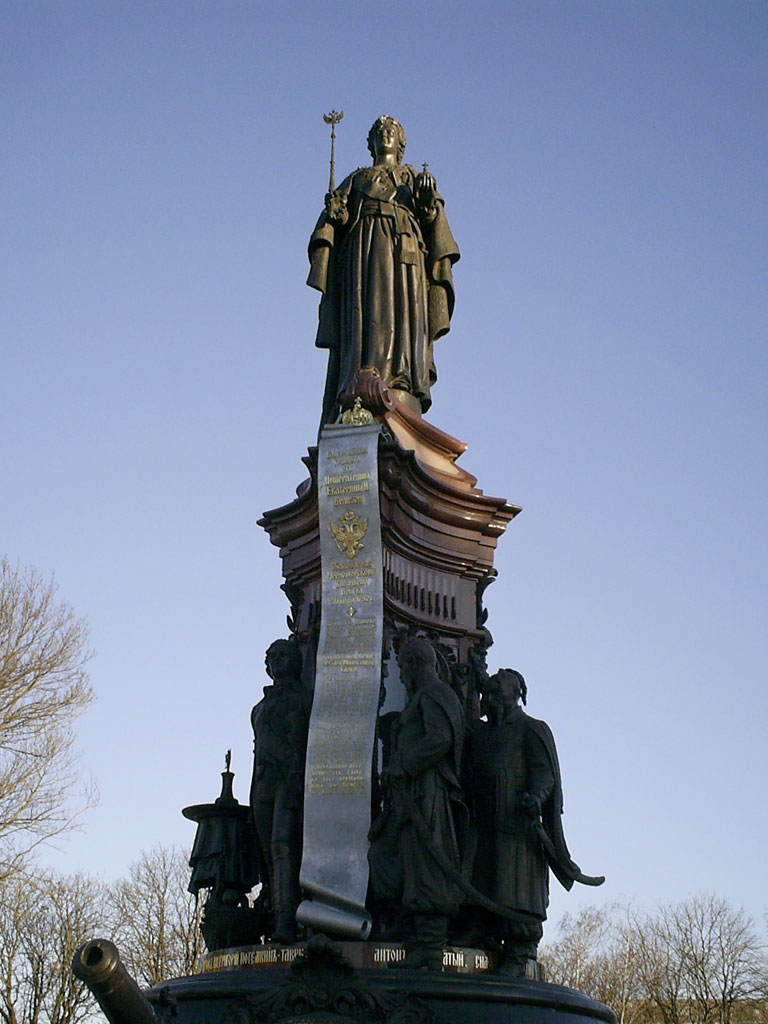
Краснодар
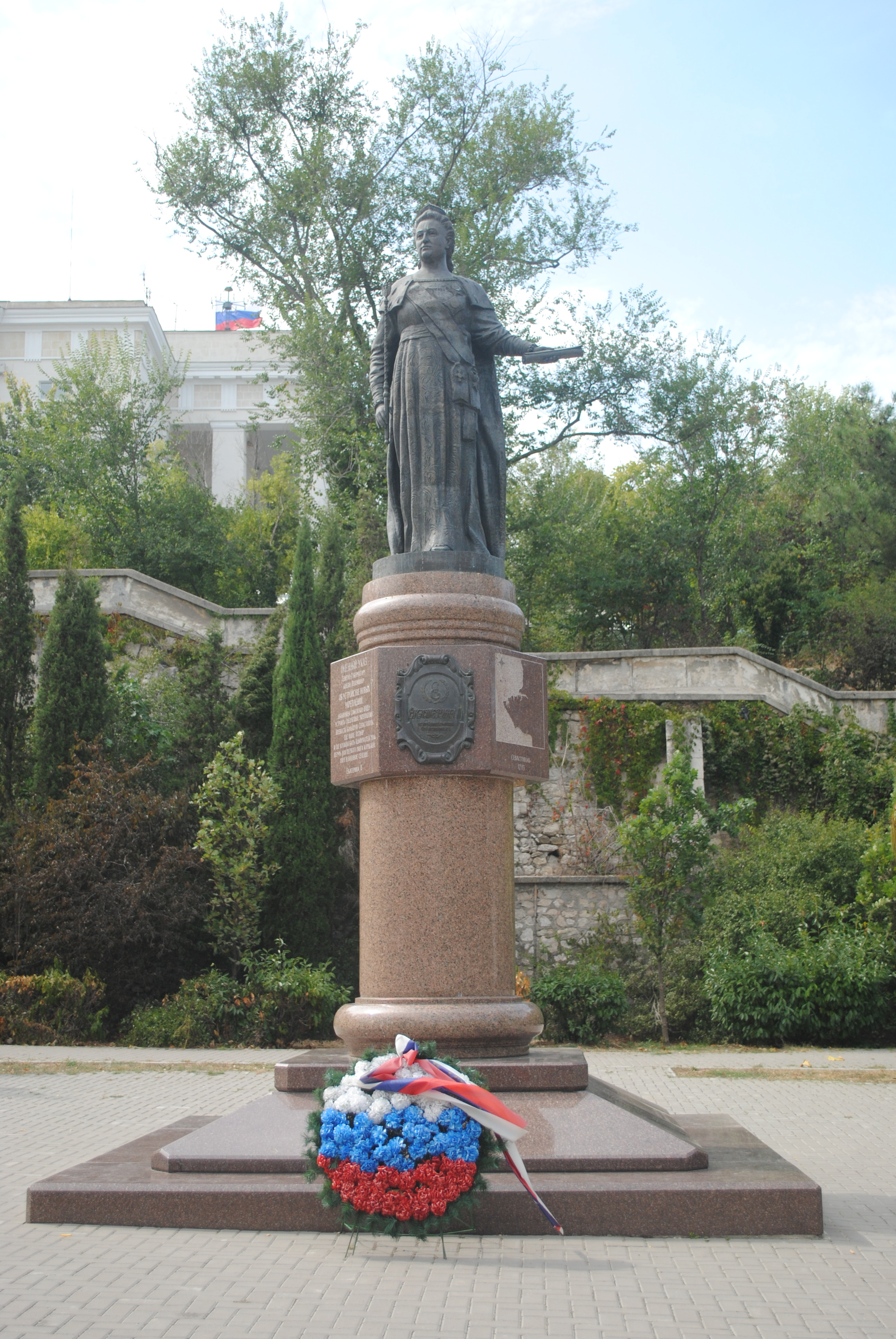
Севастополь
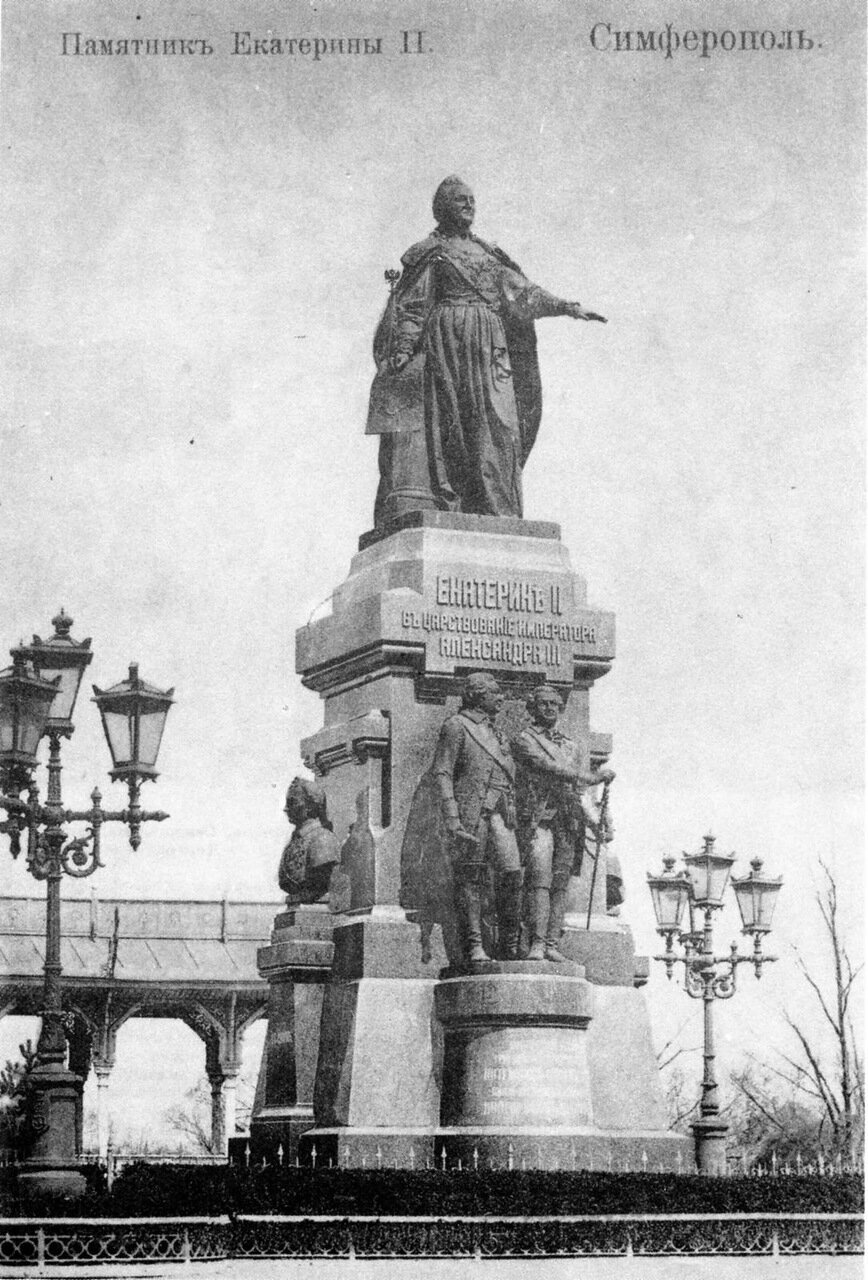
Симферополь (утрачен)
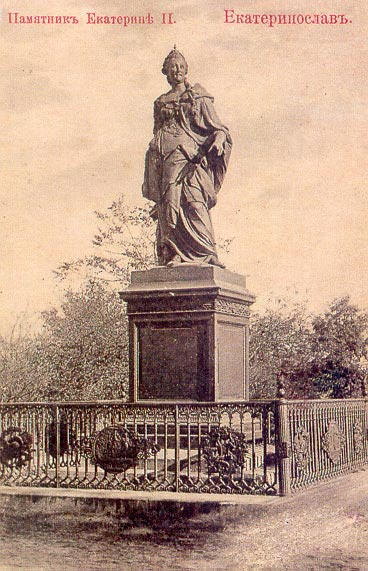
Екатеринослав (утрачен)
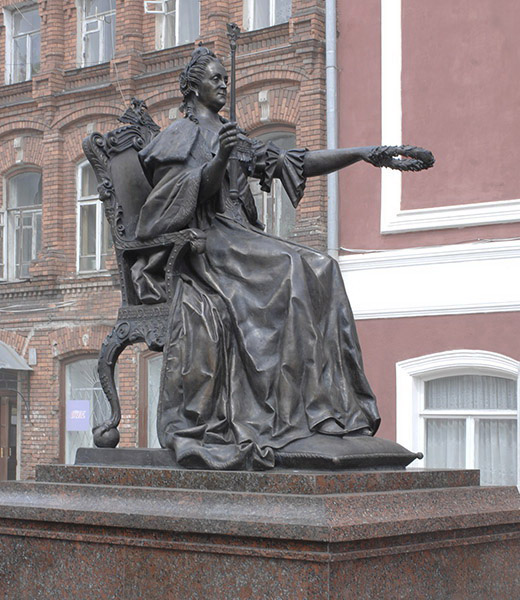
Вышний Волочёк
Симферополь (воссоздан в 2016 году)
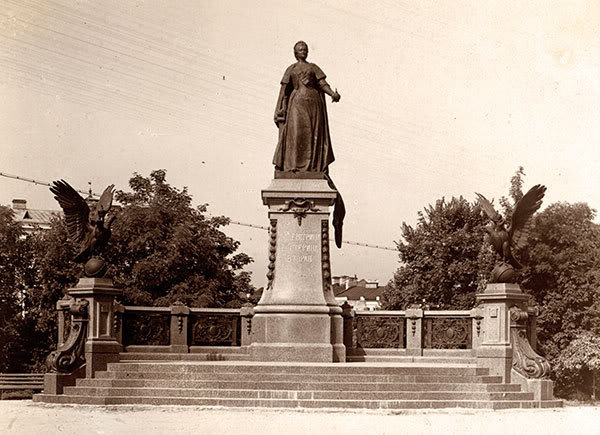
Вильна (утрачен)
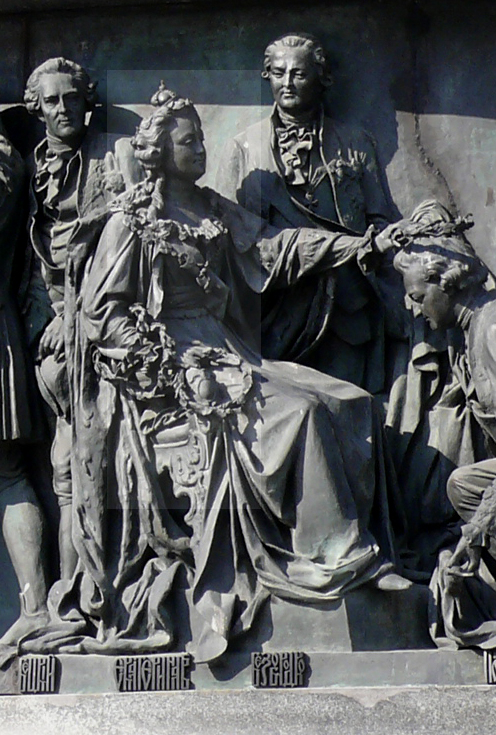
Великий Новгород, памятник «Тысячелетие России»
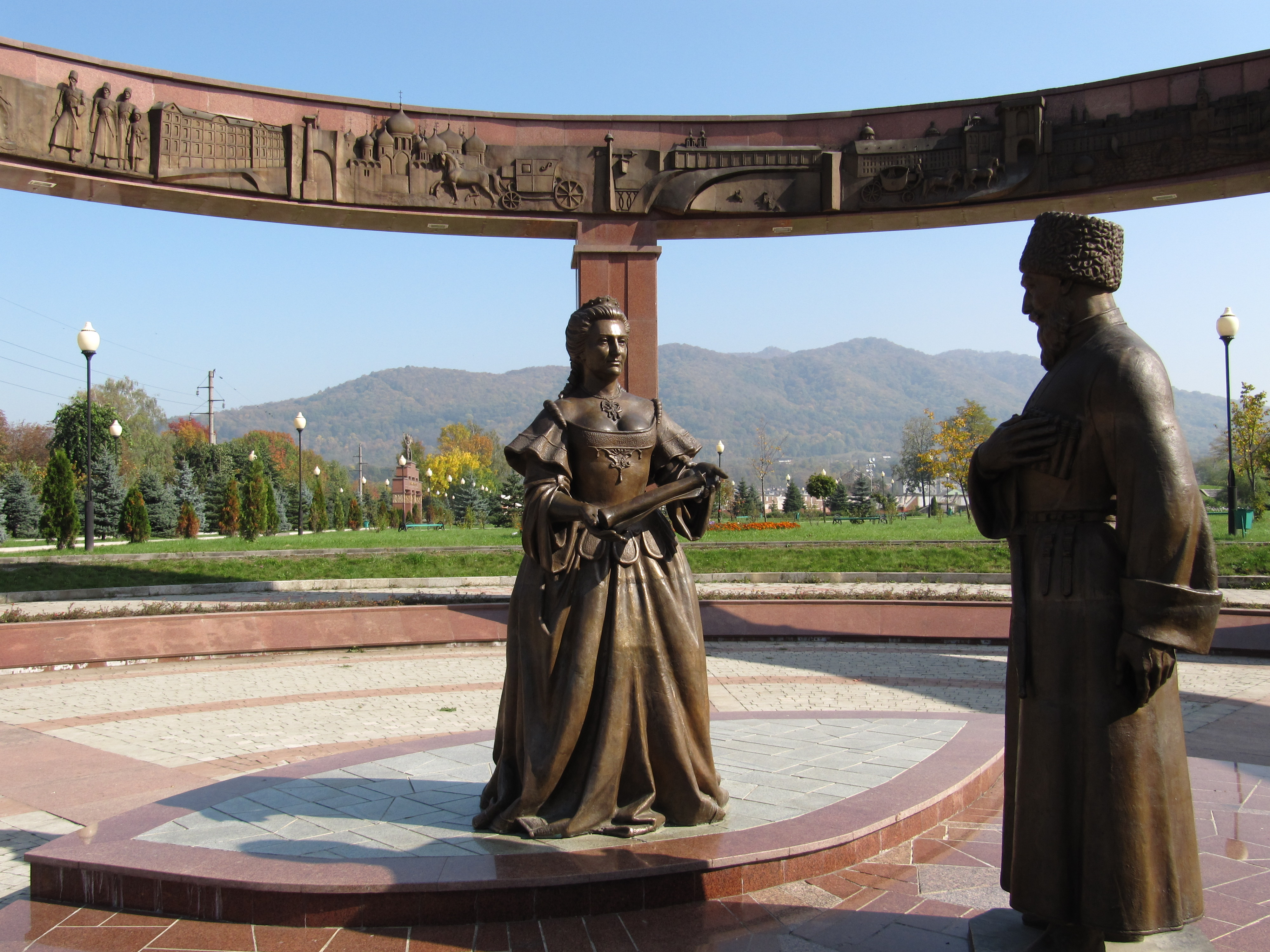
Памятник «200 лет с Россией», Владикавказ
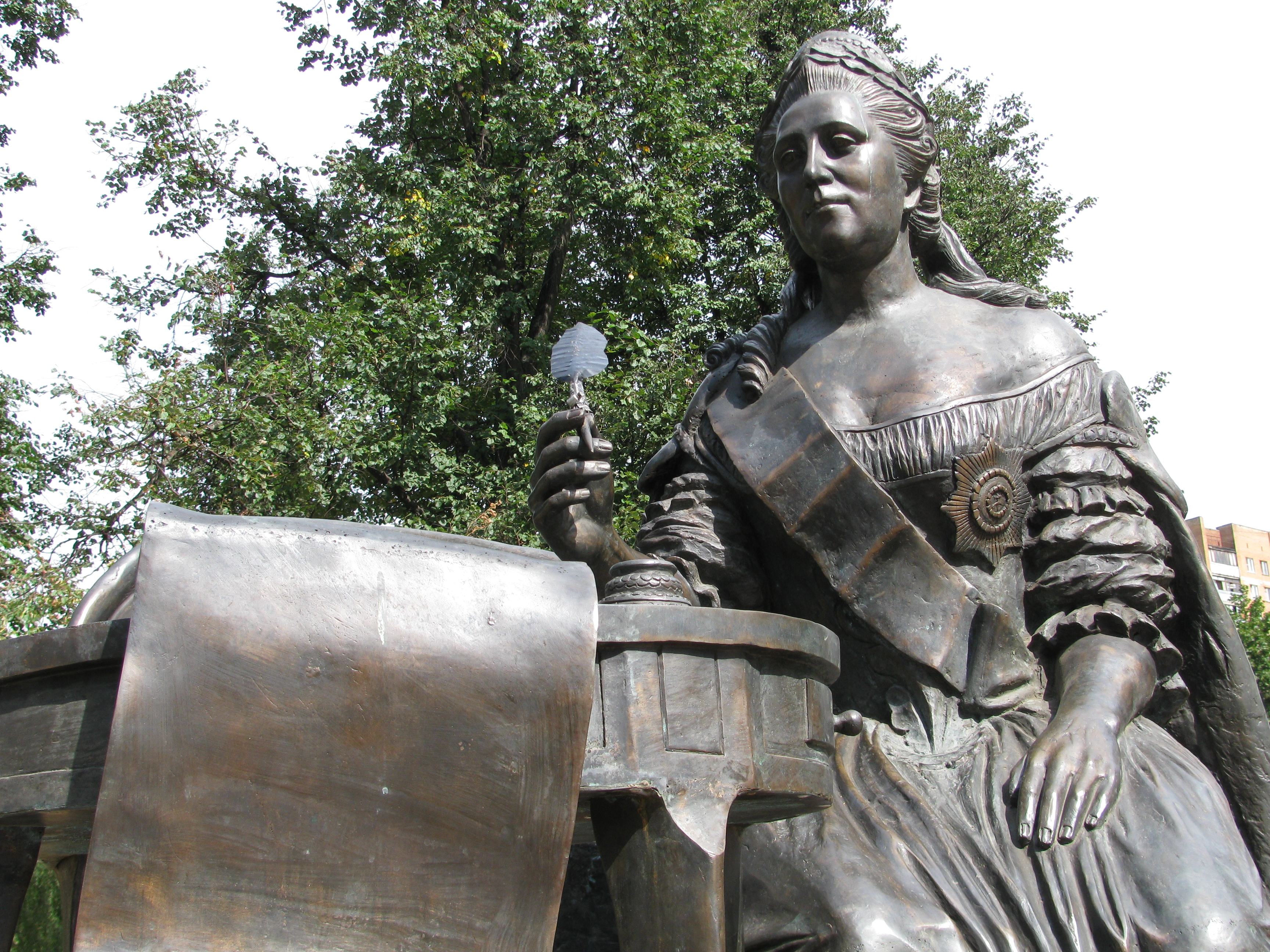
Подольск
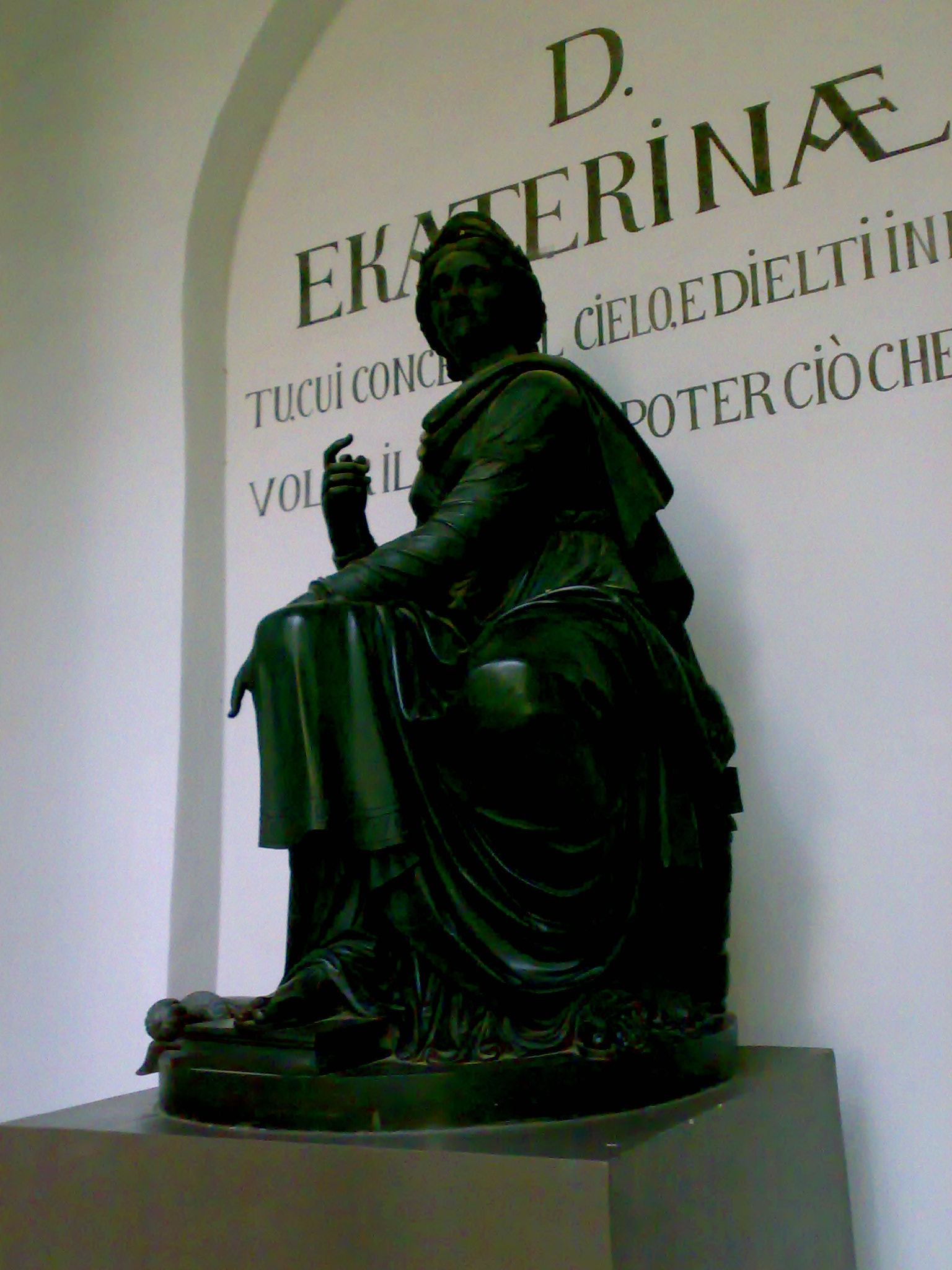
В усадьбе Архангельское
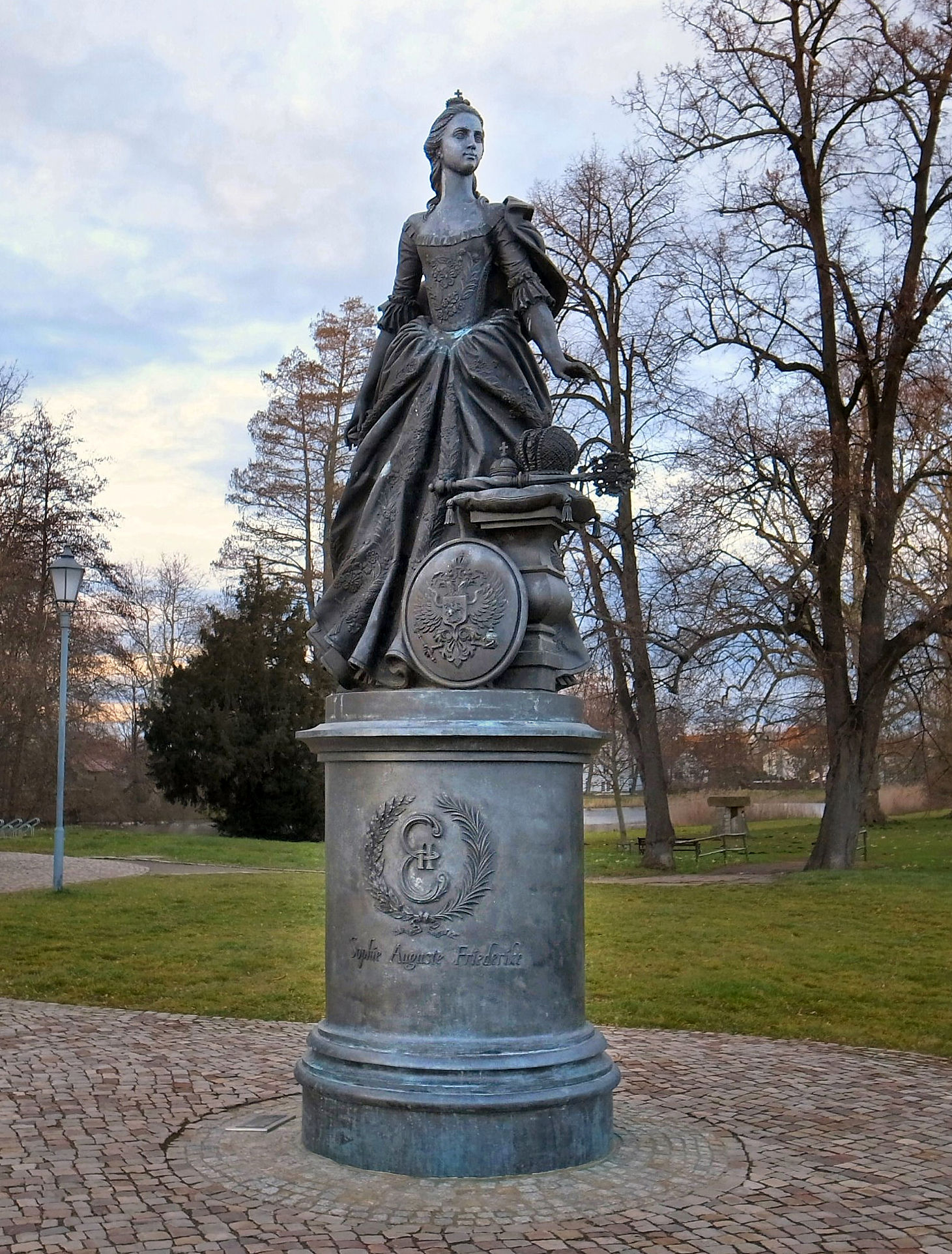
Цербст (Германия)
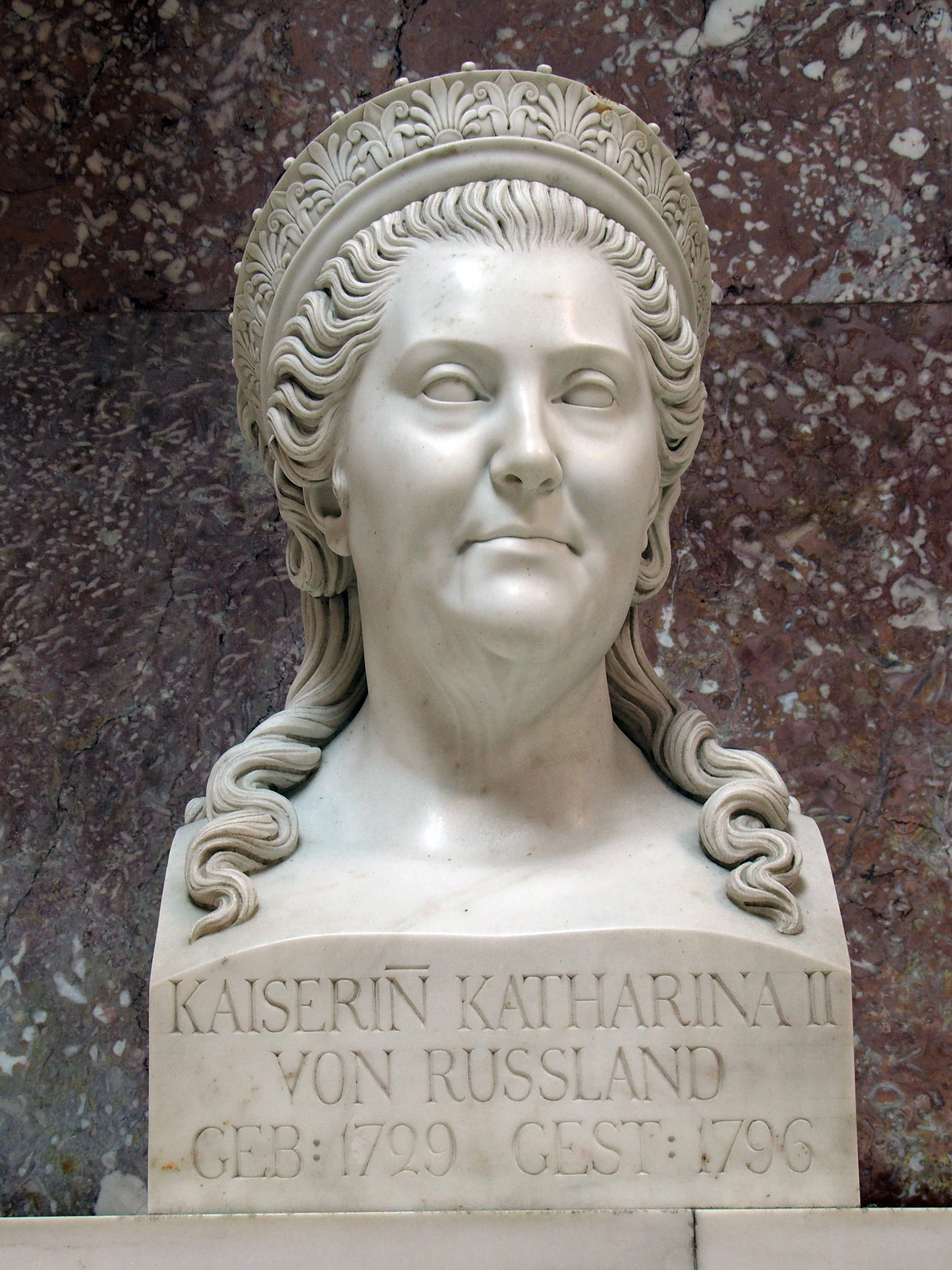
Бюст в зале славы Вальхалла (Регенсбург, Германия)
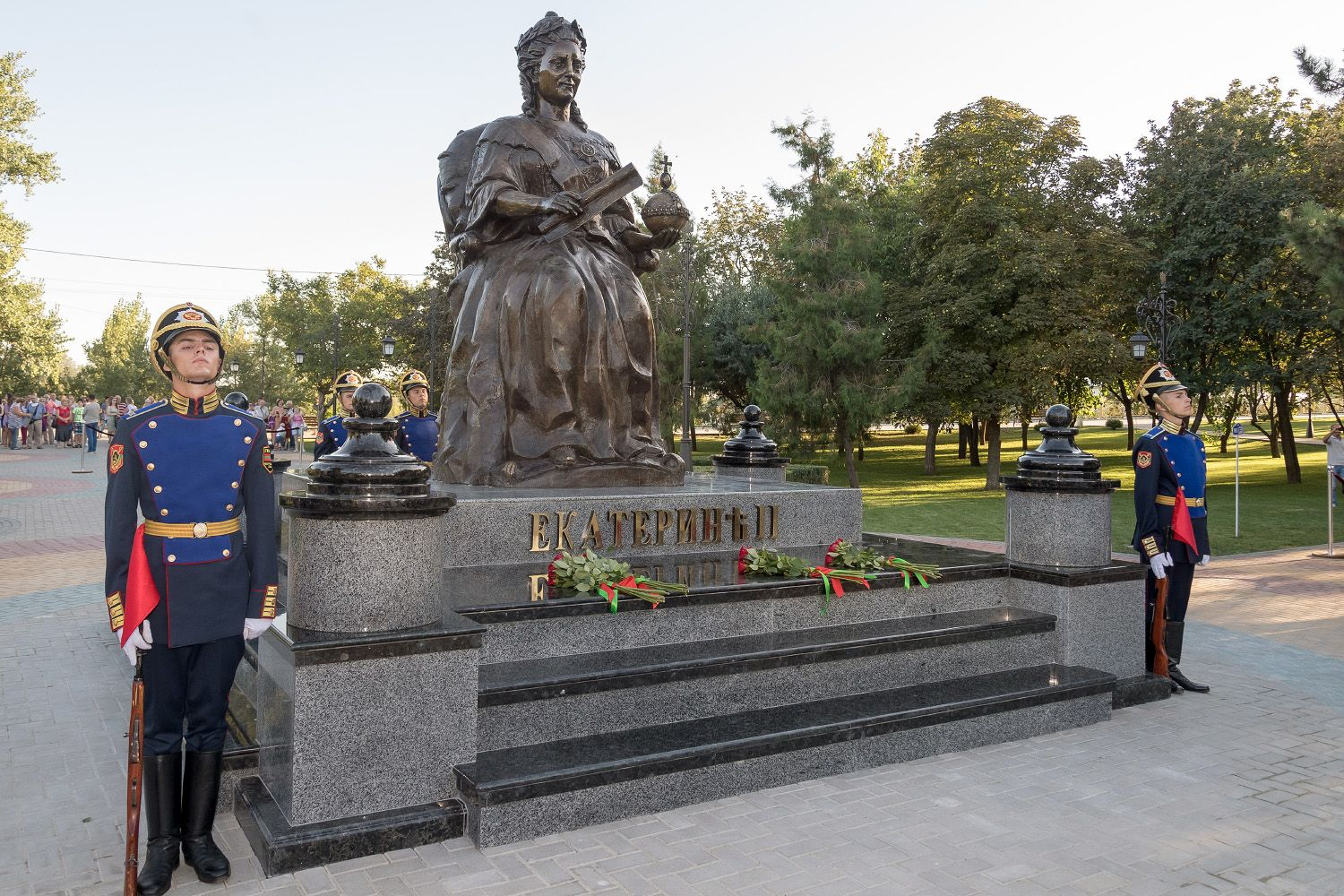
Тирасполь

- В 1846 году памятник императрице был торжественно открыт в городе, названным в её честь — Екатеринославе (нынешний Днепр). Во время Гражданской войны на Украине памятник от утопления в Днепре махновцами спас директор местного исторического музея. Во время оккупации Днепропетровска фашистами памятник вывезен из города в неизвестном направлении. До сегодняшнего дня не найден.
- В Великом Новгороде на Памятнике «1000-летие России» среди 129 фигур самых выдающихся личностей в российской истории (на 1862 год) есть фигура Екатерины II.
- В 1873 году памятник Екатерине II открыт на Александринской площади в Санкт-Петербурге (см. раздел Знаменитые деятели екатерининской эпохи).
- В 1879 году был установлен бронзовый бюст Екатерины II в Моршанске (на 2020 год выставлен во дворе Моршанского историко-художественного музея) работы Александра фон Бока; 15 сентября 2018 года этот бюст (воссозданный скульптором Денисом Стритовичем) был торжественно открыт в Моршанске[228]
- В 1890 году был установлен памятник Екатерине II в Симферополе. Разрушен советской властью в 1921 году.
- В 1904 году был открыт памятник Екатерине II в Вильне. Демонтирован и эвакуирован вглубь России в 1915 году.
- В 1907 году памятник Екатерине II открыт в Екатеринодаре (простоял до 1920 года, был восстановлен 8 сентября 2006 года)[229].
- В 2002 году в основанном Екатериной II Новоржеве, был открыт памятник в её честь[230].
- 19 сентября 2007 года в городе Вышний Волочёк был открыт памятник Екатерине II; скульптор Ю. В. Злотя.
- 27 октября 2007 года памятники Екатерине II были открыты в Одессе и Тирасполе.
- В 2007 году в городе Маркс (Саратовская область) был открыт памятник Екатерине II.
- 15 мая 2008 года открыт памятник Екатерине II в Севастополе[231].
- 14 сентября 2008 года открыт памятник Екатерине II Великой в Подольске. На памятнике запечатлена императрица в момент подписания Указа от 5 октября 1781 года, где значится запись: «…всемилостивейше повелеваем переименовать городомъ экономическое село Подолъ…»[232]. Автор — член-корреспондент Российской академии художеств Александр Рожников.
- В 2009 году в Москве перед зданием Студии военных художников имени М. Б. Грекова (ул. Советской Армии, 4) был установлен памятник Екатерине II, представляющий собой бронзовую статую Императрицы (скульптор Михаил Переяславец)[233]. Позже, в 2010 он был подарен городу Цербст, откуда происходит род князей Ангальт-Цербстских.
- 7 июля 2010 памятник Екатерине Великой установлен на востоке Германии в городе Цербст (подарен Россией).
- 23 августа 2013 года в рамках Ирбитской ярмарки был заново открыт снесённый в 1917 году памятник в Ирбите[234].
- В 2014 году в эстонском городе Выру был установлен памятник основательнице города Екатерине II[235].
- В июне 2016 года воссоздан памятник Екатерине II в столице Крыма Симферополе[236].
- 13 августа 2017 года открыт памятник Екатерине II в городе Луге, представляющий собой бронзовую статую Императрицы на постаменте. Автор фигуры — скульптор В. М. Рычков[237][238].
- Открыт[когда?] бюст в г. Чебоксары

## Екатерина на монетах и банкнотах

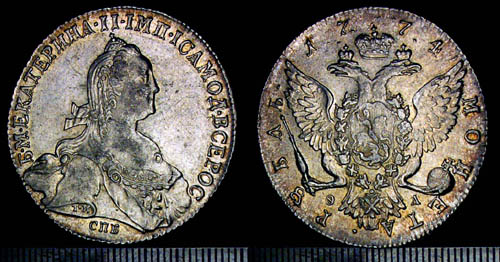
Серебряный рубль с профилем Екатерины II. 1774 г.
Золотая полтина для дворцового обихода с профилем Екатерины II. 1777 г.
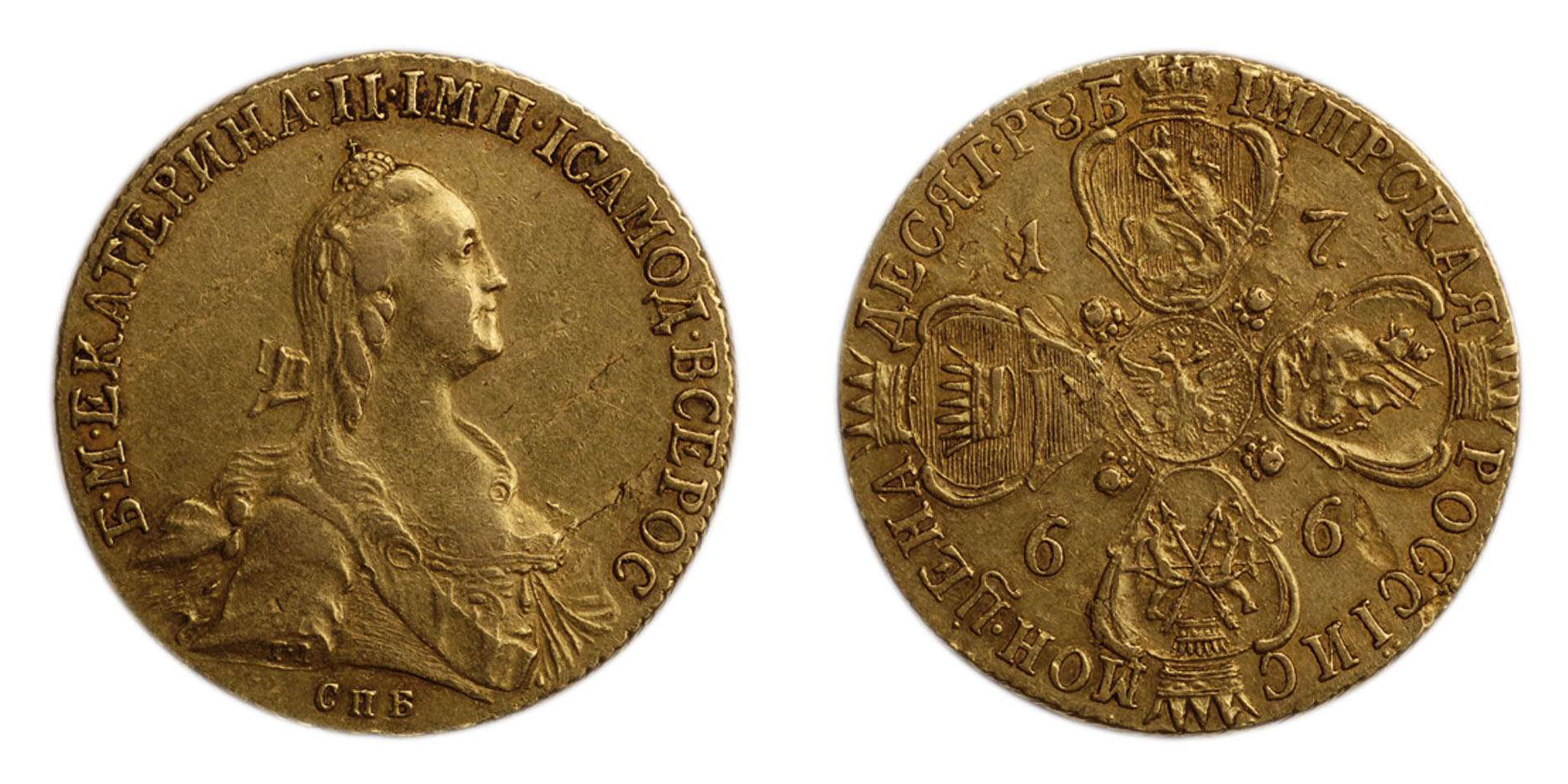
Имперская российская монета 10 рублей с портретом Екатерины II. 1766 г.
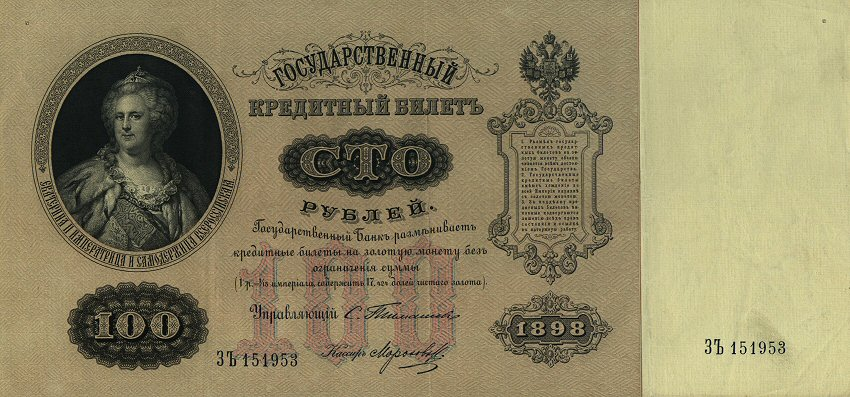
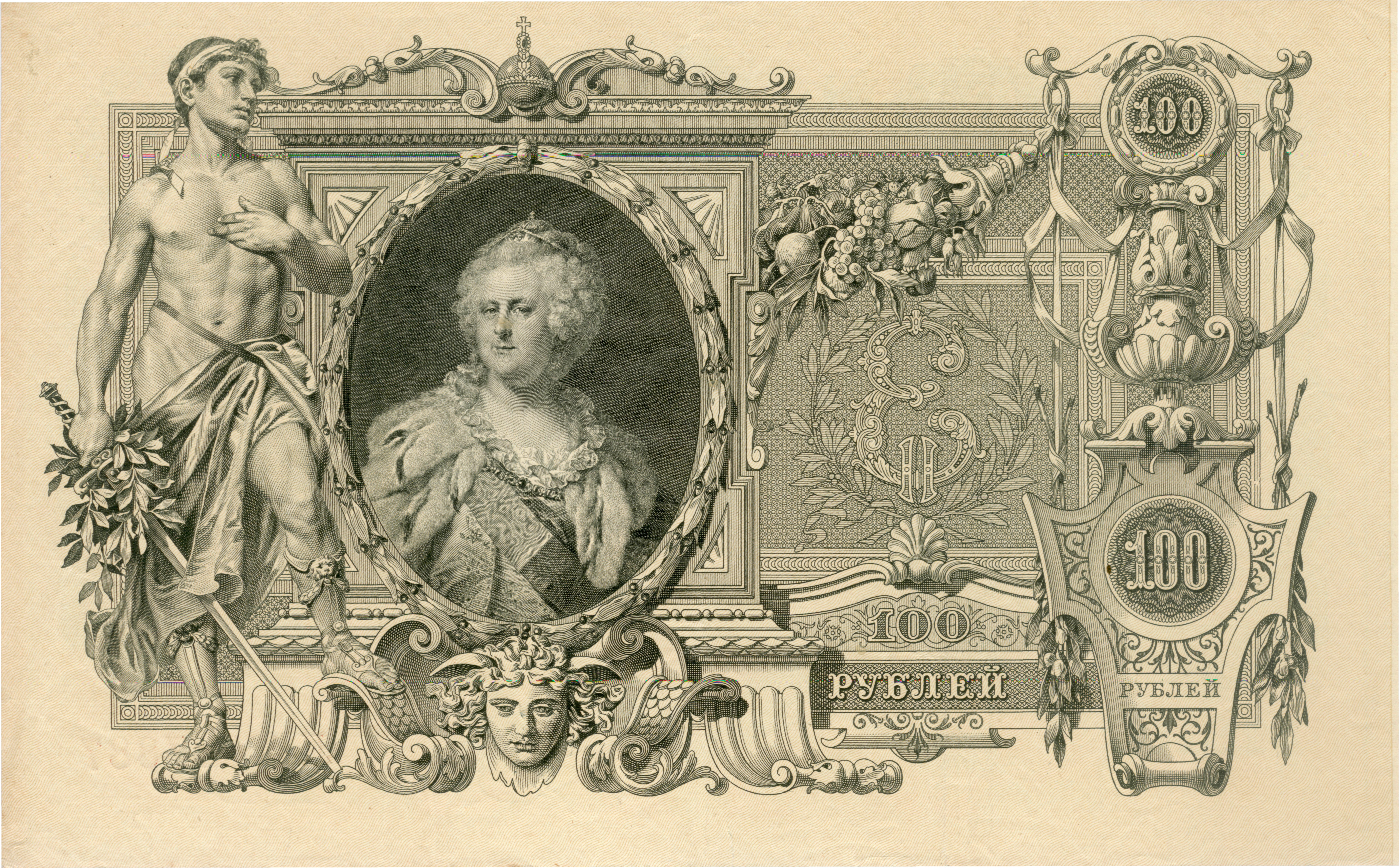
Екатерина Великая на катеньке — царской сторублёвке 1898 г. и 1910 г.
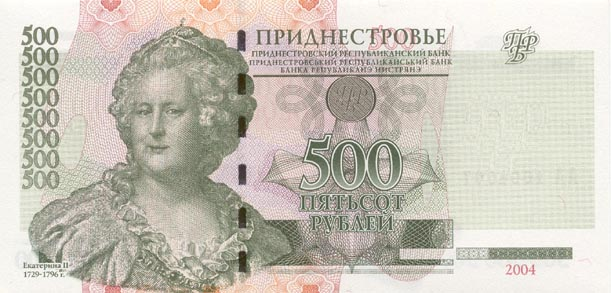
Екатерина на пятистах приднестровских рублях 2004 г.

- 24 ноября 1992 года Банк России выпустил 25-рублёвую палладиевую памятную монету из серии «Эпоха просвещения. XVIII век: Екатерина II. Законодательница», где изображена императрица[239].
- 13 декабря 2011 года Банк России выпустил монету «225-летие со дня основания первого российского страхового учреждения». 100 рублей, серебро, реверс.
- 2 марта 2015 года Банк России выпустил золотую монету номиналом 1000 рублей. «БАНК РОССИИ. ОСНОВАН В 1860 ГОДУ». На реверсе изображена часть банкноты с изображением Екатерина II.

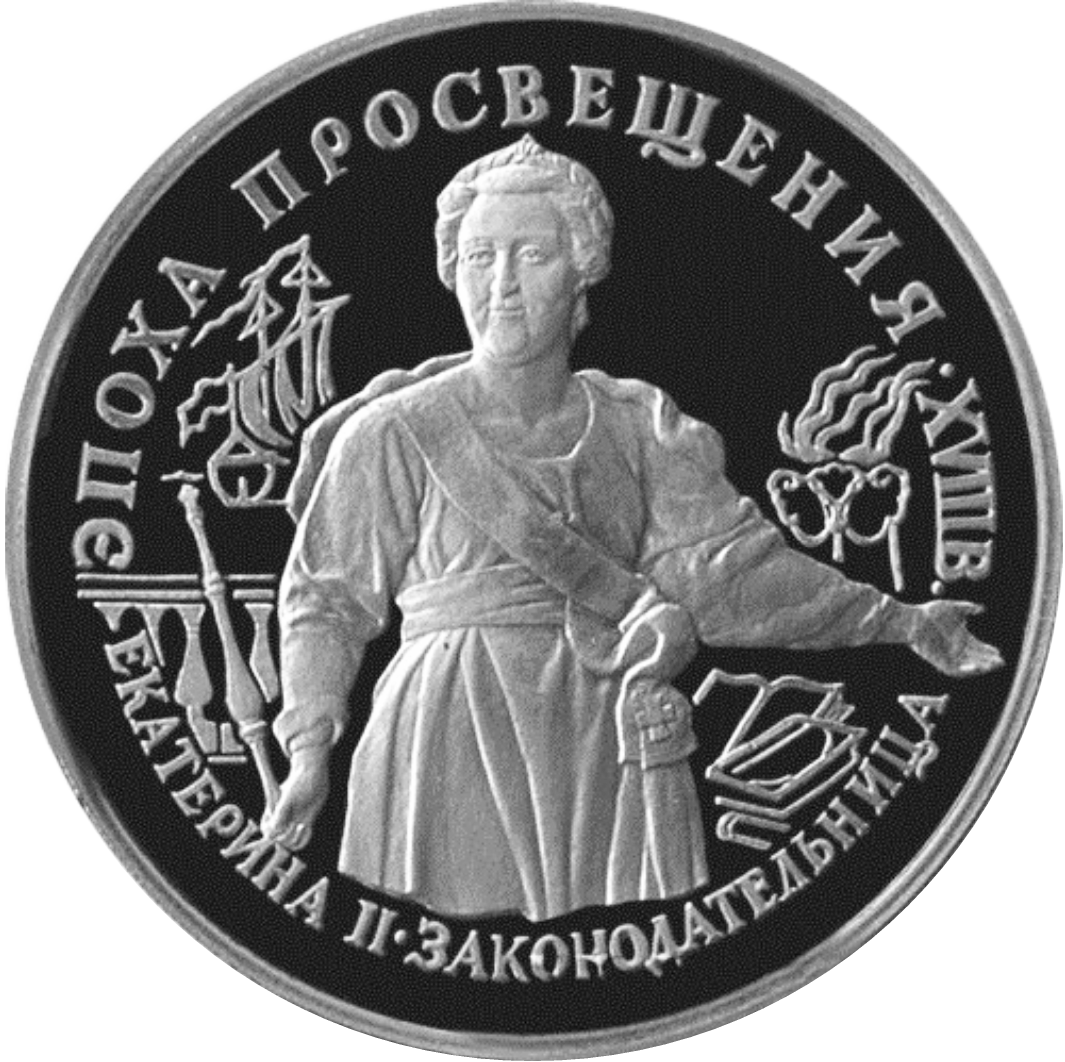
Монета России, 1992 г.
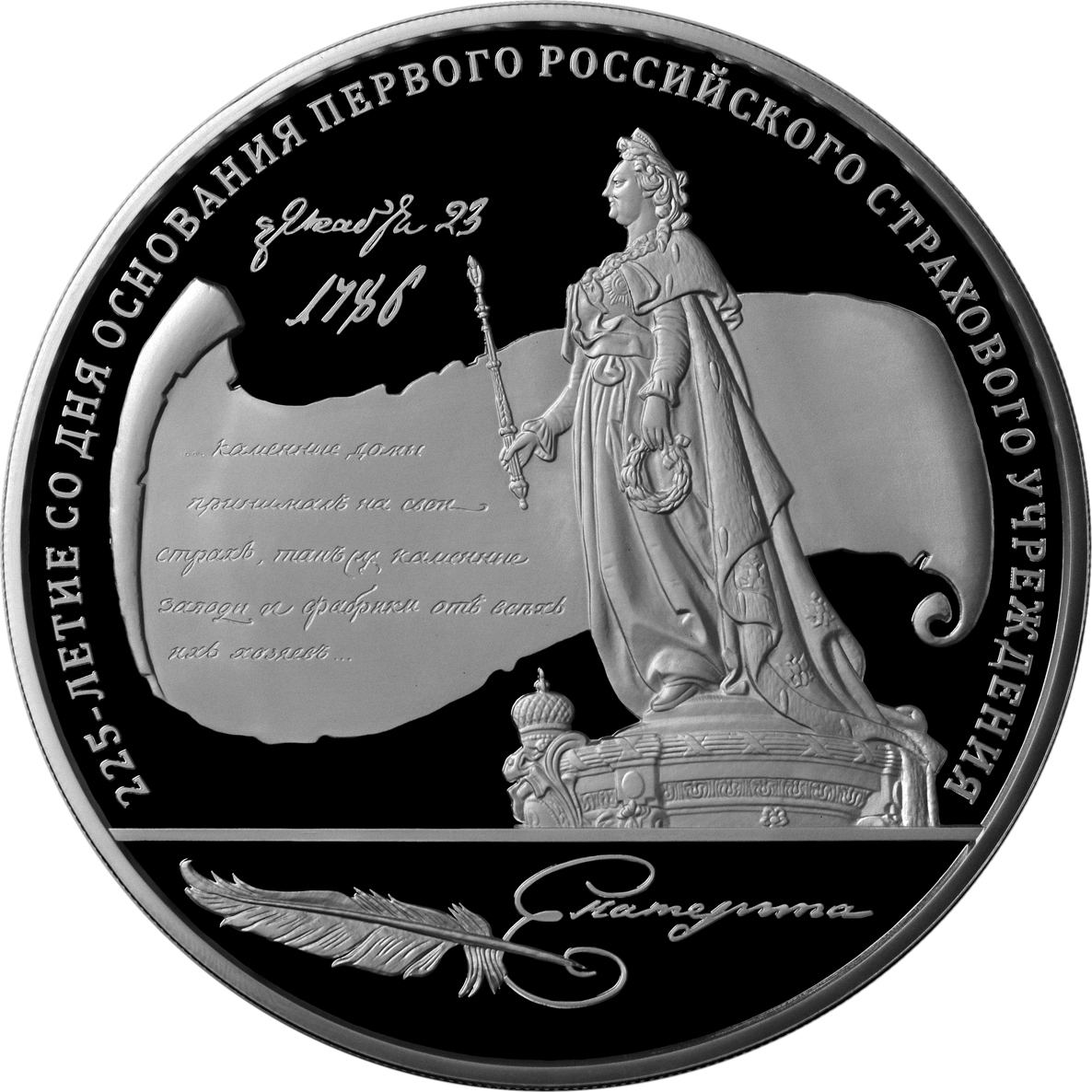
Монета Банка России, 2011 г. — «225-летие со дня основания первого российского страхового учреждения». 100 рублей, серебро, реверс.
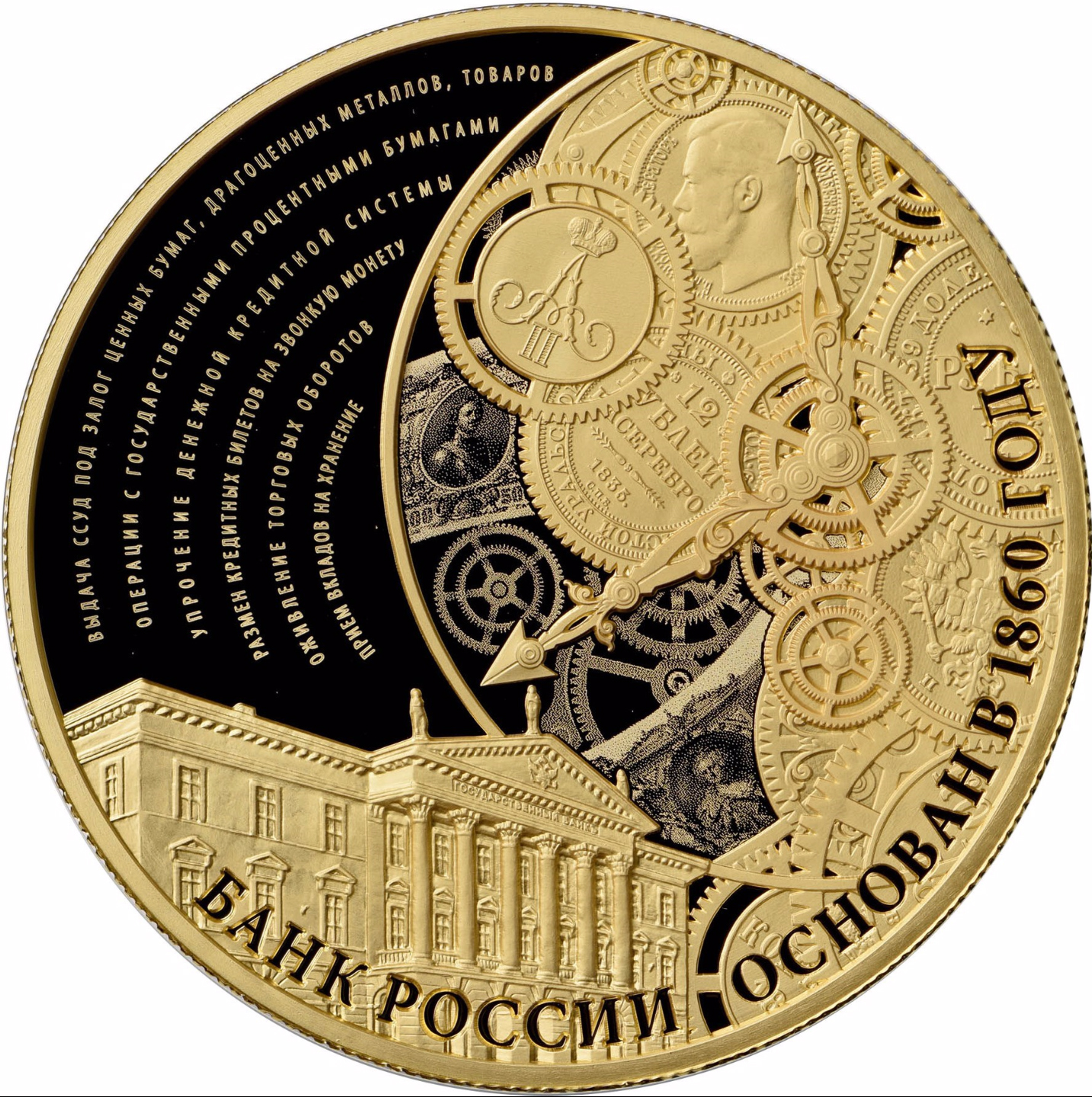
Памятная монета Банка России, 2015 г. Золотая монета 1000 рублей. «БАНК РОССИИ. ОСНОВАН В 1860 ГОДУ».
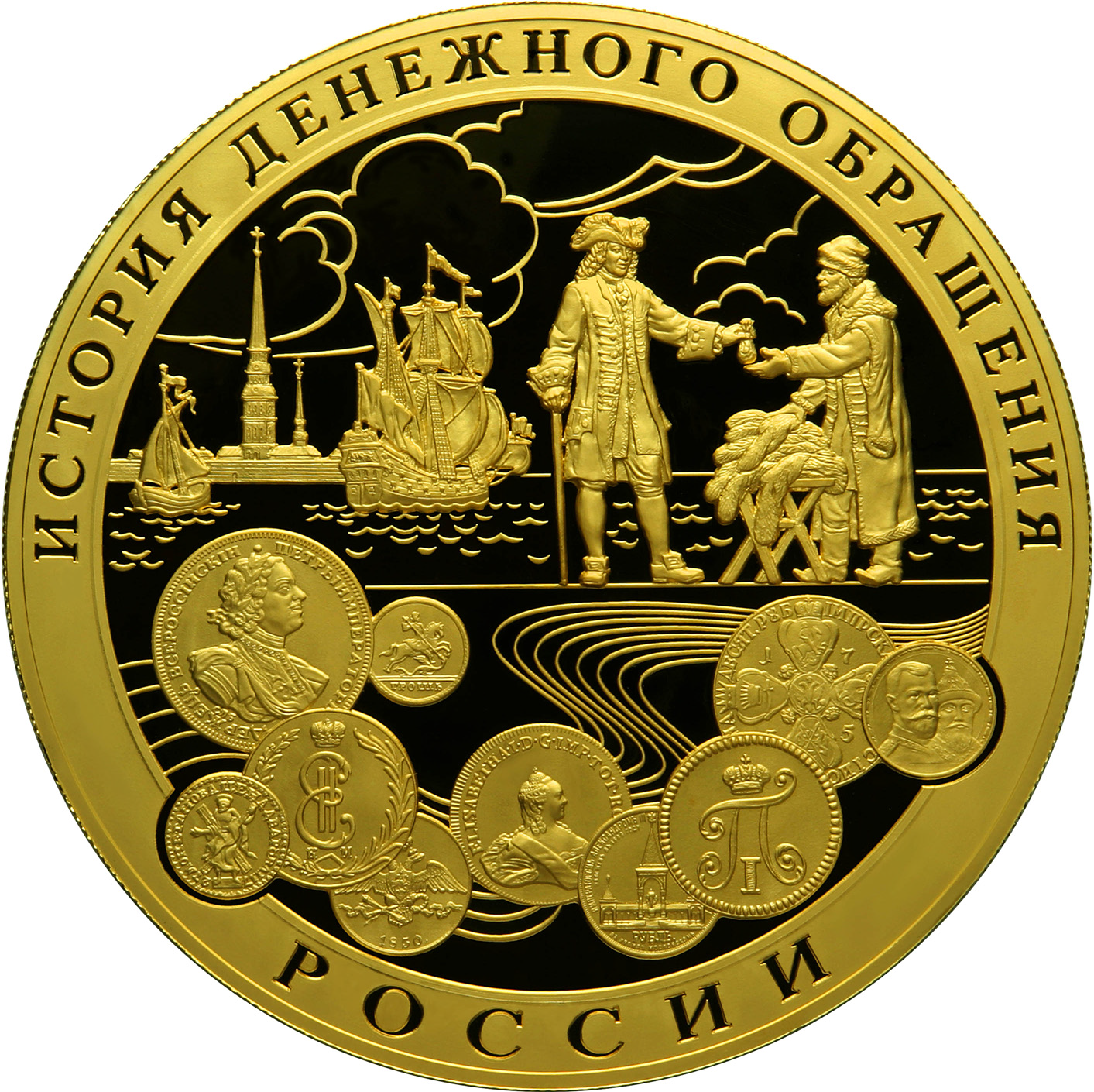
Монета Банка России, 2009 г. — Историческая серия «История денежного обращения России». 25 000 рублей, реверс. 3 кг. чистого золота.
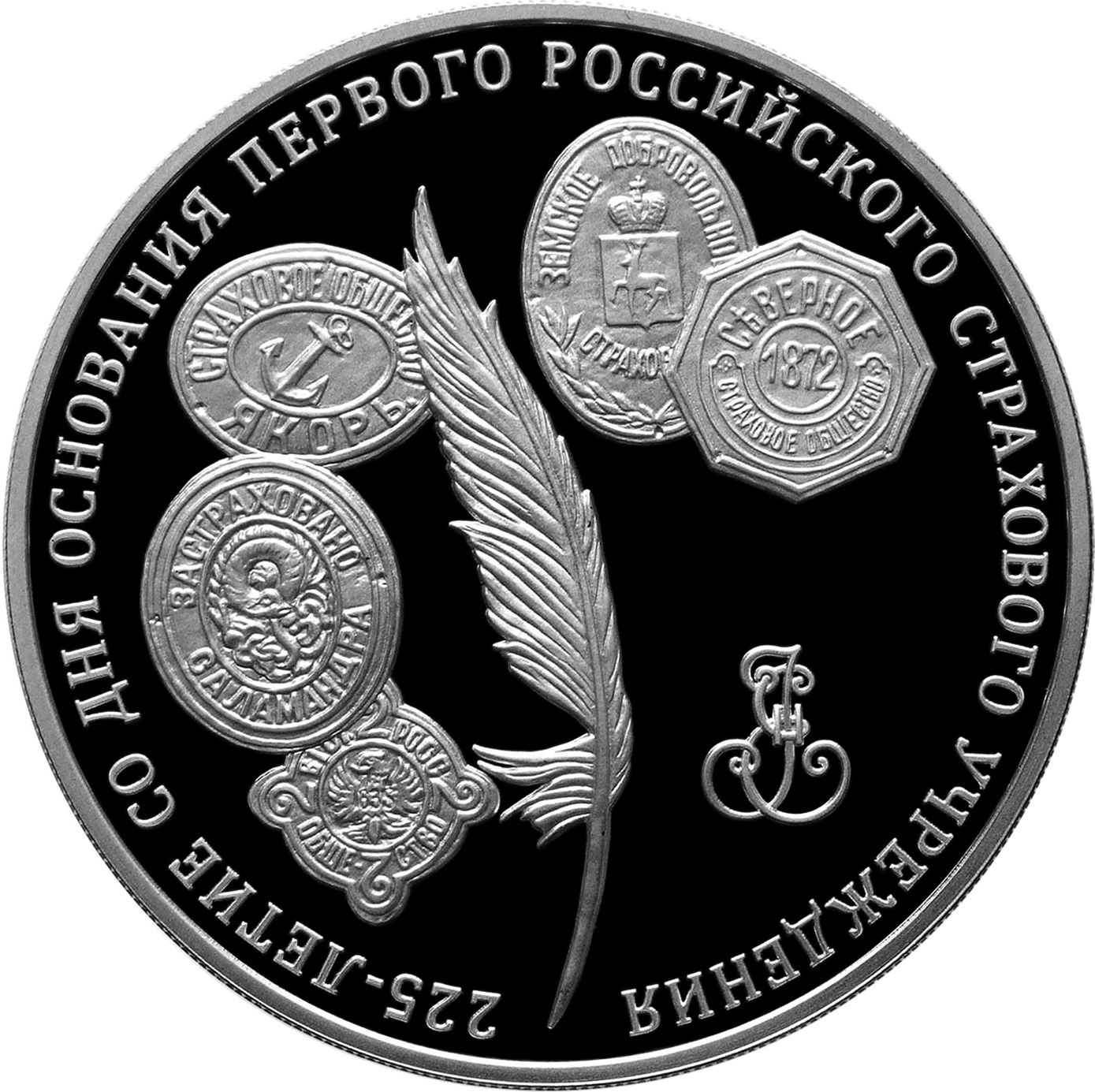
Монета Банка России, 2011 г. Монограмма E. II.
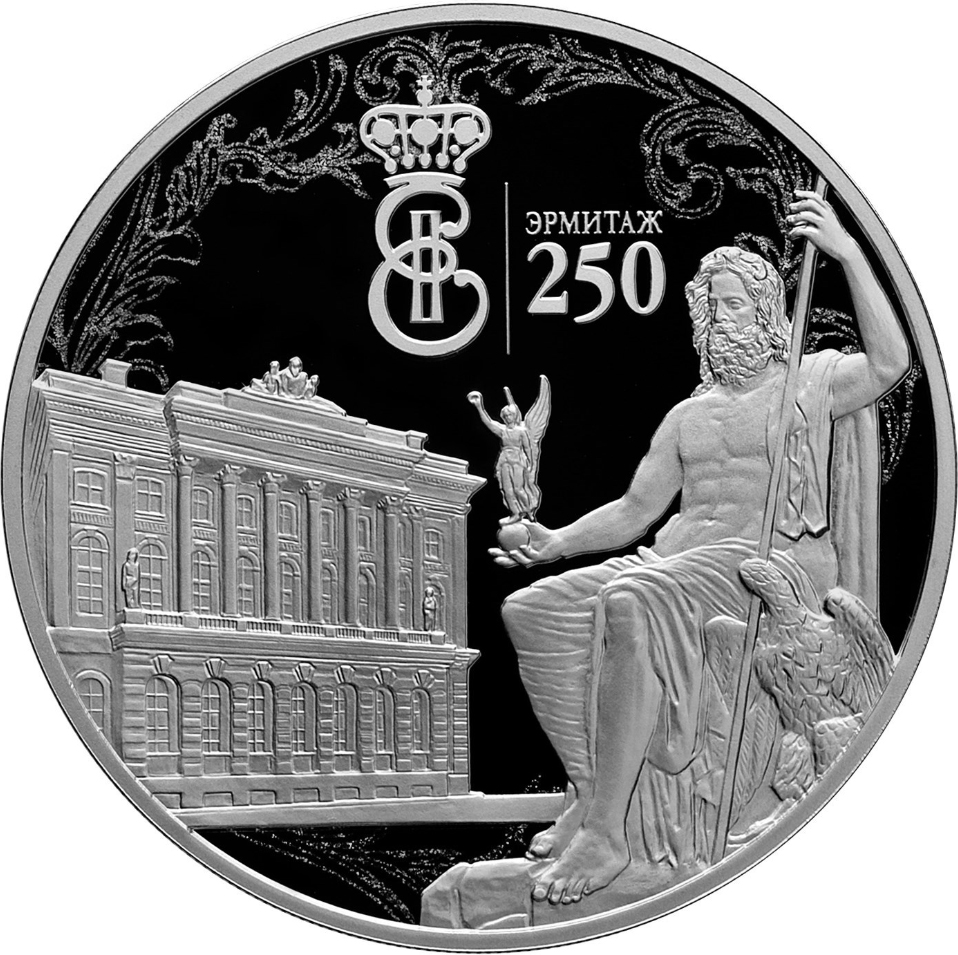
«250-летие основания Государственного Эрмитажа». Монета Банка России, серебро, 3 рубля, 2014 г.
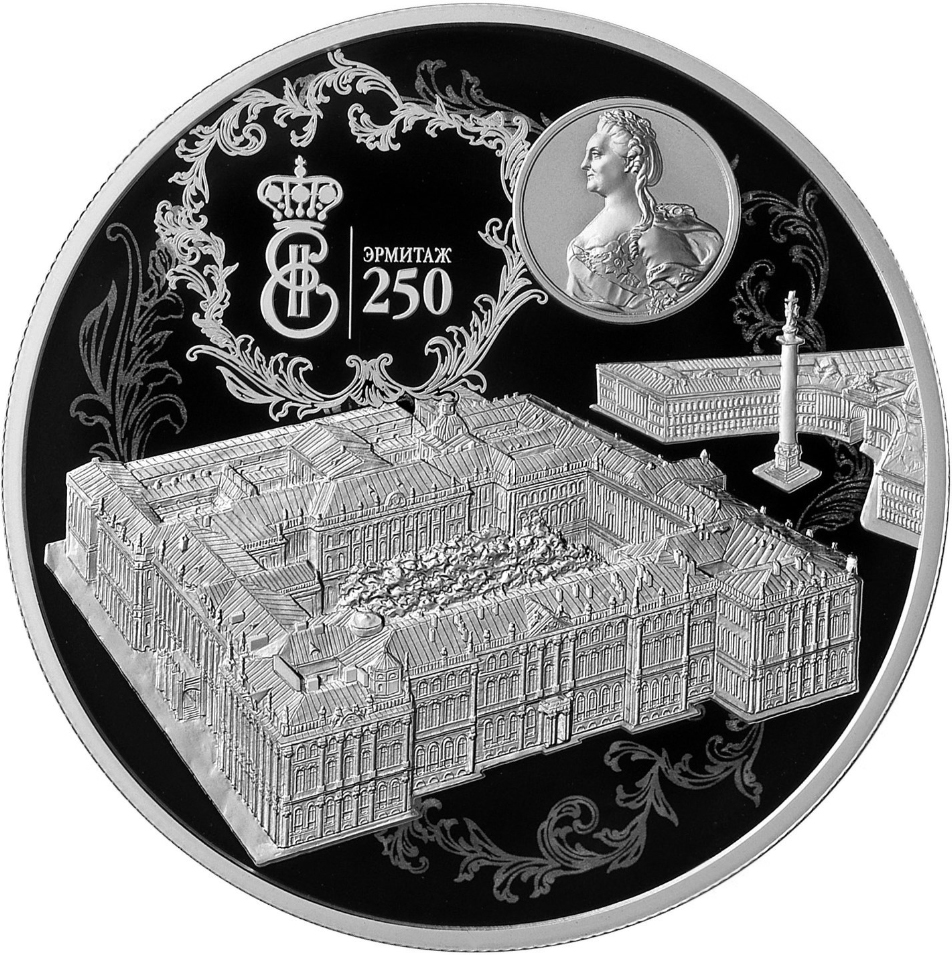
Монета Банка России, серебро, 25 рублей, 2014 г.
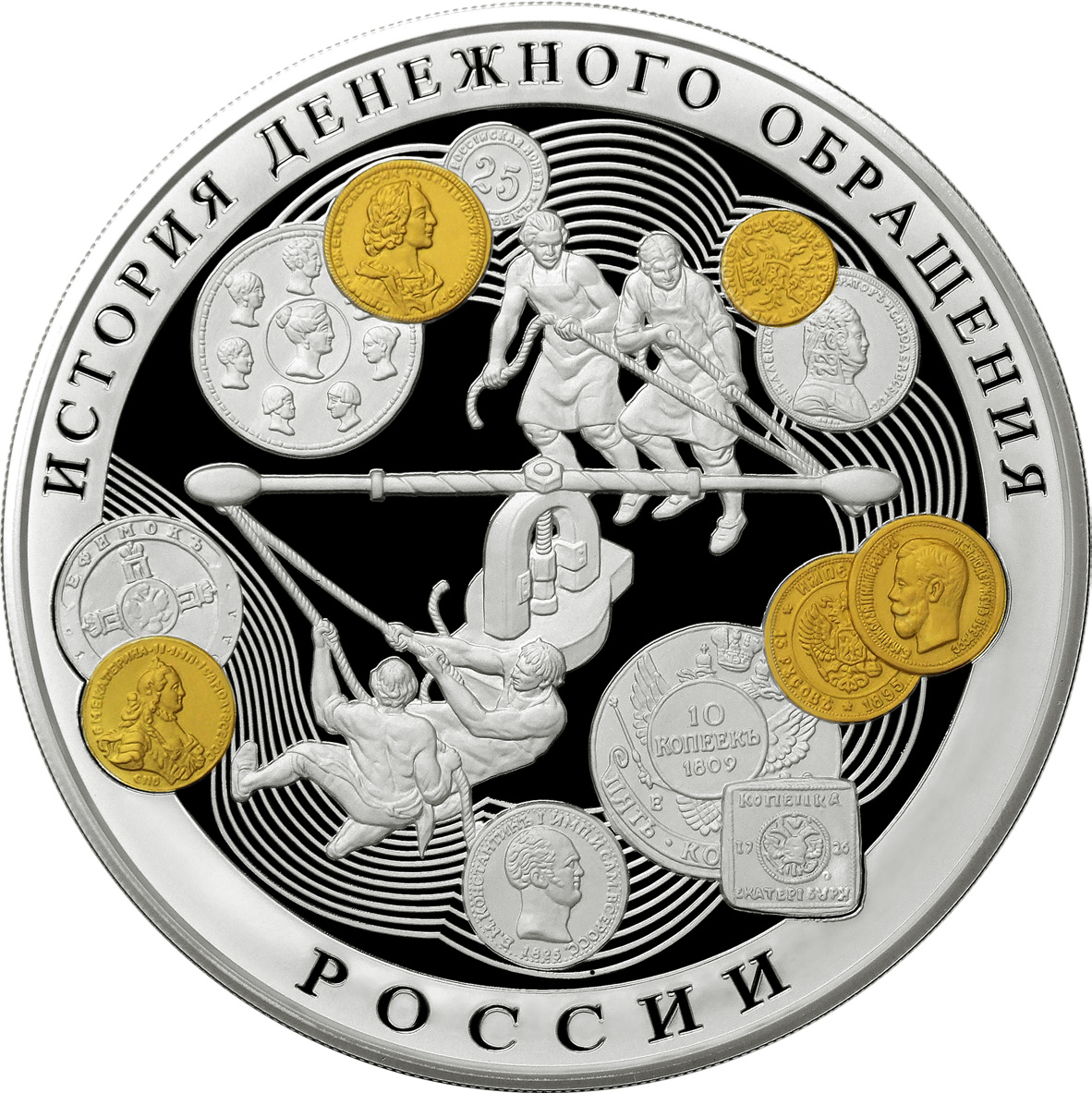
Монета Банка России, 2009 г. — Историческая серия «История денежного обращения России». 100 рублей, реверс.

### В филателии
- Марка Российской империи, 1913 год, 14 коп., Екатерина II.
- В 2004 году Почта России выпустила серию марок «История Российского государства. 275 лет со дня рождения Екатерине II».
- Почтовый блок России, 2014 год, "250 лет основанию Государственного Эрмитажа. Фрагмент картины В. Л. Боровиковского «Екатерина II на прогулке в Царскосельском парке» (1794 г., ГТГ). Надпись в нижней части блока: «Начало коллекции Эрмитажа было положено в 1764 году, когда Екатерина II приобрела 225 картин».

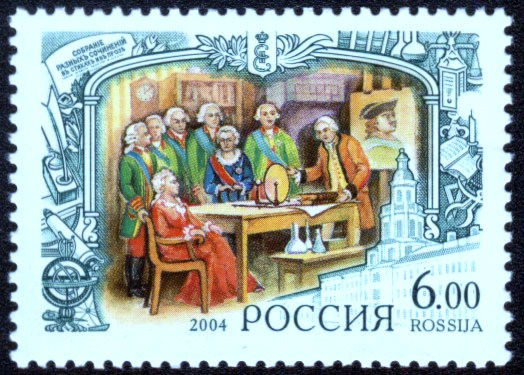
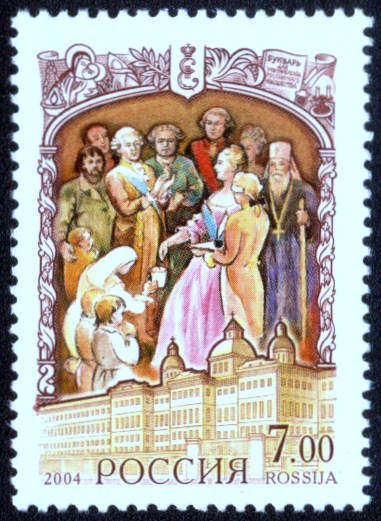
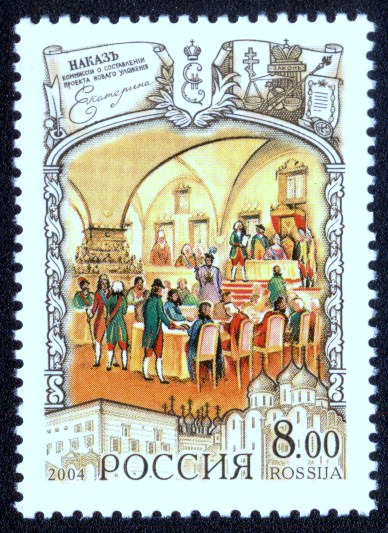
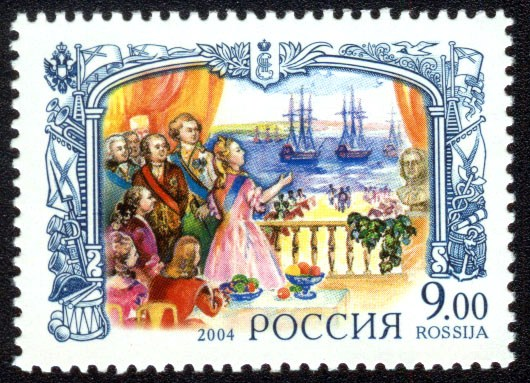
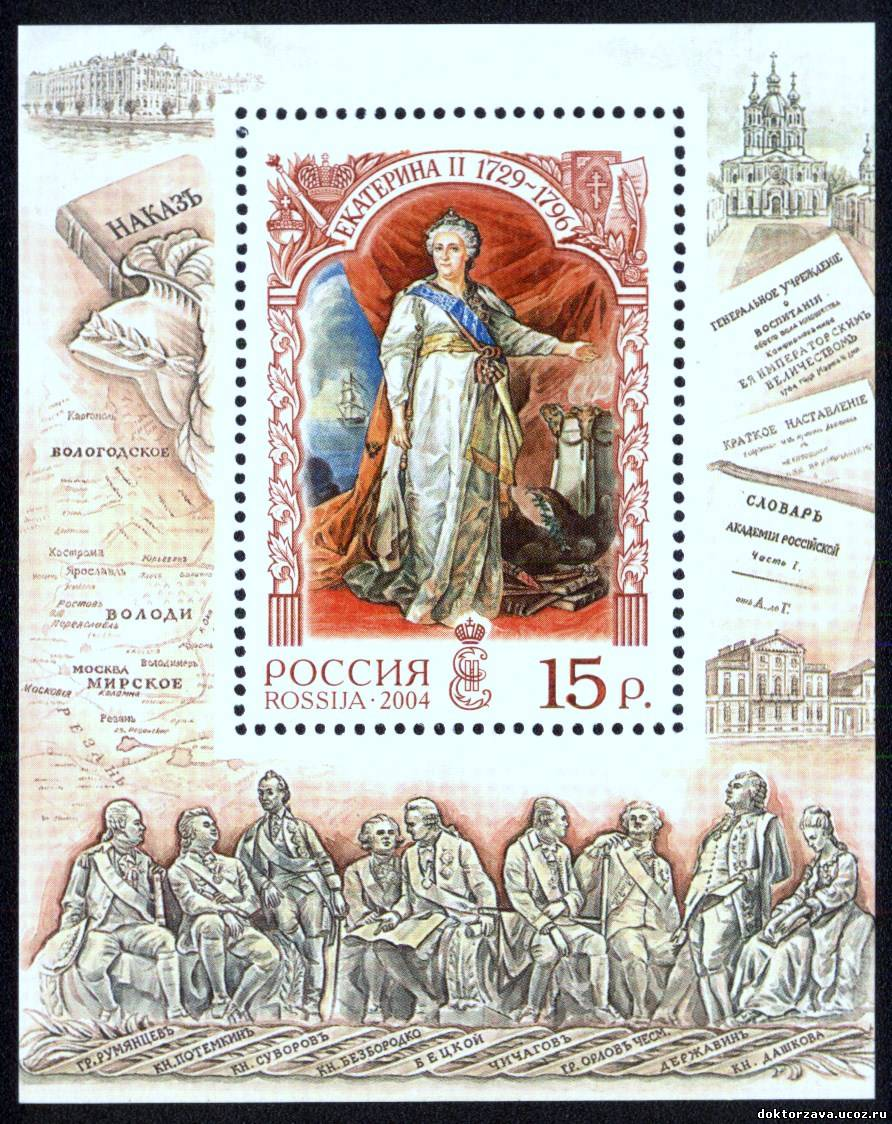
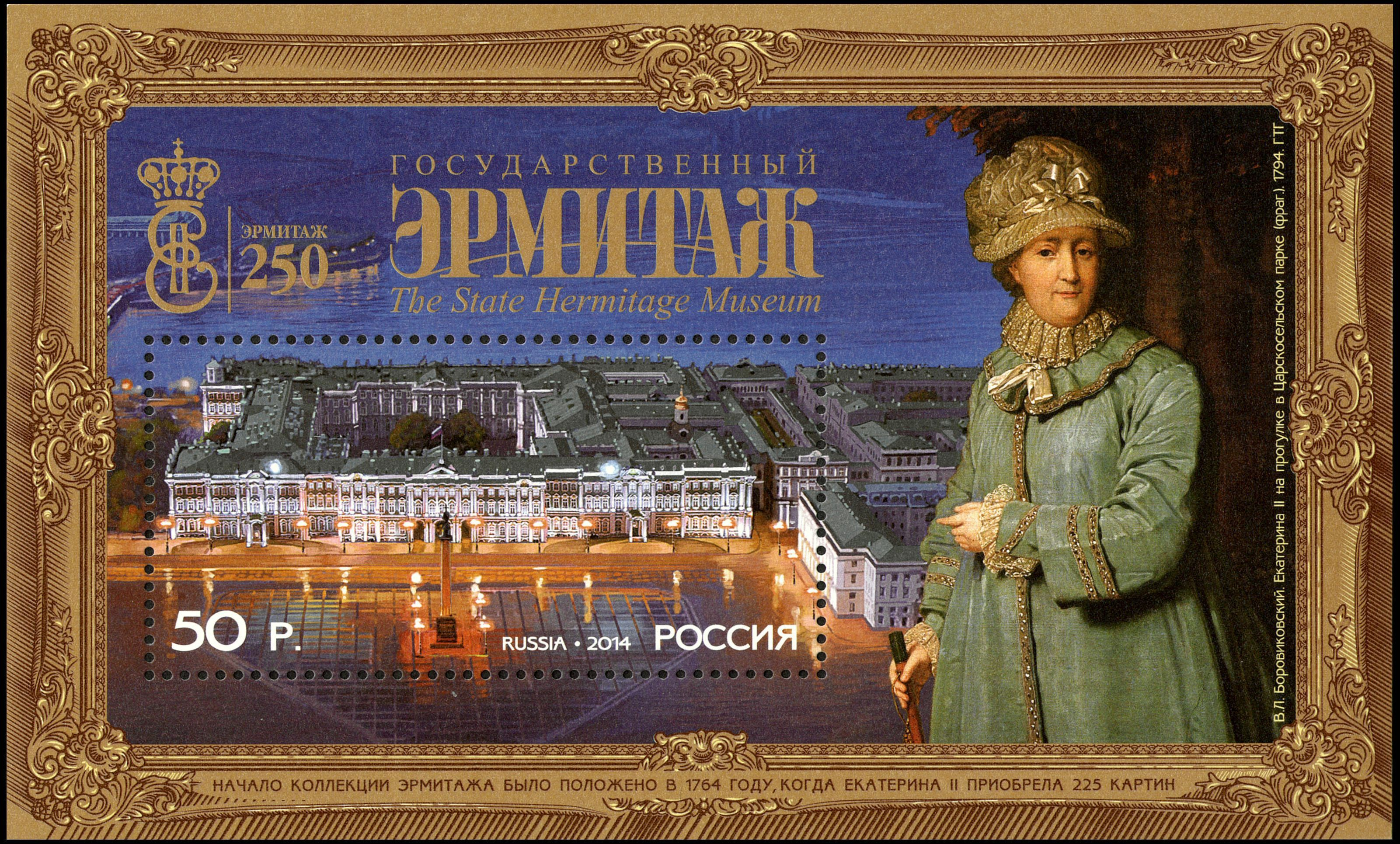
Почтовый блок, 2014 г.
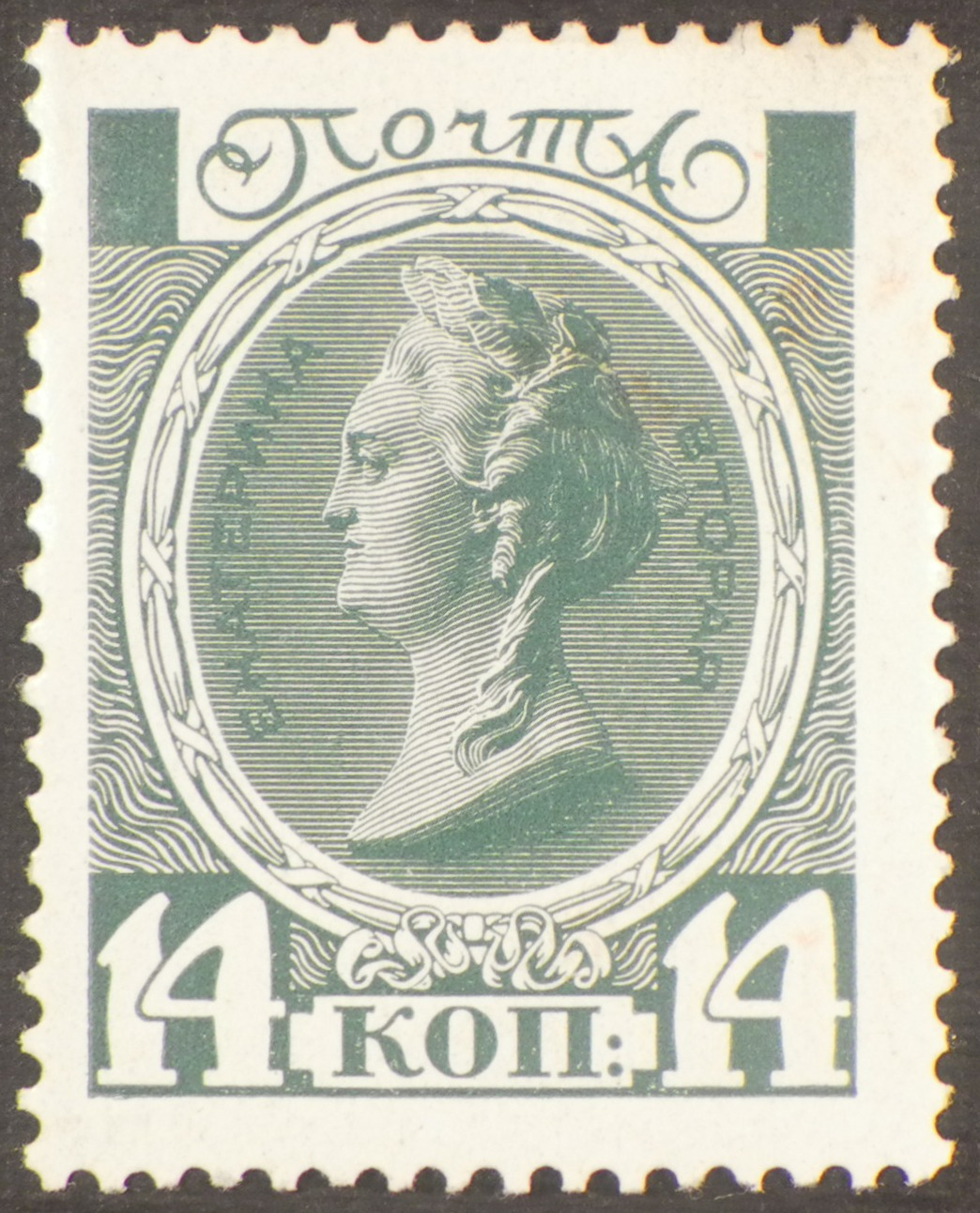
Марка Российской империи, 1913 г.
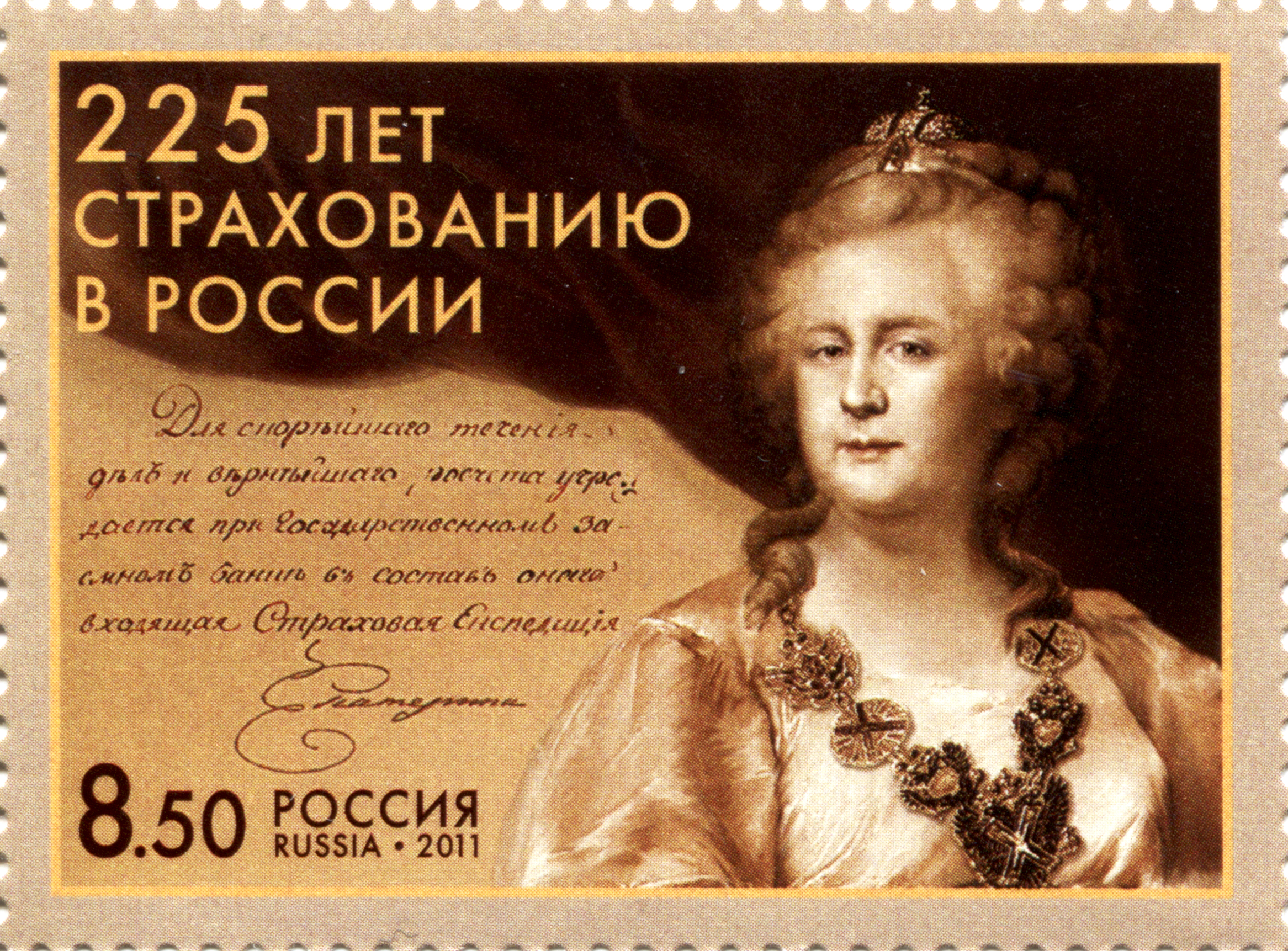
Марка России, 2011 г.
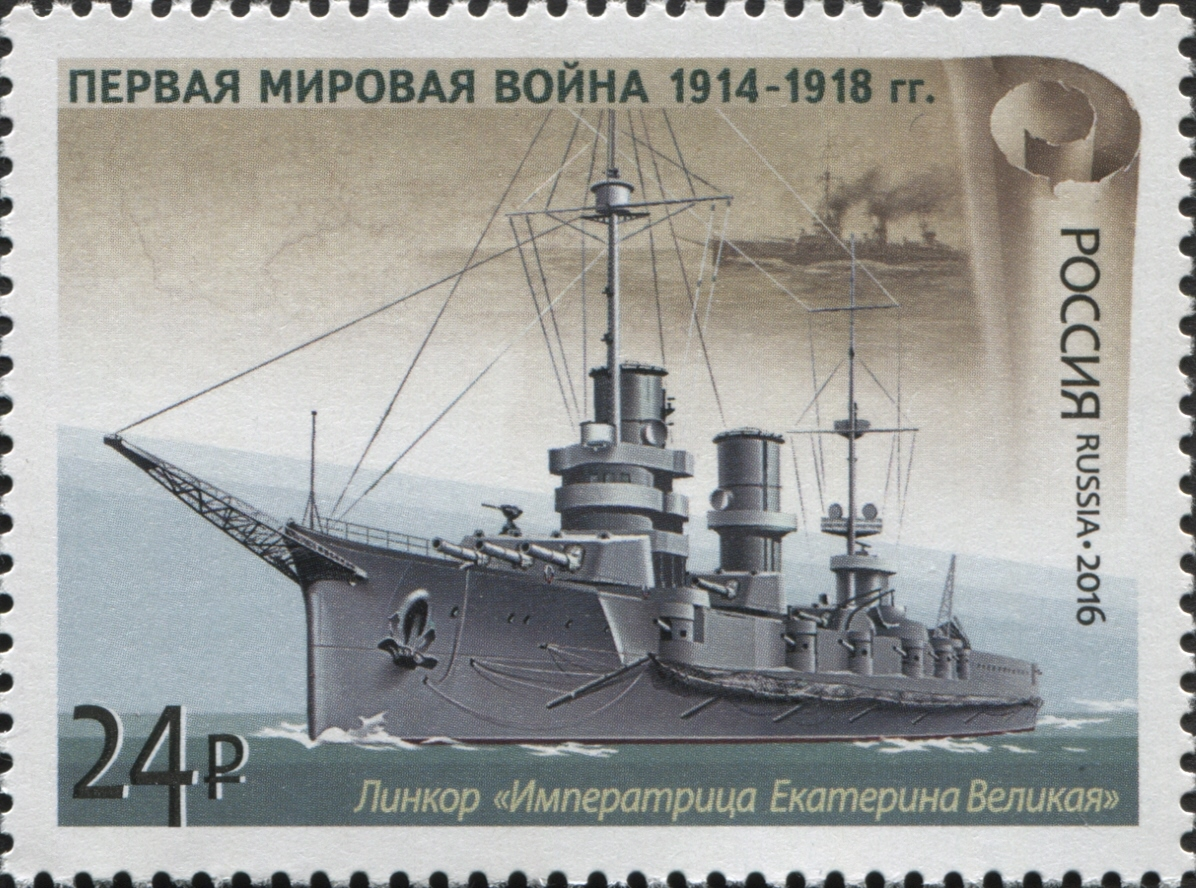
Почта России, 2016 г.

## Память
В 1778 году Екатерина составила для себя следующую шутливую эпитафию (пер. с фр.):
 Здесь погребена

 Екатерина Вторая, рождённая в Штеттине

 21 апреля 1729 года.

 Она провела 34 года в России, и вышла

 Там замуж за Петра III.

 Четырнадцати лет от роду

 Она составила тройной проект — нравиться

 Супругу, Елизавете I и народу.

 Она пользовалась всем для достижения в этом успеха.

 Восемнадцать лет скуки и уединения заставили её прочесть много книг.

 Вступив на русский престол, она стремилась к добру,

 Желала доставить своим подданным счастье, свободу и собственность.

 Она легко прощала и не питала ни к кому ненависти.

 Снисходительная, любившая непринуждённость в жизни, весёлая от природы, с душой республиканки

 И добрым сердцем — она имела друзей.

 Труд для неё был лёгок,

 В обществе и словесных науках она

 Находила удовольствие.
В честь императрицы Екатерины II в 1935 году английскими путешественниками был назван остров Катерин (Тихий океан, побережье Северной Америки, архипелаг Александра, 57°18′ с. ш., 134°49′ з. д.).
А. П. Сумароков сочинил поэтическое переложение 110-го псалма Псалтири, в котором по начальным буквам строк образуется акростих «ЕКАТЕРИНА ВЕЛИКАЯ».

### Научная
- Ассебург А. Ф. фон дер. Записка о воцарении Екатерины Второй / Пер. и предисл. Л. Н. Майкова // Русский архив, 1879. — Кн. 1. — Вып. 3. — С. 362—369.
- Богданович М. И. Русская армия в век Императрицы Екатерины II. — СПб.: Типография Департамента уделов, 1873. — 36 с.
- Борзаковский П. К. Императрица Екатерина Вторая Великая. — М.: Панорама, 1991. — 48 с.
- Брикнер А. Г. История Екатерины Второй: В 3 тт. — М.: ТЕРРА, 1996. — ISBN 5-85255-756-0.
- Грибовский А. М. Записки о императрице Екатерине Великой: репринтное воспроизведение издания 1864 года. — М.: Прометей, 1989. — 96 с.
- Грот Я. К. Воспитание Екатерины II // Древняя и новая Россия, 1875. — Т. 1. — № 2. — С. 110—125.
- Екатерина Великая. Мемуары: В 2 кн. / Изд. подг. М. А. Крючкова, Т. И. Акимова, Е. В. Морозова. — М.: Ладомир; Наука, 2021. — (Литературные памятники). — ISBN 978-5-86218-608-6.
- Екатерина II в воспоминаниях современников, оценках историков. — М.: ТЕРРА, 1998.
- Екатерина II и её время: Современный взгляд / Философский век. Альманах. — № 11. — СПб., 1999. (ideashistory.org.ru)
- Екатерина: Путь к власти / Я. Штелин, Мизере, Т. Димсдейл и др. — 2-е изд. — М.: Фонд Сергея Дубова, 2012. — 384 с. — (История и России и Дома Романовых в мемуарах современников. XVII—XX вв.). — 700 экз. — ISBN 978-5-94177-013-7.
- Журнал Адмиралтейств-коллегии 1766 г. (Извлечение) // Русская старина, 1896. — Т. 88. — № 11. — С. 434—435. — В ст.: Бильбасов В. А. Походы Екатерины II по Волге и Днепру (1767 и 1787 гг.).
- Журнал высочайшего путешествия её величества государыни императрицы Екатерины II, самодержицы Всероссийской, в полуденные страны России в 1787 году. — М.: В универс. тип., 1787. — 137 с.
- Заичкин И. А., Почкаев И. Н. Русская история: От Екатерины Великой до Александра II. — М.: Мысль, 1994.
- Записка современника, грузинского архиерея, о вступлении на престол императрицы Екатерины II // Чтения в Императорском Обществе истории и древностей российских, 1900. — Кн. 4 (195). — Отд. 4. — С. 17—24.
- Зорин А. Русская ода конца 1760-х — начала 1770-х годов, Вольтер и «греческий проект» Екатерины II
- Иоанна-Елизавета Ангальт-Цербстская. Известия, писанные княгиней Иоанной-Елизаветой Ангальт-Цербстской, матерью императрицы Екатерины, о прибытии её с дочерью в Россию и о торжествах по случаю присоединения к православию и бракосочетания последней. 1744—1745 годы // Сборник Российского исторического общества, 1871. — Т. 7. — С. 7—67.
- Исторические материалы, хранящиеся в Библиотеке дворца города Павловска. // Русская старина, 1873. — Т. 8. — № 11. — С. 649—690; № 12. — С. 853—884; 1874. — Т. 9. — № 1. — С. 37—56; № 2. — С. 277—300; № 3. — С. 465—512; № 4. — С. 667—684; Т. 10. — № 5. — С. 60—70; № 6. — С. 309—320; № 7. — С. 549—560; № 8. — С. 735—742.
- История России: В 2 т. Т. 1: С древнейших времён до конца XVIII в. / А. Н. Сахаров, Л. Е. Морозова, М. А. Рахматуллин и др.; Под редакцией А. Н. Сахарова. — М.: ООО «АСТ»; Астрель; Ермак, 2003. — 943 с.
- Каменский А. Б. «Под сению Екатерины…»: Вторая половина XVIII века. — СПб.: Лениздат, 1992. — 448 с. — (Хроника трёх столетий: Санкт-Петербург). — ISBN 5-289-01111-0.
- Каменский А. Б. Жизнь и судьба императрицы Екатерины Великой. — М.: Знание, 1997. — 288 с. — ISBN 5-07-002765-4.
- Екатерина II : [арх. 25 декабря 2022] / Каменский А. Б. // Динамика атмосферы — Железнодорожный узел. — М. : Большая российская энциклопедия, 2007. — С. 630—633. — (Большая российская энциклопедия : [в 35 т.] / гл. ред. Ю. С. Осипов ; 2004—2017, т. 9). — ISBN 978-5-85270-339-2.
- Кирьяк Т. П. Письмо к И. М. Долгорукову от 9 ноября 1796 г. / Сообщ. Л. И. Долгоруков // Русский архив, 1867. — Вып. 10. — Стб. 1266—1275. — Под загл.: Частное письмо в Москву о кончине Екатерины II-й.
- Ключевский В. О. Курс Русской истории, часть V. — М.: Соцэкгиз, 1937.
- Колюпанов Н. Очерк внутреннего управления в России при императрице Екатерине II // Русская мысль, 1883. — Кн. 2. — февраль. — С. 63—99.
- Королев С. В. Эрмитажная библиотека императрицы Екатерины II: указатель изданий. — Ч. 1-2. — СПб.: РНБ, 2022.
- Лангер К. О пределах и важнейших представителях политической науки: Торжественное слово по случаю празднования Августейшей и Могущественной Всероссийской императрицы и самодержицы Екатерины II Великой, 1771 г., апреля 22 дня / Сост. А. В. Топычканова. — М.: Изд-во МГУ, 2011. — 128 с. — 1000 экз. — ISBN 978-5-211-06220-7.
- Лаппо-Данилевский А. С. Очерк внутренней политики императрицы Екатерины II. — СПб.: Тип. М. М. Стасюлевича, 1898.— 65 с.
- Мадариага Исабель де. Россия в эпоху Екатерины Великой. — М., 2002. — 976 с. — ISBN 5-86793-182-X
- Массон К. Мемуары Массона о России. / Извлечения / Пер. П. Степановой // Голос минувшего, 1916. — № 4. — С. 157—171., № 5—6. — С. 157—180., № 7-8. — С. 341—354., № 10. — С. 23-44.
- Месяцослов с росписью чиновных особ в государстве на лето от Рождества Христова 1779. Часть первая. — СПб.: Типография при Императорской Академии наук, 1779. — 444, XVIII с.
- Нассау-Зиген К.-Г. Императрица Екатерина II в Крыму. 1787 г. Отрывки из дневника и переписки / Перевод и публ. В. В. Т. // Русская старина, 1893. — Т. 80. — № 11. — С. 283—299.
- Нассау-Зиген К.-Г. Рассказ очевидца о путешествии Екатерины II в Крым. Извлечение // Исторический вестник, 1893. — Т. 53. — № 9. — С. 819—821.
- Омельченко О. А. «Законная монархия» Екатерины Второй. — М., 1993.
- Описание коронации, миропомазания и причащения императрицы Екатерины II-й // Русская старина, 1893. — Т. 80. — № 12. — С. 487—496. — В ст.: Труворов А. Коронация императрицы Екатерины Второй.
- Павленко Н. И. Екатерина Великая. — М.: Молодая гвардия, 2006. — 496 с. — (ЖЗЛ) — ISBN 5-235-02808-2.
- Пайпс Р. Истоки гражданских прав в России — год 1785. — М.: Московская школа политических исследований, 2010.
- Переворот 1762 года. — М.: Образование, 1909. — 160 с.
- Петрова М. А. Екатерина II и Иосиф II: Формирование российско-австрийского союза: 1780—1790. — М.: Наука, 2011. — 419 с. — 1000 экз. — ISBN 978-5-02-036720-3.
- Похождение известных петербургских действ / Публ. А. Лазаревского // Осьмнадцатый век. — Кн. 2. — М.: В типографии Т. Рис, 1868. — С. 631—633.
- Протасьев Н. Пребывание Екатерины Второй в 1767 году в Костроме / Публ. А. Н. Протасьевой // Русский вестник (журнал), 1810. — Ч. 9. — № 2. — С. 74—99.
- Россия и Романовы: Россия под скипетром Романовых. Очерки из русской истории за время с 1613 по 1913 год / под.ред. П. Н. Жуковича. — М.: Россия; Ростов-на-Дону: Танаис, 1992.
- Ростопчин Ф. В. Последний день жизни императрицы Екатерины II-й и первый день царствования императора Павла I-го // Архив князя Воронцова. — Кн. 8. — М., 1876. — С. 158—174.
- Рунич П. С. Заметки Рунича о царствовании Екатерины II // Русская старина, 1870. — Т. 2. — Изд. 3-е. — СПб., 1875. — С. 163—174.
- Де Санглен, Яков Иванович Записки Якова Ивановича де-Санглена. 1776—1831 гг. / Сообщ. М. И. Богданович // Русская старина, 1882. — Т. 36. — № 12. — С. 443—498.
- Сподвижники Екатерины II. Материалы / Публ. и примеч. Я. К. Грота, А. Ф. Бычкова, А. П. Пятковского, Э. К. Гуттен-Чапского, Н. К. Богушевского // Русская старина, 1873. — Т. 8. — № 11. — С. 691—733; № 12. — С. 885—909.
- Трофимович Р. С. Запись современника о кончине Екатерины Великой// Русский архив, 1909. — Кн. 3. — Вып. 11. — С. 202—203.
- Улюра А. А. Исторические драмы Екатерины II «в подражание Шекспиру»
- Чечулин Н. Д. Очерки по истории русских финансов в царствование Екатерины II. — СПб.: Сенатская типография, 1906. — 380 с.
- Уорд Люси. Прививка для императрицы. Как Екатерина II и Томас Димсдейл спасли Россию от оспы. — М.: Альпина Паблишер, 2024. — 429 с. — ISBN 978-5-9614-8574-5.
- Эриксон Кароли. Екатерина Великая. — Смоленск: Русич, 1997. — 496 с. — (Женщина-миф). — ISBN 5-88590-667-X.
- Экстракт из журнала плавания её императорского величества на галерах по реке Волге, от Твери до Симбирска, в 1767 году // Русская старина, 1896. — Т. 88. — № 11. — С. 436—441. — В ст.: Бильбасов В. А. Походы Екатерины II по Волге и Днепру (1767 и 1787 гг.).

### Художественная
- Казовский Михаил. Несвятая София. Три дня из жизни Екатерины II // Век Екатерины. — М.: Вече, 2021. — (Всемирная история в романах). — ISBN 978-5-4484-2964-4.
- Труайя Анри. Екатерина Великая. — М.: Эксмо, 2004. — (Русские биографии). — ISBN 5-699-01632-5.
- Тургенев А. М. Рассказы А. М. Тургенева об императрице Екатерине II.// Русская старина, 1897. — Т. 89. — № 1. — С. 171—176.
- Юрезанский В. Т. Исчезнувшее село. Исторический роман о казаках во времена Екатерины II. Москва, ЗИФ, 1930. Также переиздания: М.: Гослитиздат,` 1939 г. 264 с.; М.: Советский писатель, 1956 г., 288 с.; там же, 1958 г. 287 с.; там же, 1969 г., 280 с.